# トヨタ・86
86（ハチロク）は、トヨタ自動車がSUBARU（旧・富士重工業）と共同開発したスポーツカー。スバル・BRZとは姉妹車の関係にある。
本項では便宜上、2021年に発売された2代目モデルとなるGR86（ジーアール ハチロク）についても記述する。

## 開発の経緯

### プロジェクト開始まで
2000年代半ば、トヨタ社内ではスポーツカーの企画は毎年提出されていたが、投資効率が悪いという理由で毎回却下されていた。しかし、社内で若者の車離れに対する危機感が深刻になると、2007年1月にトヨタ全役員を集めた対策会議が開かれて安価なスポーツカーを開発することが決定した。これには当時営業担当副社長であった豊田章男の「技術部門が本当にいいスポーツカーを作るんだったら、営業部門は四の五の言わない」「今やる」という声が決め手になったという。
そして同年3月、初代パッソ、初代ラクティス、2代目ウィッシュなどの開発主査を歴任した多田に加え、入社以来AE86を10年以上愛車にしていた年下の技術者の2人が新しいスポーツカーの担当に任命されたことで、本プロジェクトの企画立案が開始された。

### 企画立案の開始
86の開発コードは「086A」だが、これはそのAE86好きの部下が社内を駆け回って手に入れたもので、開発者が好きな社内コードを取ることはトヨタでも極めて稀であった。ラクティスの開発時に「これでワンメイクレースをやりたい」と公言していた多田は、念願のスポーツカー作りということで大いに喜んだが、売上数の少ないスポーツカー部門は当時の社内では日陰者扱いされており、上司に「腐らず頑張れ」と声をかけられたという。
多田は日本各地やアメリカなど海外のミニサーキットやチューニングショップ、社内や同業者の車好きの元へと赴き、世界中のスポーツカー愛好家たちの声を聞いた。すると、当時各社が競い合って開発していたハイテク制御、ハイグリップタイヤ、四輪駆動、ターボを装備した高価なスポーツカーよりも、軽く安く改造しやすく運転しやすい、かつてのAE86のような車、極論すると「遅いスポーツカー」が求められていることに気づいた。多田はその構想を突き詰めていき、最終的に「排気量2リッター。FRでコンパクト。超低重心で手ごろな価格のスポーツカー」が最も妥当であるという結論に達した。
また、世界中の自動車愛好家から「かっこいいスポーツカーが欲しい」といわれていたが、多田はそれは「低い車」であると考え、FRで低いスタイリングを実現できるエンジンをトヨタで探し回った。しかし結局見つからず、そのうち低さを実現するために水平対向エンジンを用いることを思いついたという。なお、ミッドシップにすればトヨタのエンジンでも想定の低さは実現可能であったが、その分運転が難しくなり「誰でも楽しめるスポーツカー」にはならないと考えて、FRにこだわった。
一方、トヨタとスバルは同時期に始まった資本提携を生かすべく様々なプロジェクトを模索しており、そこにちょうど多田のプロジェクトのニーズ（低いスポーツカーの実現に水平対向エンジンを用いたい）が合致。2007年中に外観はレガシィのまま、水平対向4気筒エンジンを搭載した低重心FRの試作車が製作され、商品化した場合の採算性の検討も始まった。

### スバルとの共同開発
翌2008年初頭にはスバル側の開発責任者に増田年男が任命され、同年4月にトヨタとスバルは共同記者会見を開いて共同開発を正式に発表し、本格的に開発が始まった。
86はスバルとの共同開発車であり、開発技術は両社から持ち寄られており、費用も両社で折半されている。当初は車両コンセプトやパッケージングの企画策定と内外全体デザインはトヨタ、細部設計と確認作業はスバルという分担がなされたが、基本的には両社開発陣の合議のもとに開発が進められた。本プロジェクトの企画立案者で、トヨタ側の開発責任者となる86の開発主査（チーフ・エンジニア、CE）は多田哲哉である。
スバル側の開発陣は当初、同社のお家芸である四輪駆動とターボを用いない水平対向スポーツカーという構想に強い難色を示していたが、前述のレガシィを用いた試作車が予想以上に運転が楽しいことを発見したことで許可が下りた。また、自然吸気の4気筒エンジンで200馬力という出力を実現するために、2005年にトヨタが開発したばかりの直噴・ポート噴射併用技術『D-4S』をスバル側に開放して水平対向エンジンと組み合わせようとすると、トヨタの技術者からはもちろん、水平対向にプライドを持つスバル側からも強い反発を受けた。しかしこれも試作でいきなり196馬力という目標に近い数値を達成すると、お互いの技術力を認め合う空気が漂い、以降の開発が円滑になったという。このようにトヨタとスバルの両開発陣はたびたび衝突することもあったが、最終的にはお互いをリスペクトしあう形で開発は進められた。

### 異なる意思決定の仕組み
嗜好性の高いスポーツカーを開発するため、“Built by passion, not by committee!”（合意してつくるのではない、情熱でつくるんだ!）というスローガンが掲げられ、通常のトヨタの開発手法とは異なる意思決定の仕組みが採用された。
例えば従前の車両スタイリングでは、役員、営業、工場などの各部門の承認が必要な社内評価制度があるが、86の開発では多田が社長の豊田章男に要望を出し、社内のスポーツカーユーザー200名の意見を取り入れながら少人数で決定した。その結果、超低重心の車体を強調したサイドビューや、獲物を狙う肉食動物をモチーフとし、知的で明晰な印象を与える「キーンルック」と呼ばれるフロントマスクのデザインが採用されている。
また、豊田自身も半ばテストドライバーとして開発中の本車に何度も試乗した。

## プロトタイプ（FT-86）
2009年10月の第41回東京モーターショーにて、コンセプトモデルの「FT-86」を初公開。日本国外では2010年3月のジュネーブモーターショーで初公開された。「FT」は「Future Toyota」の略。クルマ本来の運転する楽しさ、所有する歓びを提案する小型FRスポーツカーで、開発中の86の将来の姿を示唆するコンセプトカーであった。後の86と同じく、トヨタとスバルが共同で製造したコンセプトカーである。パワーユニットは2.0リッターの水平対向エンジンにD-4Sが組み合わされたものが搭載されている。このコンセプトカーにはアイシン精機、デンソー、住友電気工業、トヨタの合弁会社であるアドヴィックスのブレーキが採用されている。
チーフエンジニアの多田哲哉によると、独特な赤い色合いはニホンザルの背中の色を基にしている。
2010年1月の東京オートサロンでは、トヨタGスポーツ(G's)シリーズの一環として、「FT-86 Gスポーツコンセプト」と呼ばれる改良モデルが出展された。オリジナルのFT-86と異なる点はカーボンファイバーパネル、通気口付きボンネット、大型リアスポイラー、新設計の19インチホイール、カスタムエグゾーストである。内装にはレカロ製バケットシート、ロールケージが装備された。エンジンは専用開発のターボチャージャーによって出力が強化されている。この車両はアムラックスにあるトヨタのショールームに再登場したことがある。
2010年6月18日に、北米での市販車名は“FR-S”が有力だと報道されたが、2011年4月20日のニューヨーク国際オートショーにおいて『FR-Sコンセプト』が公開されており、サイオンブランドから販売されることが正式に発表された。
2011年3月、欧州トヨタはジュネーブモーターショーで、FT-86の後継車として細部のデザインが変更された改良型の「FT-86 II」を発表した。

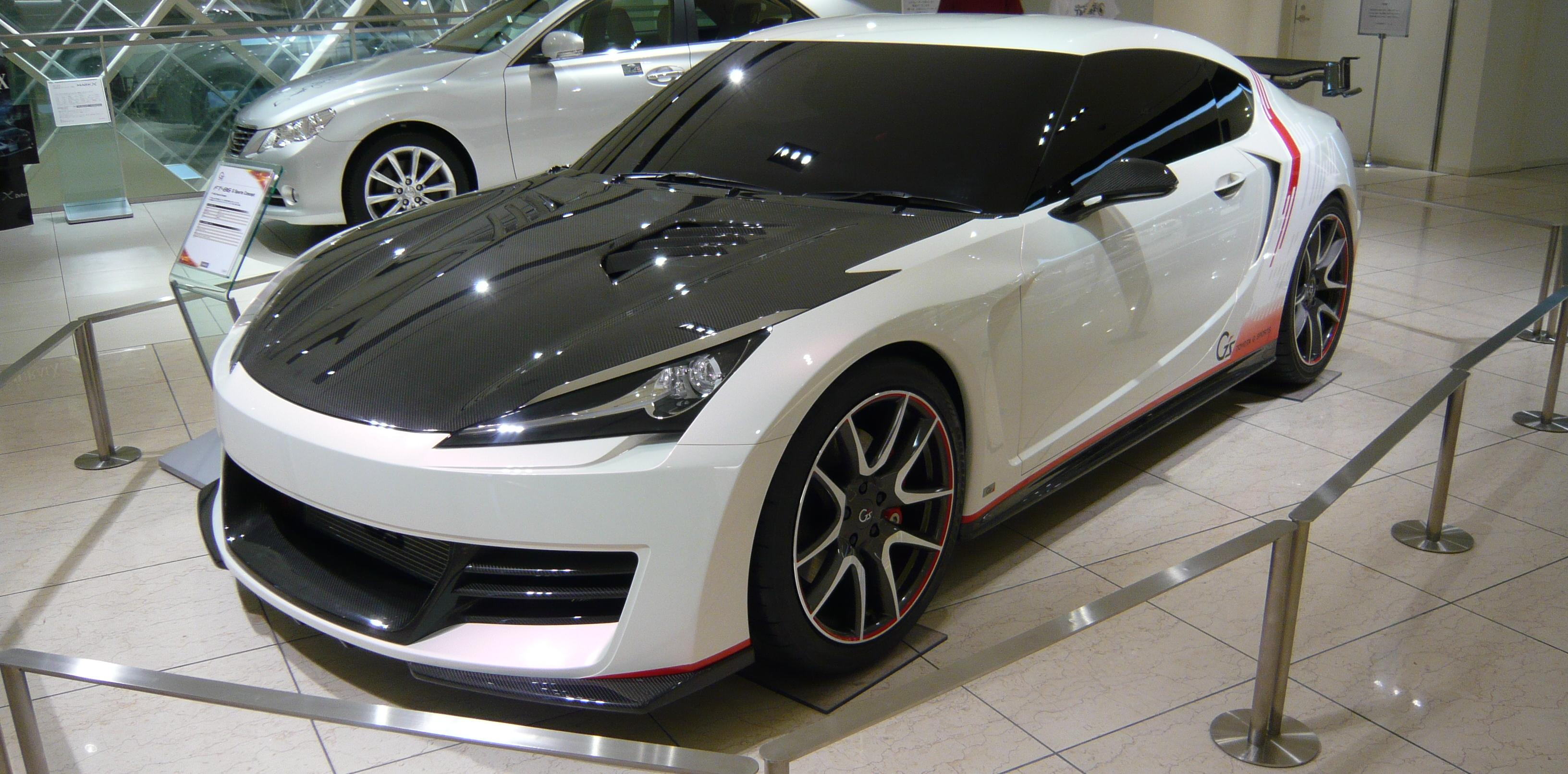
FT-86 Gスポーツコンセプト（フロント）
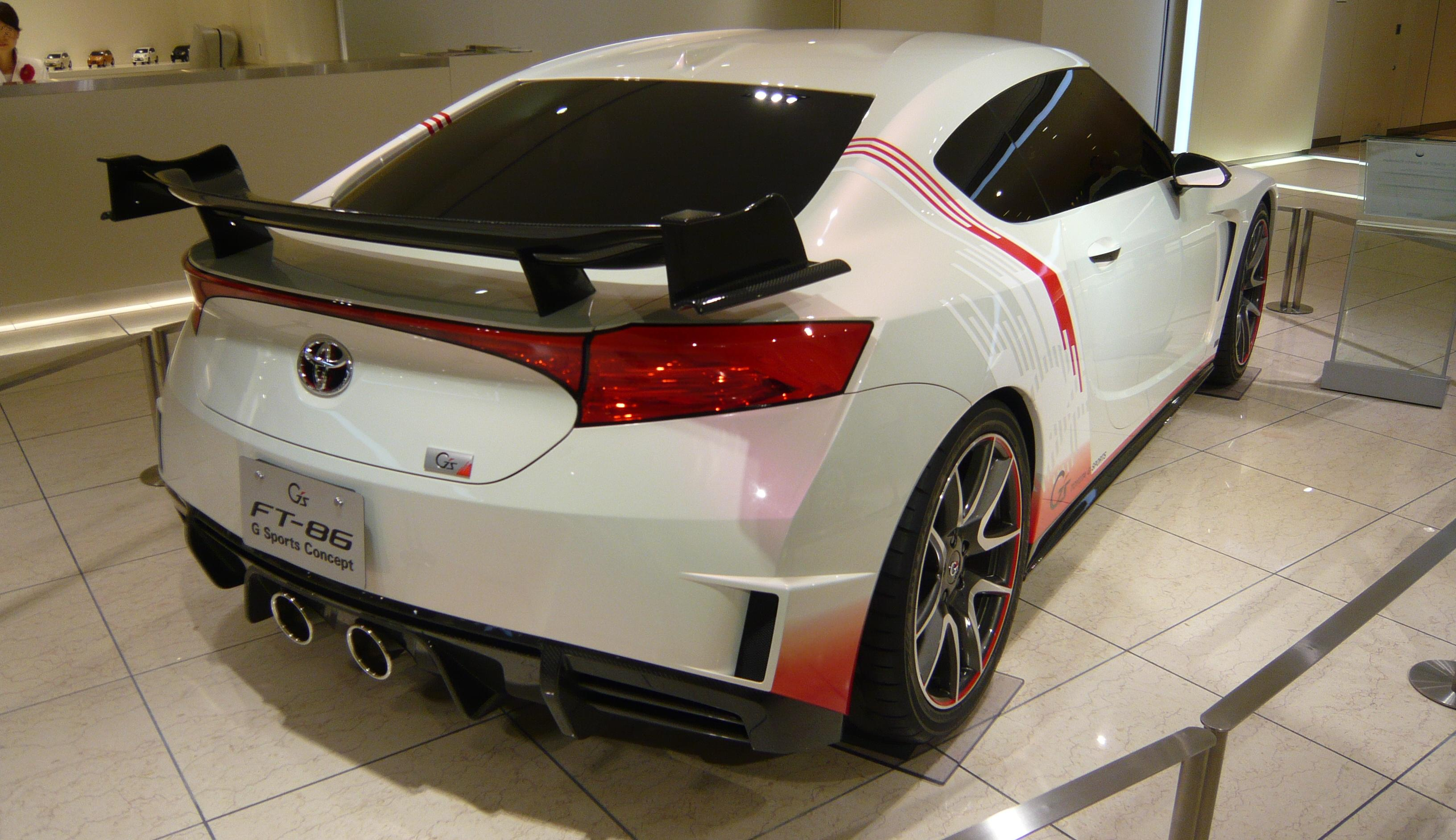
FT-86 Gスポーツコンセプト（リア）
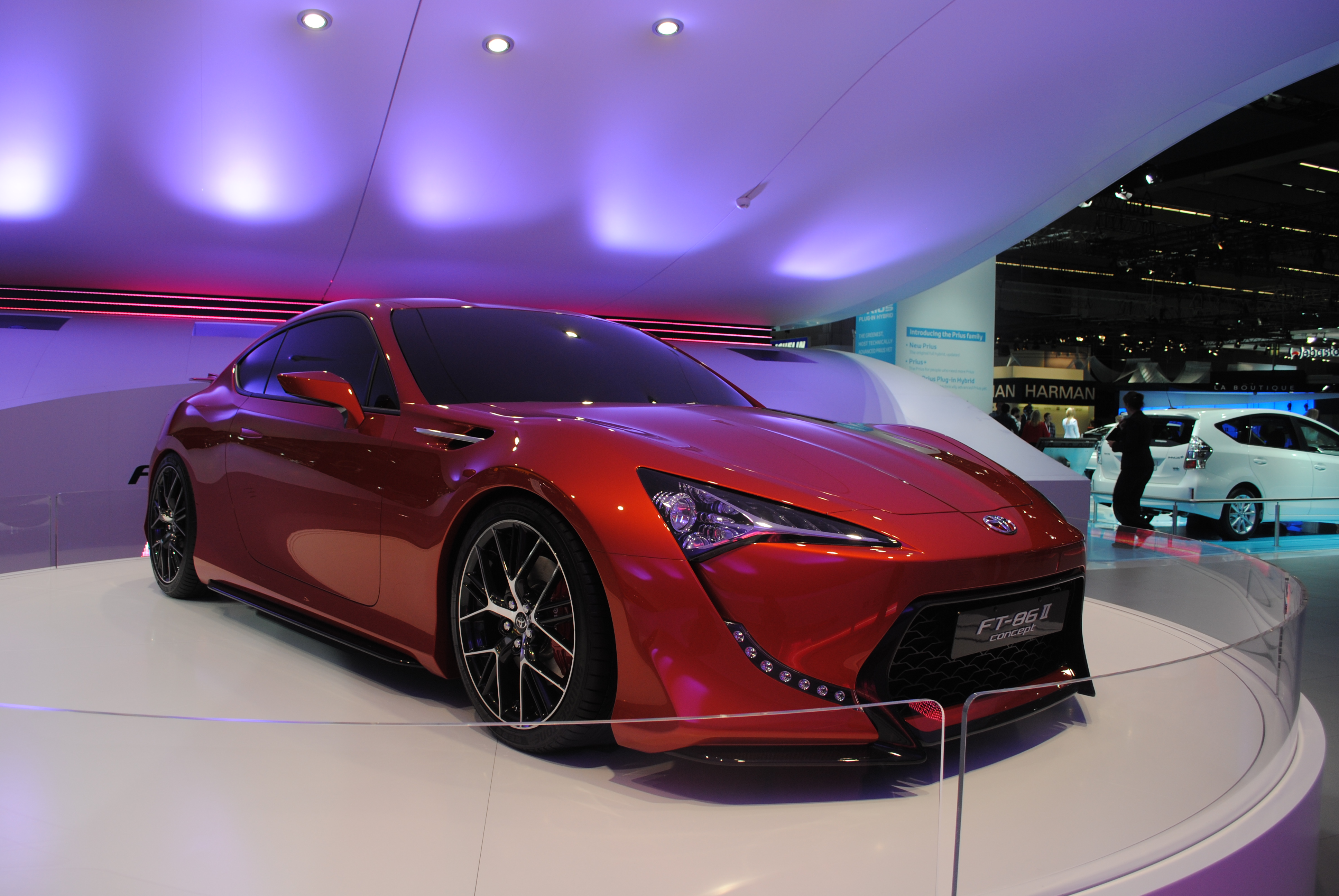
FT-86 II（フロント）
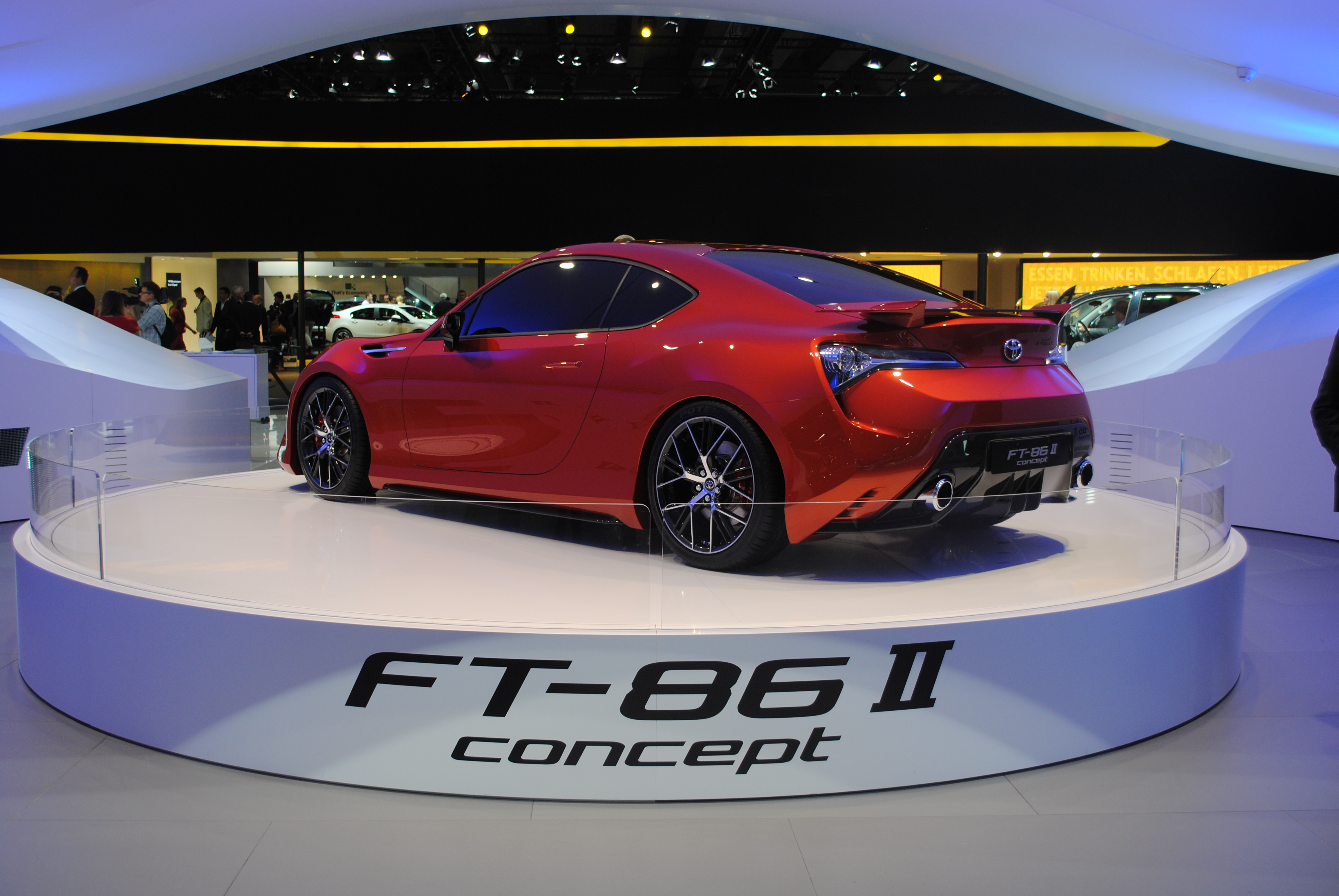
FT-86 II（リア）
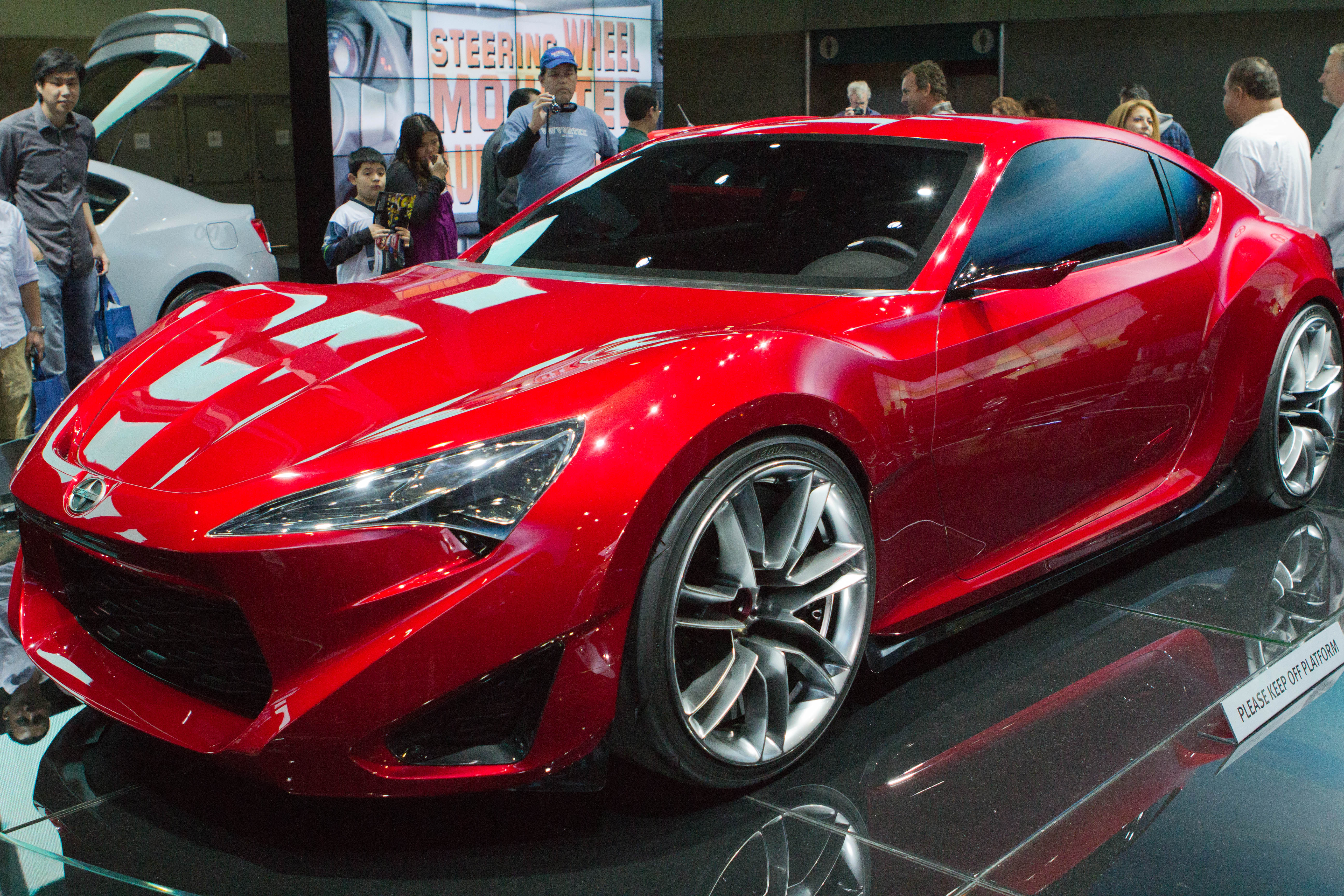
サイオン・FR-Sコンセプト（フロント）
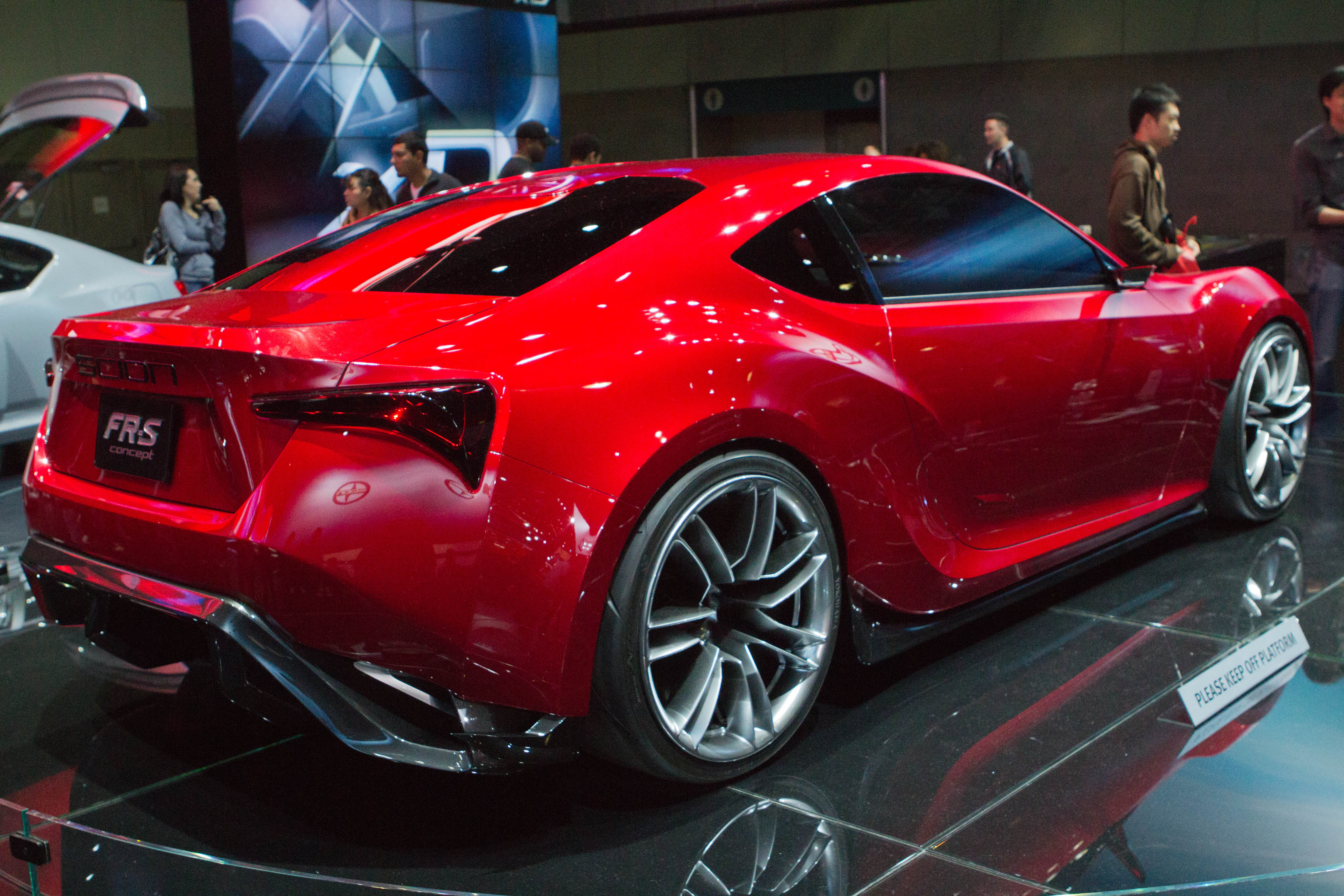
サイオン・FR-Sコンセプト（リア）

## 初代 86 ZN6型（2012年 - 2021年）
走る楽しさを追及した「直感ハンドリングFR」コンセプトを実現するためSUBARUの技術を用いて、小型・軽量・低重心・低慣性を特長として企画・開発されたライトウェイトスポーツカーである。またチューニングのしやすさから息の長い人気を誇るAE86型カローラレビン・スプリンタートレノ（ハチロク）に倣って過給や専用ハイグリップタイヤに頼らない設計で開発され、「自分だけの1台を楽しみながら育てる」「お客様とともに進化する」スポーツカーとして「86」と命名された。
2012年2月2日に発表され、同年4月6日から全国で発売された。これによりトヨタブランドのスポーツカーは、2007年7月のMR-Sの販売終了以来5年ぶりの復活となり、また新型スポーツカーの発売も1999年10月のMR-S以来13年ぶりとなる。販売についてはトヨタ全販売チャネル（トヨタ店・トヨペット店・カローラ店・ネッツ店）での取り扱いとなるが、全国の各ディーラー（ネッツトヨタ東四国を除く）から選ばれた1店舗のみが「AREA 86」として展示車・試乗車を設置し、専門スタッフを常駐させる。
より多くの人々に楽しんでもらうために、車両価格はできるだけ低く設定されているが、メインターゲットはかつてAE86に乗っていた、あるいは憧れていた40歳代から50歳代の男性とされている。さらには10年後、20年後に若年顧客層となる彼らの子供たちがスポーツカーに憧れるようなスタイリングを目指したともされている。また年月を経て中古車の価格が値下がりすることで、若者にも手が届きやすい価格になってきている。販売価格は競技ベース車の「RC」で199万円、標準グレードの「G」で241万円、上級グレードの「GT」では279万円、最上級グレードの「GT “Limited”」は305万円である。
先述の通り、北米では当初サイオン・FR-Sの名称を用いていたが、2016年にサイオンブランドが廃止されるとトヨタブランドに組み込まれ、北米でもトヨタ・86としてリバッジを受けた。なお、サイオン版にも「86」のサイドエンブレムが採用されている。また、ヨーロッパ市場ではGT 86、韓国、マレーシア、インドネシア、オーストラリア、シンガポール、台湾、香港、マカオでは当初から日本と同じ86の名称で発売されている。また英語圏で非公式であるが、スバル・BRZとあわせてtoyobaruと呼ばれている。
2012年3月16日より、スバル最後の軽自動車サンバーを生産していた富士重工業群馬製作所本工場のラインを利用して生産が開始された。86、FR-S、GT 86、スバル・BRZのいずれも同工場で生産される。ただし、限定生産となるコンプリートカーの86 GRMNのみ、愛知県の元町工場で生産された。
また、トヨタは、86を販売すると同時にソフト面でもスポーツカー文化を育てることを企てていて、86を発表した2012年2月2日に「86スポーツカーカルチャー構想」として7つのプロジェクトを発表し、ウェブ上でファンサイト「86 SOCIETY」（ハチロク・ソサエティ）を開設したり（登録にはFacebookアカウントが必要で、86オーナー以外も登録可能）、全国のお奨めの峠を選定する「86 峠セレクション」を実施したり、サーキットでのワンメイクレースを企画したりしている。それらの構想は、「スポーツカーは、カルチャーです。」という発売当初のキャッチコピーからも窺える。
2016年6月に行われたビッグマイナーチェンジを境に、それ以前の前期型（ZENKI）とそれ以降の後期型（KOUKI）に大別される。
AE86は漫画『頭文字D』の主人公・藤原拓海の愛車ということでも人気を博したが、本車も2017年より連載が始まった漫画『MFゴースト』において、主人公で藤原の弟子である片桐夏向の搭乗車種として登場している。

### デザイン
独立したトランクを有する2.5ボックス・セミファストバックスタイルでサッシュレスドアを採用しており、ED2(Toyota Europe Design Development)がデザインを担当。そのエクステリアデザインの特徴は、2007年の第40回東京モーターショーに出展されたトヨタのコンセプトカーであるFT-HSを彷彿とさせるものが与えられ、従来のライトウェイトスポーツカーと大きく異なる、張り出しや重量感のあるものとなっている。
前面はヘッドランプが細く鋭く切れ上がり、その下部にある縦筋の窪みはエンジンルームへのエアインテークになっている。フロントバンパーと一体化させたフロントグリルは、大きく六角形に開口させて奥まったところに設置し、Aピラーと共にブラックアウトさせている。Aピラーについては、重視される衝突安全性能を達成するため、市販車の多数にならって太くなっているが、それと引き替えに大きくなってしまう死角領域の対策として、分割してガラスをはめ込むことで外観を損ねることなく死角領域の低減を図っている。
背面は、スポイラー状に形成されたトランクリッドとカーボン製のディフューザーが空気の流れを意識した立体感ある形状に仕立てられており、ディフューザーに埋め込まれたマフラーエンドが左右1本ずつのぞかせている。
パッケージングの特徴は、全長に対して長くとられたホイールベースである。前後のオーバーハングは極限にまで切り詰められているため、ほかの2L級クーペより短い全長ながら2+2シート・4人定員の居住空間を確保している。

### インテリア

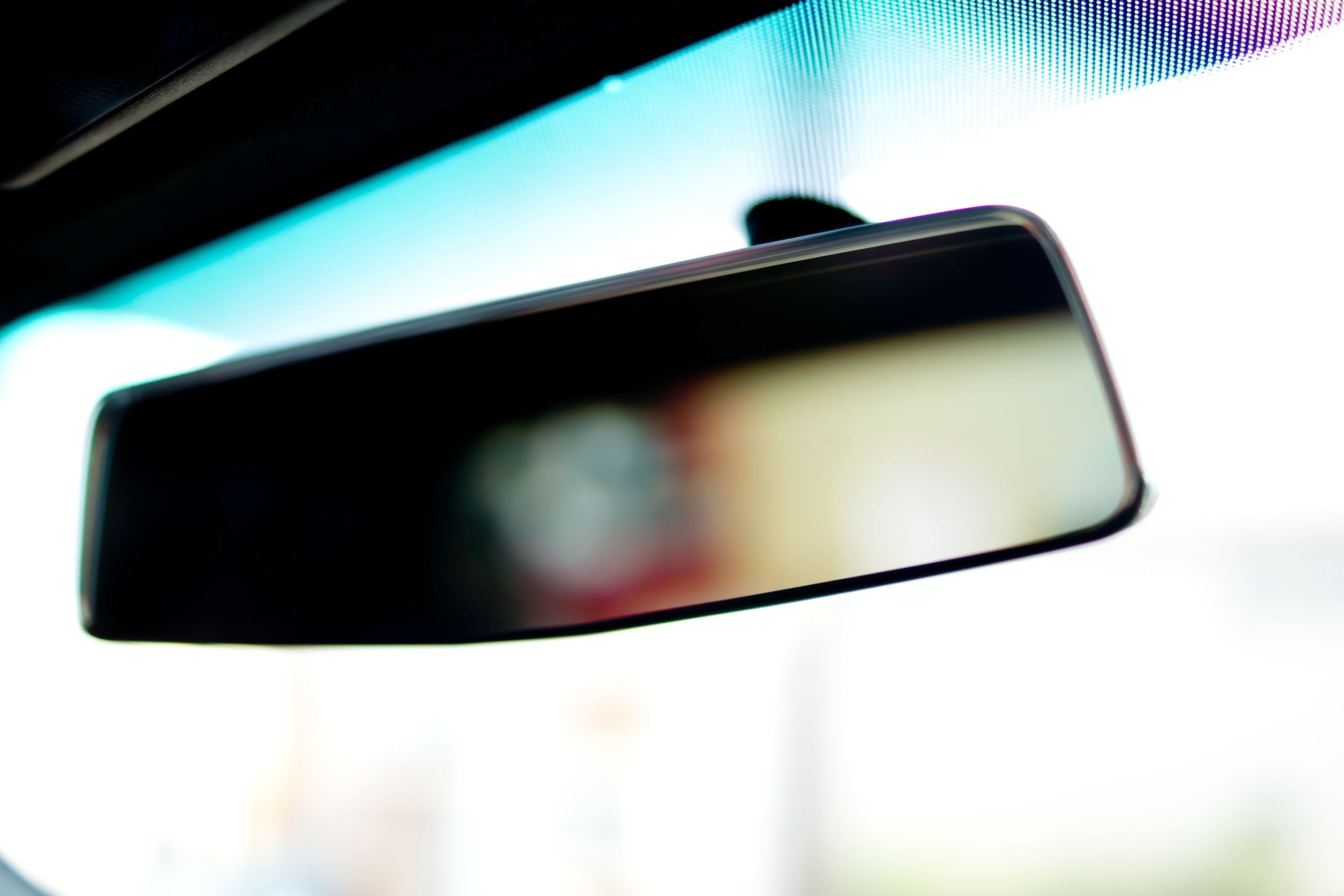
フレームレスミラー

GTとGTLimitedのインテリアでは、後方視界の視認性を考慮したフレームレス・ミラーを採用している。(GとRCは従来のミラー)
また、6AT車のシフトノブはマニュアル車のものに近いものにデザインされ、GTとGT Limitedにはオートマ車のみパドルシフトが標準装備されている。
レース愛好家のパネラーからの意見で、ドアトリムのショルダーパッドとニーパッド、センターコンソールのニーパッドは取り外しが可能。また同様にインサイドドアハンドルの位置は、ロールバーに干渉しないように配慮されている。

### メカニズム

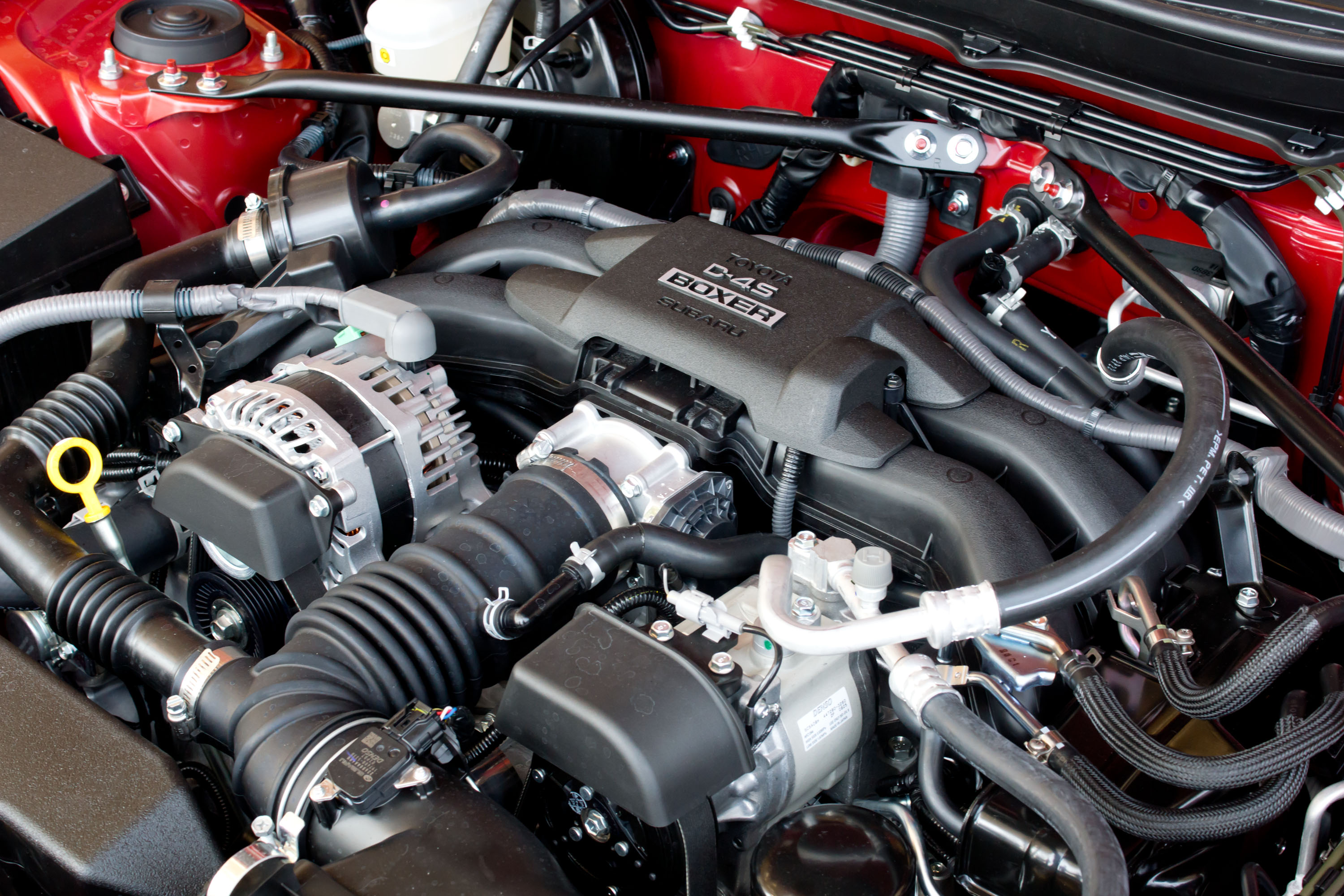
D-4Sボクサーエンジン

エンジンは低重心と重量配分を追求すべく、富士重工業が開発したFB20型をベースに、トヨタの筒内直接噴射・ポート噴射同時制御技術である「D-4S」を組み合わせた、新開発のFA20型 水平対向4気筒・NAの2.0Lエンジンを搭載する。なお、車の性格上、高回転出力型を目指したことと、環境性能の高度化・燃費の向上を両立させるため、FB20型と比べるとストロークが短縮された。その結果、このエンジンのボア×ストロークは3S-GEや2JZ-GEといったエンジンの伝統を踏襲した86mm×86mmとなっている（多田曰く「たまたま」。スクエア型の2.0Lエンジンでは実際多く用いられている比で、例えば日産・SR20型やホンダ・K20型も86mm×86mmである）。またトヨタでのエンジン系統名は「4U-GSE」と名乗るが、日本国内では使われていない。
駆動方式はこれを縦置きに搭載して後輪を駆動するFRとし、3ペダル式のアイシン・エーアイ（現:アイシン）製の6速MTもしくはアイシン・エィ・ダブリュ（現:アイシン）製の6速ATが組み合わされる。スバルのレガシィやインプレッサが採用する駆動方式の主流である4WDのフロント駆動部分を取り除けばFRとすることが可能であるが、86ではFR専用にトランスミッションに変更を加え、エンジン搭載位置も見直した上で、エンジン重心をなるべく後方に搭載することで、運動性能に大きく影響する前後の重量配分に気を配っているとする。ATはレクサス・IS Fで採用されたSPDSの制御を採用、シフトレスポンスの向上を図っている。
元々はプラットフォームや部品の多くは既存の流用で済ます予定であったが、最終的には多くが新設計になった。ただしコストを削減するために既存車種の設計をベースに86用に改良を加えたものや、そのまま流用された部品も存在する。フロントサスペンションは低いボンネットを実現するために独特の構成であるが、FR車にもかかわらずハブキャリアにドライブシャフトのスペースがあり、このためストラットダンパー長が短くアライメントがFR車用としては最適でないという批判がある。
ブレーキシステムは前後フローティングキャリパー（前:2ピストン/後:1ピストン）が基本であるが、後にbremboやTRD等のブレーキを備えた仕様も設定された。
前後重量配分は2名乗車時で53：47、重心高は460mmと発表されている。チーフエンジニアの多田は、あえて50：50の前後重量配分を避けた理由について、200PSで1,200kg台の86にとっての「ステアリングの切り始めの最適な応答性」を狙ったものとしており、ターボが設定された300PS程度のハイパワー車なら、よりリアの重量配分を増加させるべきであるとしている。
また重心高については、レクサス・LFA：445mm、フェラーリ・360：447mm、ポルシェ・ケイマン：482mm、日産・GT-R：495mmを例にあげ、「スーパースポーツに匹敵する低重心」と謳っている。
タイヤは、16インチが4代目スバル・インプレッサと同じヨコハマ製「デシベル」（205/55R16）で、17インチはミシュラン製「プライマシーHP」（215/45R17）である。プライマシーHPは3代目プリウスのツーリングセレクションの標準タイヤであるため、時々「86はエコタイヤを履いている」と誤解されることがある。しかし実際のプライマシーHPは欧州ではメルセデス・Sクラスのような高級車にも装着されるタイヤで、燃費以外のトータルバランスにも優れたタイヤである。86ではユーザーがどんなタイヤを履いても一定の運動性能を発揮出来るよう、タイヤに左右されない車両開発を目指し、それにふさわしいニュートラルな特性を持つタイヤを散々物色した結果、プライマシーHPに行き着いたというのが真相である。通常、スポーツ系車両などの動力性能が秀でたクルマやエコカーは、タイヤメーカーと専用のタイヤを開発することが多いが、以上の理由から86の開発においては「タイヤに頼らない設計」を開発の指針として貫き、タイヤメーカーが車両自体の開発には一切関わっていない(ただし後にブリヂストンのポテンザやダンロップのDIREZZAから86専用タイヤが発売されている)。
また、2011年末の発表時と、2012年春の発売時ではアクセルペダルの形状が異なる。

### グレード構成
「RC」「G」「GT」の3グレードの構成となり、上級グレードの「GT」には最上級仕様の「GT “Limited”」と「GT “Limited BLACKpackage”」が用意される。また86＆BRZレース専用モデルとしてレーシングも追加されている
RC
「G」の装備から、スピーカー（ハーネス含む）やエアコン（ヒーターのみ）、ルームランプやフロアサイレンサーなどを省略して低価格化と軽量化を行い、競技用車両へのカスタマイズを前提としたグレードである。これらの省略された装備はエアコンも含めてオプションでも選ぶことはできない。同時に、外装もバンパーやドアミラー、外側ドアハンドルなどは未塗装（素地）のものが使用され、ホイールもスチールである。なお、本グレードのみ6速AT車は選択不可となる。同じく競技用ベースとしてレーシングが登場していたためか2015年マイナーチェンジ時に廃止となった。
レーシング
86＆BRZレース参戦用として用意されたモデルで同じくモータースポーツベースであるRCとは違いマニュアルエアコンが装備されているほかロールケージ、オイルクーラー、ブレーキ冷却用ダクトが追加されている。バンパーはカラードバンパーとなっているがドアハンドルは無塗装となりホイールもスチールとなる
G
基本となる標準グレード。16inタイヤ&アルミ・ホイール、電動格納式ドアミラー、ワイヤレスドアロックリモートコントロール（盗難防止システム付）、マニュアル・エアコン、2スピーカー（オーディオレス）などを標準装備する。バンパーやドアハンドルなどの外装はボディーカラーと同色になる。
GT
「G」をベースに、ヘッドランプをハロゲン式からディスチャージ・ヘッド・ランプへ変更し、タイヤとホイールは17inへとインチアップされ、スマート・エントリー・スタート・システム、コンライト、左右独立温度コントロール・フルオートエアコン、本革巻きステアリング、プライバシーガラス、トップシェイド入りフロントガラス、フレームレス防眩ルームミラー、ルームランプ、運転席・助手席照明付バニティミラーなどの各種豪華装備を標準装着した上級グレードである。AT車はパドルシフト付きとなる。
GT “Limited”
「GT」の装備に加え、内装は本革とアルカンターラのシート表皮（ブラックとレッドの2色設定、シートヒーター付き）に変更され、外装はリアスポイラーとフロアアンダーカバーを装着し、さらに専用の高摩擦ブレーキパッドを標準装備する最上級仕様となる。
GT “Limited BLACKpackage”
2017年10月に登場した最上位グレードで上記の「GT"Limited"」の装備に加えサイドミラーやリアスポイラーが黒く塗装され、さらにブレンボ製ブレーキキャリパーと専用アルミホイールが装着される。
| グレード | グレード             | | GT | G | RC |
| グレード | グレード             | “Limited” | GT | G | RC |
| -------- | -------------------- | --- | --- | --- | --- |
| 変速機   | 変速機               | 6速AT (パドルシフト付き) / 6速MT                                                                                    | 6速AT (パドルシフト付き) / 6速MT                                                                                    | 6速AT / 6速MT                                                                                             | 6速MT |
| 外装     |                      | - デュアルエキゾーストテールパイプ (マフラーカッター付) - トルセンLSD - ベンチレーテッドディスクブレーキ            | - デュアルエキゾーストテールパイプ (マフラーカッター付) - トルセンLSD - ベンチレーテッドディスクブレーキ            | - デュアルエキゾーストテールパイプ - ディスクブレーキ (フロントはベンチレーテッド)                        | - デュアルエキゾーストテールパイプ - ディスクブレーキ (フロントはベンチレーテッド)                        |
| 外装     | 電動格納式ドアミラー | 電動格納式ドアミラー                                                                                                | 電動格納式ドアミラー                                                                                                | 電動ドアミラー                                                                                            | |
| 外装     | 照明                 | - LEDクリアランス - プロジェクター式ディスチャージヘッドランプ - フロントフォグランプ - コンライト                  | - LEDクリアランス - プロジェクター式ディスチャージヘッドランプ - フロントフォグランプ - コンライト                  | - プロジェクター式ハロゲンヘッドランプ                                                                    | - プロジェクター式ハロゲンヘッドランプ                                                                    |
| 外装     | 車輪                 | - 215/45R17 87Wタイヤ - 17×7Jアルミホイール - センターオーナメント付                                                | - 215/45R17 87Wタイヤ - 17×7Jアルミホイール - センターオーナメント付                                                | - 205/55R16 91Vタイヤ - 16×6½Jアルミホイール - センターオーナメント付                                     | - 205/55R16 91Vタイヤ - 16×6½JJスチールホイール - センターオーナメント付                                  |
| 外装     | 特別装備             | - スポーツブレーキパッド - リヤフォグランプ - リヤスポイラー - フロアアンダーカバー                                 | - | - | - |
| 内装     |                      | - 本革巻きシフトレバーノブ - 本革巻きパーキングブレーキレバー - 本革巻きステアリングホイール - スポーツアルミペダル | - 本革巻きシフトレバーノブ - 本革巻きパーキングブレーキレバー - 本革巻きステアリングホイール - スポーツアルミペダル | - ウレタンシフトレバーノブ - ウレタンパーキングブレーキレバー - ウレタンステアリングホイール - 樹脂ペダル | - ウレタンシフトレバーノブ - ウレタンパーキングブレーキレバー - ウレタンステアリングホイール - 樹脂ペダル |
| 内装     | 座席                 | 本革×アルカンターラ                                                                                                 | 上級ファブリック | ファブリック                                                                                              | ファブリック                                                                                              |
| 内装     | 計器盤               | - タコメーター (白文字盤) - デジタルスピードメーター - REVインジケーター                                            | - タコメーター (白文字盤) - デジタルスピードメーター - REVインジケーター                                            | - タコメーター (黒文字盤)                                                                                 | - タコメーター (黒文字盤)                                                                                 |
| 内装     | 保安                 | - スマートエントリー&スタートシステム - 盗難防止システム (オートアラーム付)                                         | - スマートエントリー&スタートシステム - 盗難防止システム (オートアラーム付)                                         | - ワイヤレスドアロックリモートコントロール - 盗難防止システム                                             | - ワイヤレスドアロックリモートコントロール - 盗難防止システム                                             |
| 内装     | 空調                 | 左右独立フルオートエアコン                                                                                          | 左右独立フルオートエアコン                                                                                          | マニュアルエアコン                                                                                        | ヒーター                                                                                                  |
| 内装     | オーディオ           | 6スピーカー | 6スピーカー | 2スピーカー                                                                                               | - |
| 価格     |                      | 306万5,237円 | 287万9,673円 | 248万8,909円                                                                                              | 205万6,909円                                                                                              |
| 価格     | AT                   | 314万7,709円 | 296万2,145円 | 256万582円                                                                                                | - |

### バリエーション

#### 86 GRMN
2014年にニュルブルクリンク24時間でクラス優勝を果たした前期型86のレーシングカーをモデルとする、限定生産のコンプリートカー。かつてレクサス・LFAも手がけた、愛知県の元町工場にて、100台限定で生産された。価格は648万円と高価であったが、3,000人もの応募が殺到した。ニュルで実戦投入された専用の空力パーツやサスペンションの装着、剛性強化や軽量化などがなされており、エンジンもチューニングにより200PS/205Nmから219PS/217Nmに強化された。。
86GRMNのみだが、無塗装・無刻印のホワイトボディを元町工場にて塗装・組み付けを行ったため、型式名称が通常の「ZN6」から「GRMN86-FRSPORT」に変更されている。
86 GRMNの開発で得られた知見は後期 86にも生かされている。

#### 86 GR
2017年に立ち上げられたGRブランドの後期86で、GRMNの量産版といえる存在である。生産もGRMN同様に元町工場で行う。GRの原則に則りエンジンに手は加えられていないが、LSDや排気系、足回り、空力パーツなど多くのパーツが専用開発されている。

#### 86 GR SPORT
GRのエントリーモデルに位置付けられており、GRと同様のスポイラーやメーターなどが装備されるほか、リアサスペンションにブレースが追加される。

#### 86 TRD 14R-60
トヨタテクノクラフト創立60周年記念に、2013年に公開された86 TRD Griffon Conceptを元に開発されたコンプリートカー。100台限定生産。

#### 86 style cb
2013年東京オートサロンにてコンセプトカーが発表され、2015年のマイナーチェンジで発売。丸目ライトを基調に、流麗なデザインのカスタムが多く施された。
2016年の後期型へのビッグマイナーチェンジの際に廃止されたため、わずか1年半の販売となった。

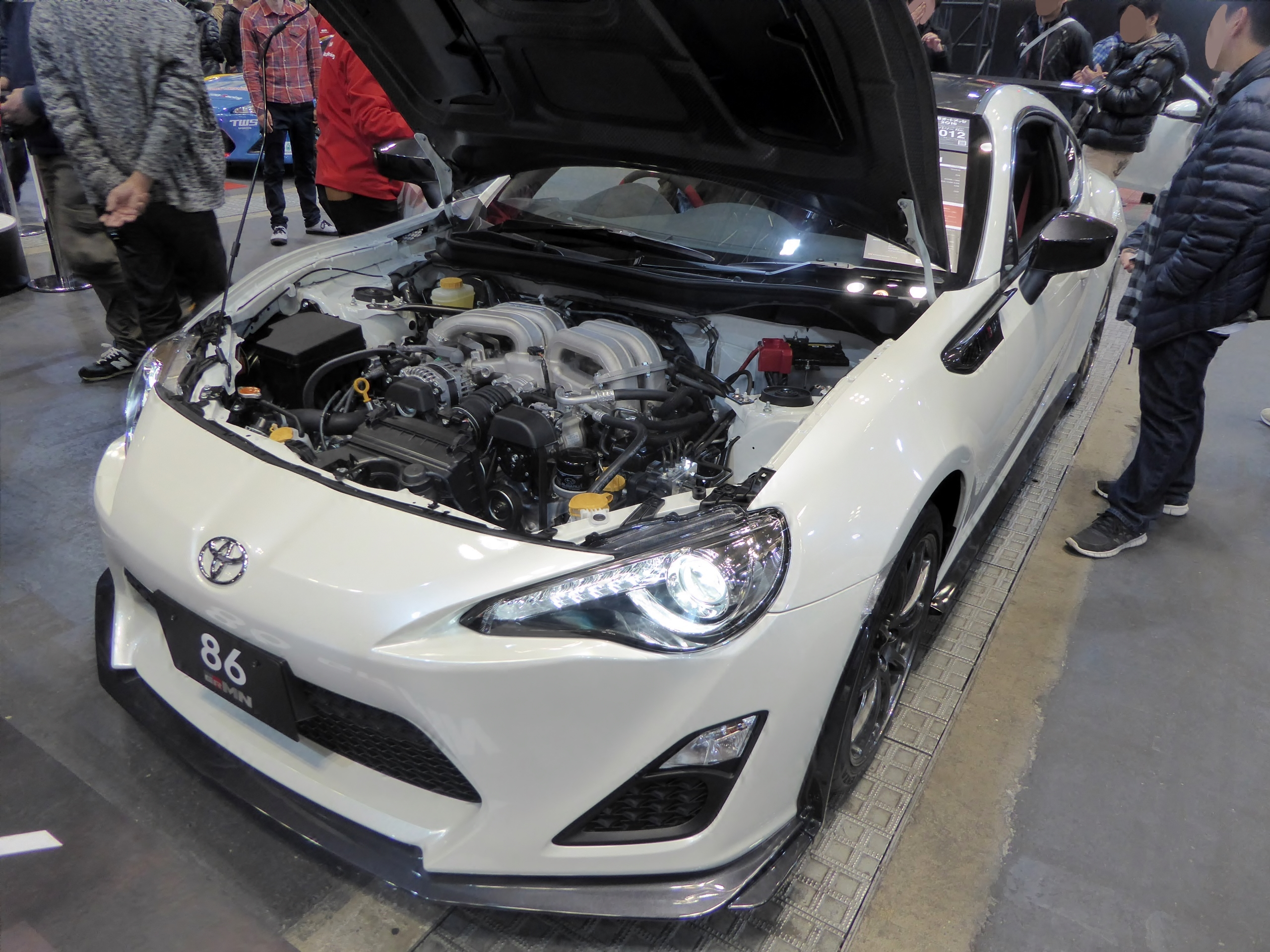
86 GRMN
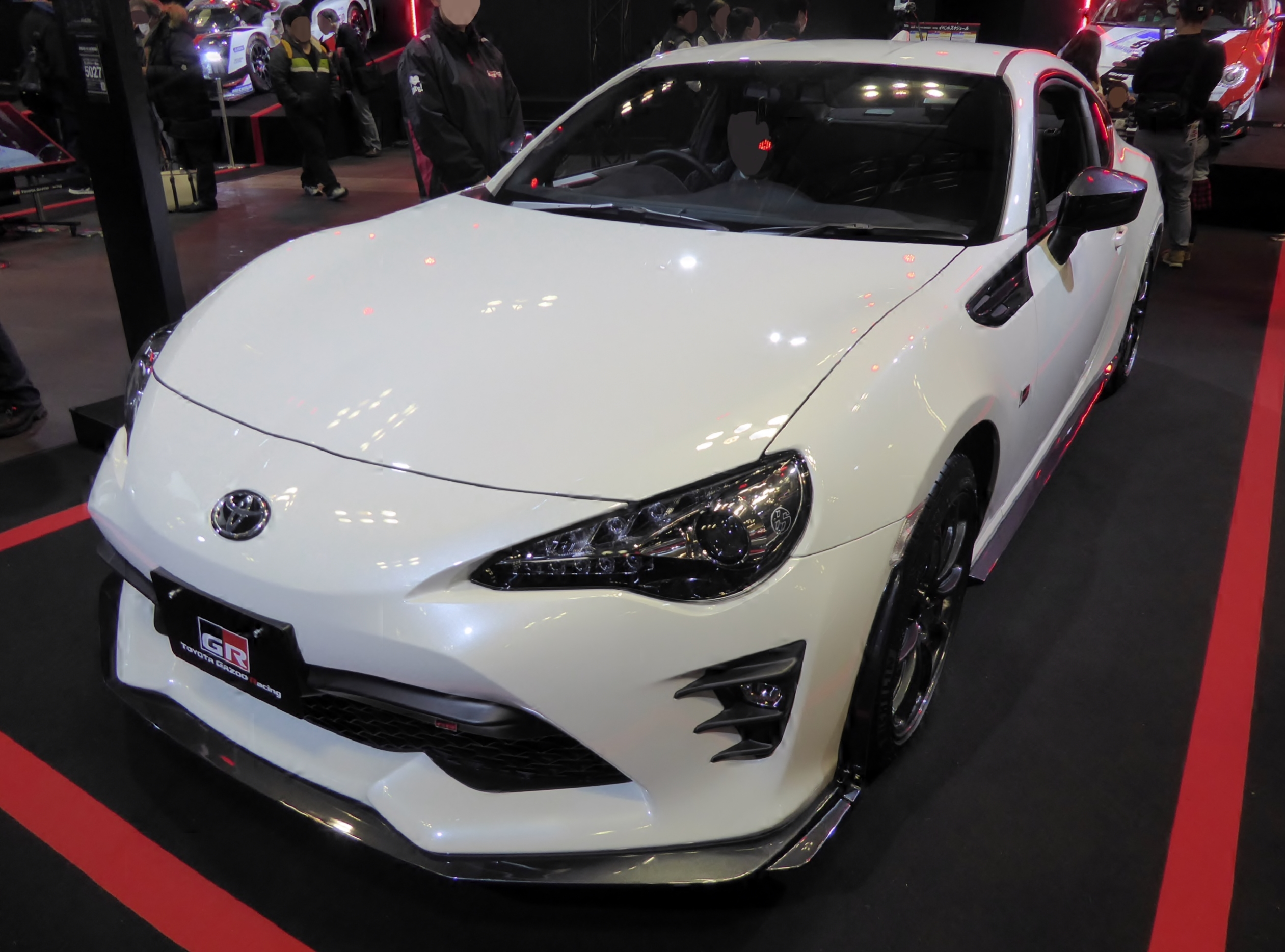
86 GR
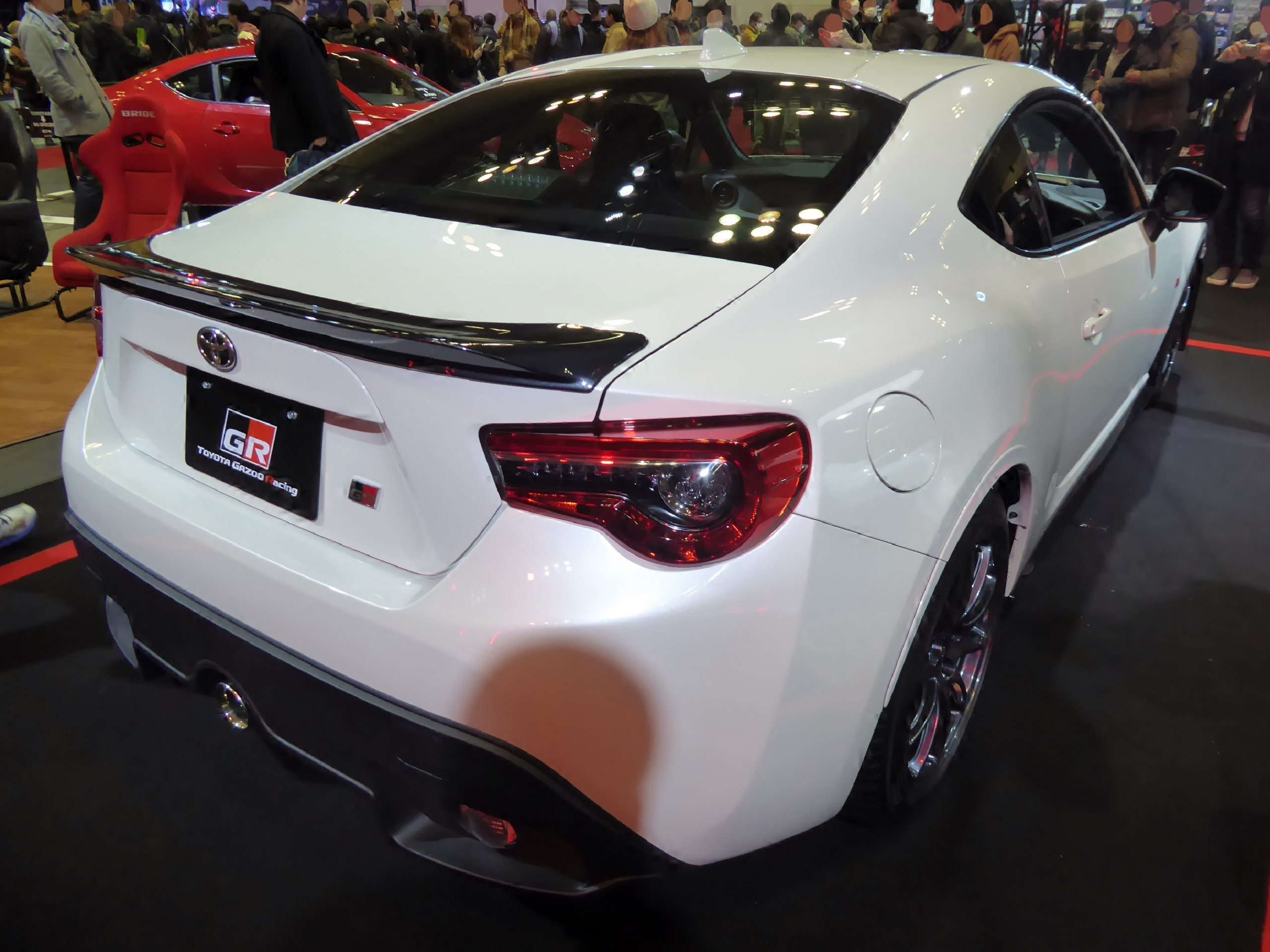
86 GR リア
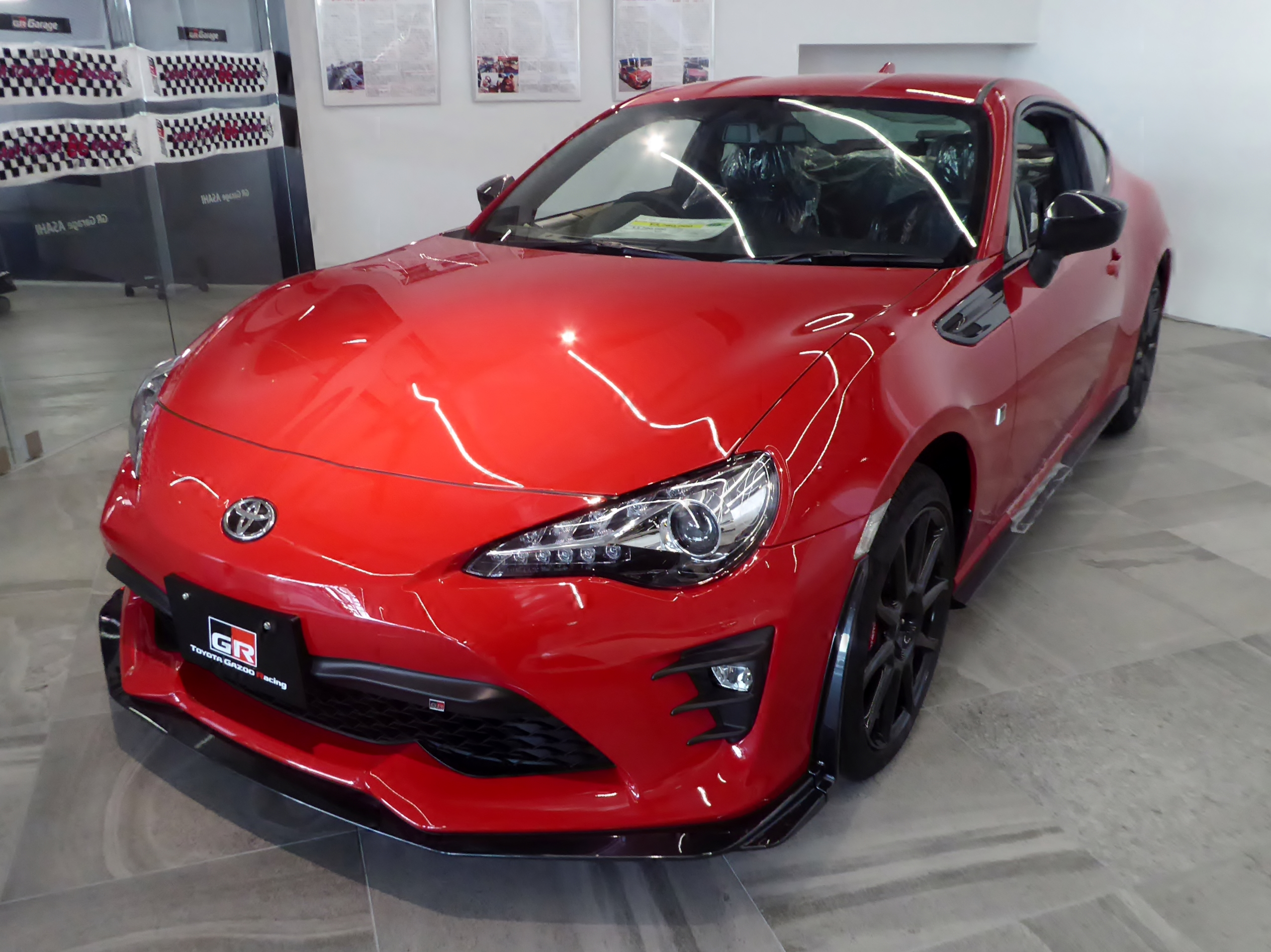
86 GR SPORT
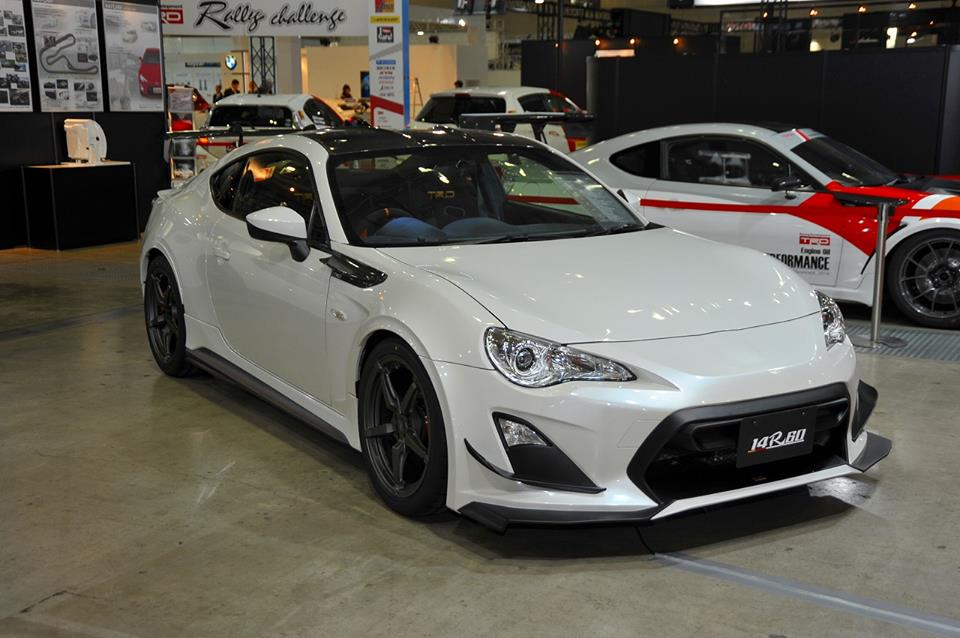
14R-60
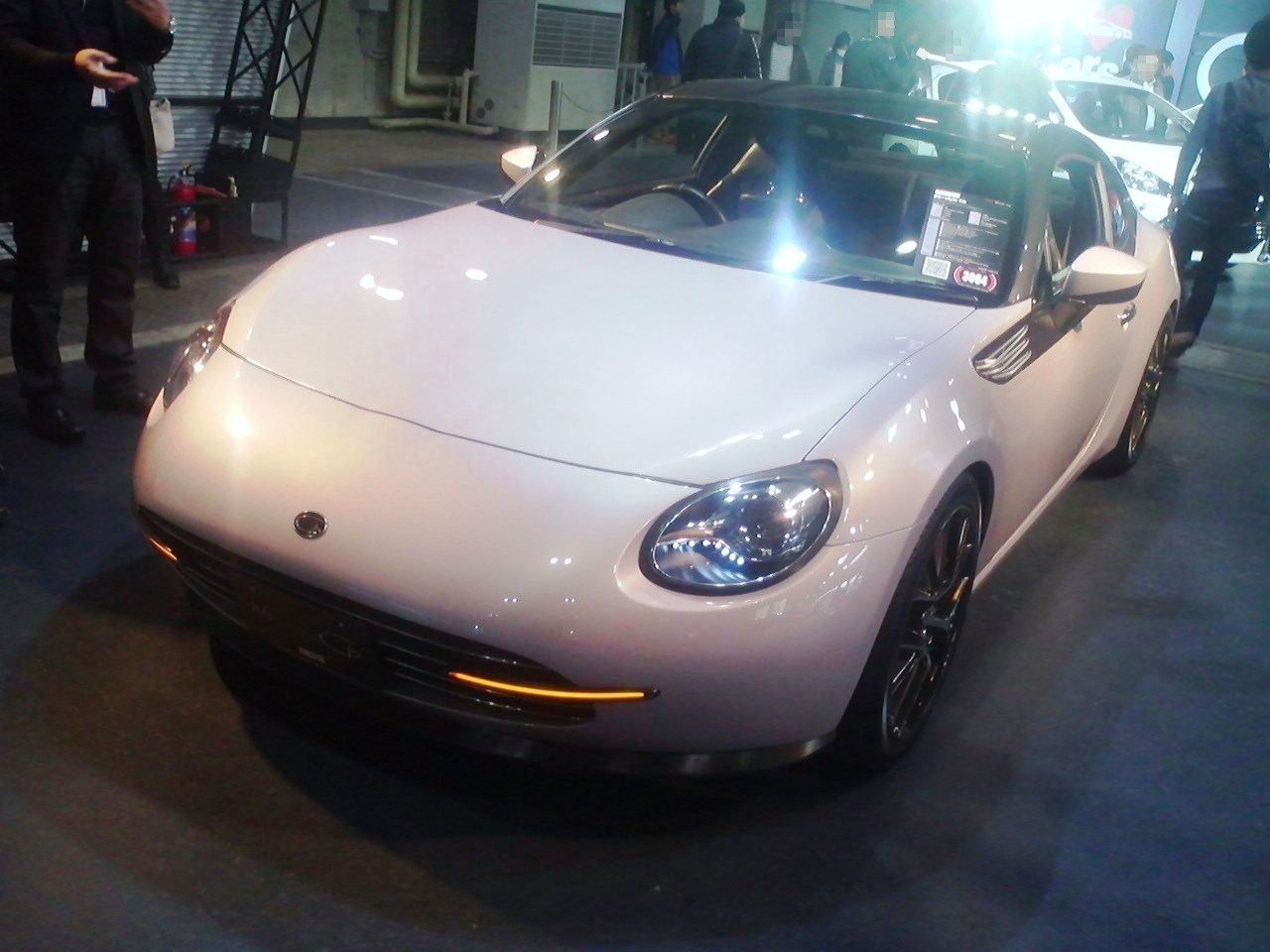
style cb

#### 未市販化のコンセプトカー
- 2013年に開催されたジュネーブショーでは、オープンカー仕様である『FT-86オープンコンセプト』が出展され、同年開催の第43回東京モーターショーでも展示された[57]。また2014年には筑波サーキットで開催された「TSUKUBAのりもの共和国2014」に、ゼッケンつきのレース車がデモランを披露した。
- 2016年5月にはトヨタオーストラリアが『86シューティングブレークコンセプト』を初公開した。開発はトヨタオーストラリアが担当、製作は日本国内で行われた。

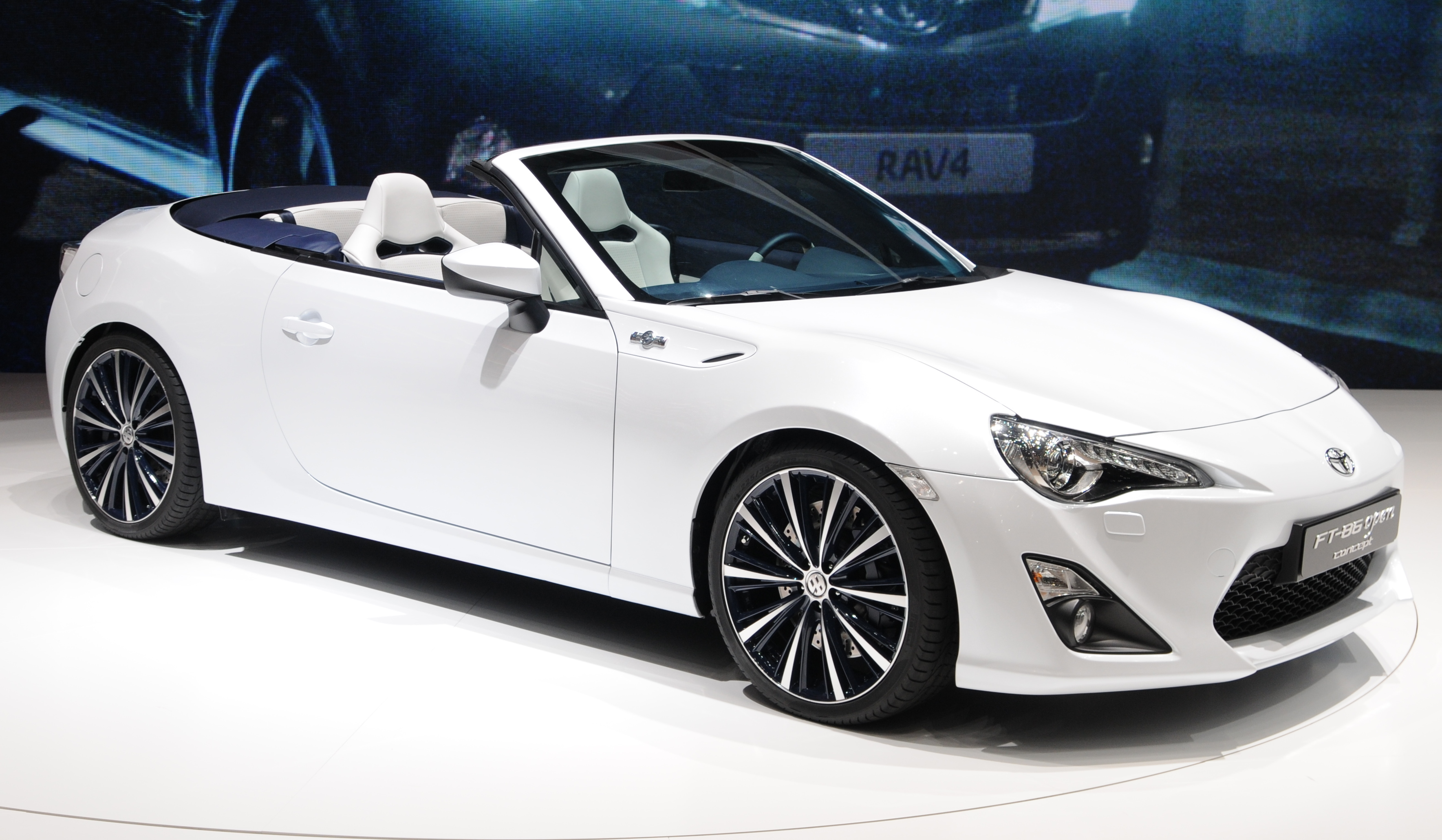
FT-86 オープンコンセプト
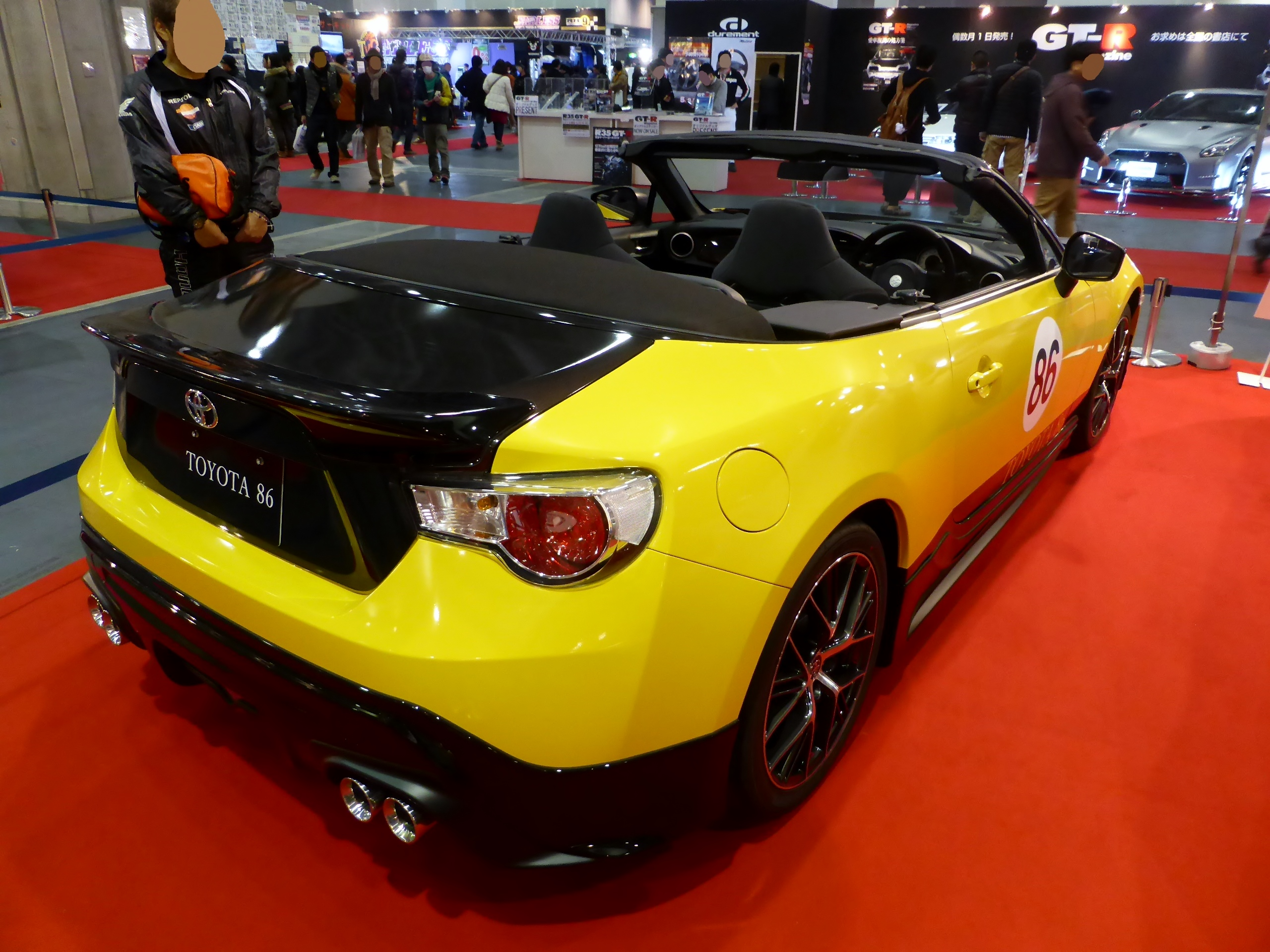
FT-86 オープンレーシングコンセプト
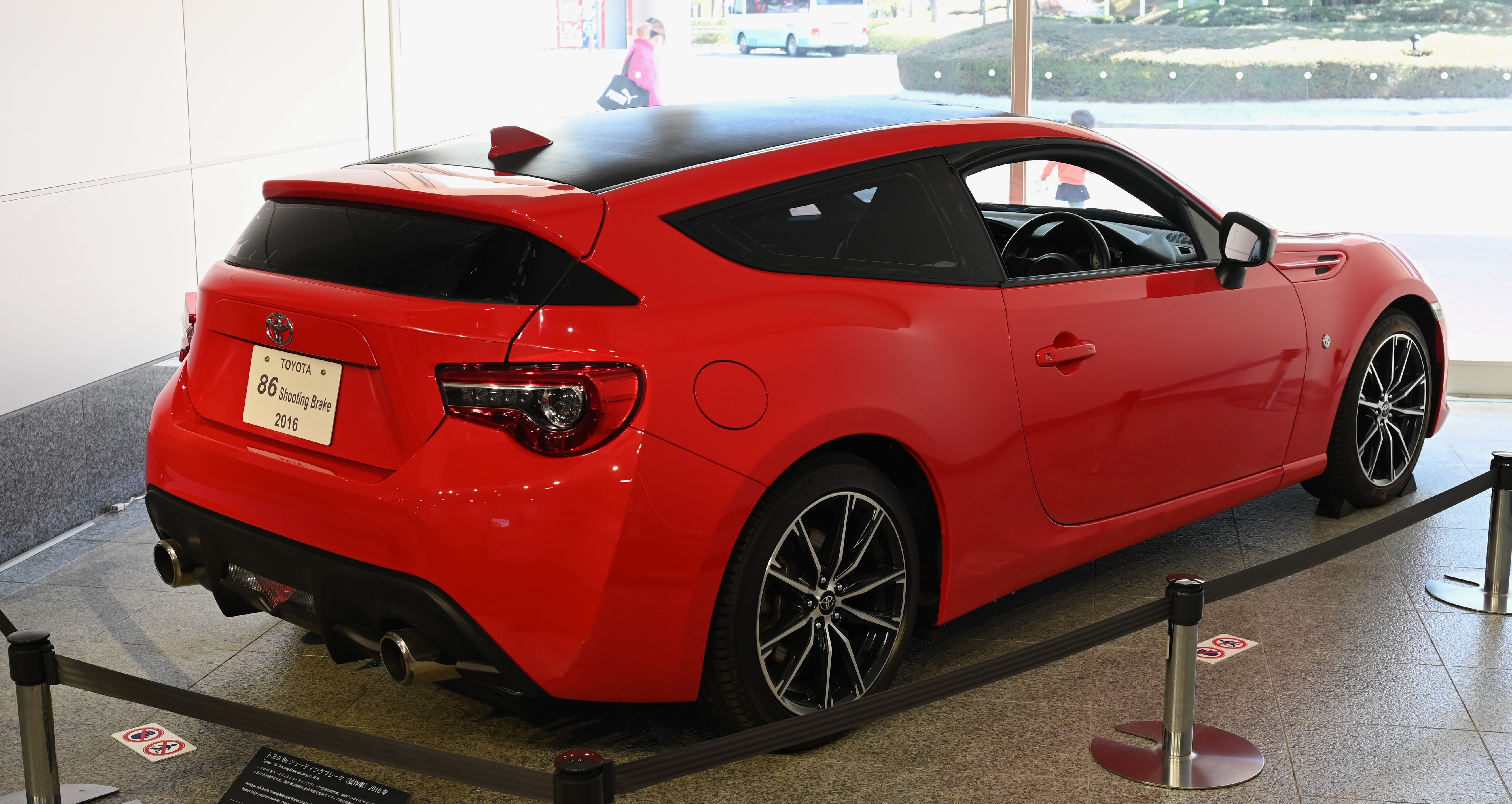
86シューティングブレークコンセプト

### 販売
2012年2月の発表から約1か月間で、月間目標販売台数の7倍に当たる約7,000台を受注しており、「スバル・BRZと合わせて年間10万台の生産を目指す」、「60歳代前後のシニア層にも販売好調」等と報じられた。
日本市場では、2012年4月の販売開始から2013年3月末までの最初の1年間で26,102台を販売し、平成24年度（2012年度）の新車販売台数ランキングで30位となった。また、同期間（2013年3月末まで）の輸出累計台数は47,700台であった。
アメリカ市場におけるサイオン・FR-Sの、2012年5月の販売開始から2013年4月末までの最初の1年間の販売台数は17,760台であった。また、2013年の年間販売台数は18,327台であった。その後は徐々に落ち着き、2016年には7457台と1万台を割り込んだ。

#### 取り扱いディーラー
トヨタの全販売チャンネル（トヨタ・トヨペット・カローラ・ネッツ）で取り扱い、また全国のトヨタディーラーの283店舗内にはトヨタ･86専門のカスタマイズショップ「AREA86」を設置していた。なお、通常のメンテナンスに関しては各店舗にて実施している。2017年9月にTOYOTA GAZOO Racingの地域拠点となる「GR Garage」（GRガレージ）が立ち上がることから、AREA86に関しては2018年3月をもって全店閉店となった。

### 年表
- 2008年4月 - 小型FRスポーツ車をトヨタと富士重工が共同開発し、両社で市場展開していくことで合意。
- 2009年10月 - 第41回東京モーターショーに世界初出展。
- 2010年1月 - 東京オートサロンにて、「FT-86 Gスポーツコンセプト」が初公開。
  - 11月25日 - SCEから発売されたPlayStation 3専用ソフト『グランツーリスモ5』[注釈 12]にて「FT-86 コンセプト」と「FT-86 Gスポーツコンセプト」が登場。ゲームとしては初めての収録となった（後にアップデートにて86市販モデルも収録）。
- 2011年2月 - ジュネーブモーターショーにて「FT-86 IIコンセプト」が初公開。
  - 4月20日 - ニューヨークオートショーにて「FR-S concept」が公開。サイオンブランドでの販売を公表。
  - 5月16日 - SEGAのアーケードゲーム『頭文字D ARCADE STAGE 6 AA』にて、「FT-86 Gスポーツコンセプト」が登場[66]、ハチロクを起用して有名になった頭文字Dで新旧ハチロクの対戦も可能となった[注釈 13]。
  - 10月 - ニュル耐久選手権（VLN）に出場。
  - 11月11日から11月13日にかけて行われたSUPER GT JAFグランプリにおいて翌シーズンからBRZがGT300クラスにR&D SPORTから参戦することが発表された。
  - 11月27日 - 「TOYOTA Gazoo Racing FESTIVAL 2011」（TGRF）にて市販仕様車をワールドプレミア。同時に正式名称を「86（ハチロク）」とすることが発表された[67]。
  - 12月 - 第42回東京モーターショーに市販仕様車「86(ハチロク)」を出品。
- 2012年2月2日 - 発表。
  - 3月16日 - 富士重工業群馬製作所本工場にてラインオフ式典を開催。
  - 4月6日 - 発売。これにより2007年7月のトヨタ・MR-S販売終了以降一時途絶えていたトヨタブランドのスポーツカーが5年ぶりに復活することとなった。
  - 5月20日 - 第40回「ニュルブルクリンク24時間レース」にてGazoo Racingの166号車がSP3クラス優勝。
  - 10月25日 - トヨタテクノクラフトがワンメイクレース参戦用コンプリートカー「86 Racing」を発表[68]。2013年1月発売。価格は280万円。
- 2013年
  - 4月 - 日本自動車用品・部品アフターマーケット振興会（NAPAC）との間で、「外装関係全般及びそれに付随する部位に関する形状のCADデータの無償提供契約」を締結。NAPAC加盟各社が外装アフターパーツを開発する際の支援の一環とする[69]。
- 2014年4月9日 - 一部改良（6月2日販売開始）[70]。ショックアブソーバーのフリクション特性を見直すなどサスペンションにチューニングを施すことで操舵安定性と乗り心地を向上。また、シャークフィンタイプのルーフアンテナを標準装備し、「GT」と「GT Limited」に設定のカーボン調加飾インストルメントパネルのデザインを変更することでよりスポーティな仕様とした。ボディカラーは「サテンホワイトパール（オプションカラー）」・「スターリングシルバーメタリック」と入れ替えで「クリスタルホワイトパール（オプションカラー）」と「アイスシルバーメタリック」の2色の新色を追加した。
- 2015年
  - 2月10日 - 一部改良（4月8日販売開始）[71]。電動パワーステアリングの特性変更とボディ剛性の強化を行ったほか、「GT」系にはセンタークラスターやドアグリップなどに高輝度シルバーメタリック塗装を施し、8スピーカーとクルーズコントロールを標準装備。「GT Limited」には内装色にタンカラーミックスのオプション設定を追加した。ボディカラーは「ライトニングレッド」・「ギャラクシーブルーシリカ」と入れ替えで「ピュアレッド」と「アズライトブルー」の2色の新色を追加した。なお、この一部改良により「RC」は廃止となった。併せて、内外装のアレンジが施されたカスタムカー「style Cb」を発表した。

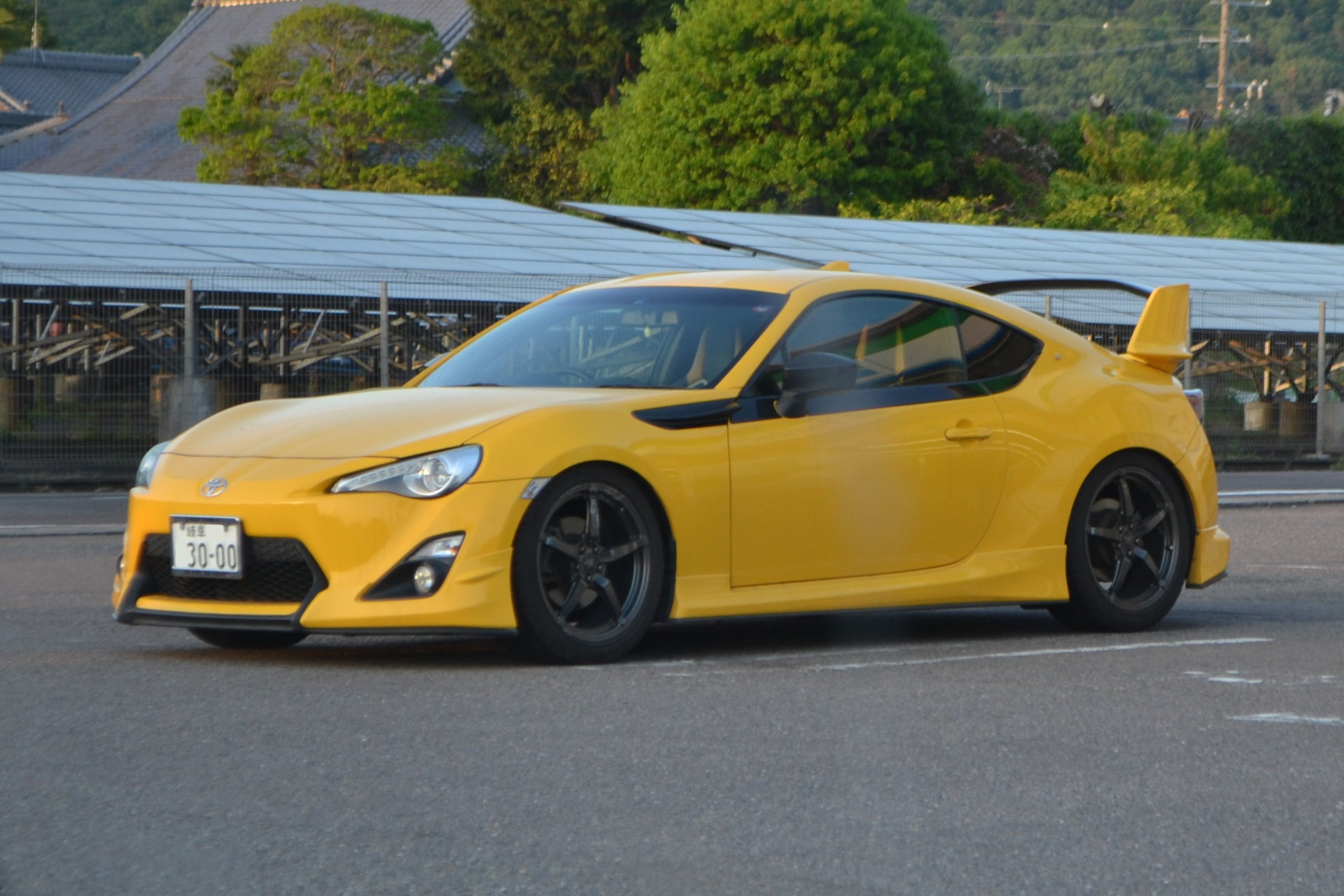
GT"Yellow Limited"
  - 7月13日 - 特別仕様車「GT"Yellow Limited"」を発表し、同年9月30日までの期間限定で注文受付を開始（生産は11月より開始予定）[72]。「GT」をベースに、ボディカラーに特別設定色の「サンライズイエロー」を採用するとともに、ドアミラーをブラックに、17インチアルミホイールにブラック塗装に、86エンブレムをイエローにそれぞれ変更。内装はシート表皮に本革×アルカンターラを、メーターバイザーにアルカンターラをそれぞれ採用し、装備の一部にイエローステッチや鋳物の質感を表現したキャストブラック塗装を施した。併せて、スポイラー（フロント/リアバンパー、リア大型）、サイドマットガード、フロアアンダーカバーといった空力パーツを専用仕様に変更したカスタマイズカー「86 GT"Yellow Limited エアロパッケージ"」および同仕様車にBBS18インチ鍛造アルミホイール、ブリヂストン POTENZA S001タイヤ（フロント215/40R18、リヤ225/40R18）、スポーツブレーキパッド（ハイμパッド）、SACHS（ザックス）アブソーバーを追加装備した「86 GT"Yellow Limited エアロパッケージFT"」も発表し、同じく注文受付を開始した。
  - 8月 - ここまでの累計新車登録台数が4万7940台に達する[73]。
  - 12月21日 - TOYOTA GAZOO Racingがニュルブルクリンク24時間耐久レース参戦を通じて得た知見をいかして開発したコンプリートカー「GRMN」を発表[74]。吸排気系の変更に加え、エンジン内部パーツの低フリクション化によりエンジンの応答性を向上させ、ギヤ比を近接（クロスレシオ）させた6速MTと組み合わせたほか、CFRP（炭素繊維強化樹脂）素材のエンジンフードおよびトランクリッドやルーフパネルに加え、樹脂（ポリカーボネート）製のリアウインドウやクォーターウインドウ採用などにより一層の軽量化・低重心化を図り、軽量化した分を補強材追加によるボディ剛性向上やサスペンションの専用チューニング、前後異径タイヤ（ブリヂストン製POTENZA RE-71RにRAYS製鍛造軽量アルミホイールの組み合わせ）の採用、フロント6ピストン、リア4ピストンの対向モノブロックキャリパー&ドリルドディスクローターベンチレーテッドディスクブレーキ採用によるブレーキ性能強化などを行った。外観はCFRP製大型リアスポイラー、フロントバンパー&バンパーサイドフィンなどの各種エアロパーツをより空力性能に考慮した形状とした。内装は2人乗り仕様で、専用スポーツシートを採用し、ステアリングを小径化した。ボディカラーは「ホワイトパールクリスタルシャイン」のみの設定、内装色はブラック基調とした。生産については、通常はすべて担当する富士重工業が塗装前のボディまで作成した後で元町工場へ供給され、「匠」の技能を持つ従業員が組み上げる。2016年1月4日から19日間の期間限定で専用Webサイトにて商談申込の受付を行い、抽選のうえ、同年2月1日に100台限定で販売を開始する。
- 2016年
  - 2月12日 - カスタマイズカー「GT"エアロパッケージ"」・「GT"エアロパッケージFT"」を発表（5月12日販売開始）。「GT」をベースに、フロント・リアのバンパースポイラー、リア大型スポイラー、サイドマットガード、フロアアンダーカバーといったエアロパーツ類を専用仕様にカスタマイズして高い空力性能を発揮するとともに、よりスポーティーな外観に演出。さらに、「GT"エアロパッケージFT"」にはBBS18インチ鍛造アルミホイールとブリヂストン製POTENZA S001タイヤ（フロントは215/40R18、リアは225/40R18）を組み合わせ、スポーツブレーキパッド（ハイμパッド）、SAHCS（ザックス）アブソーバーを装備した。なお、架装車のため持ち込み登録が必要となる[75]。

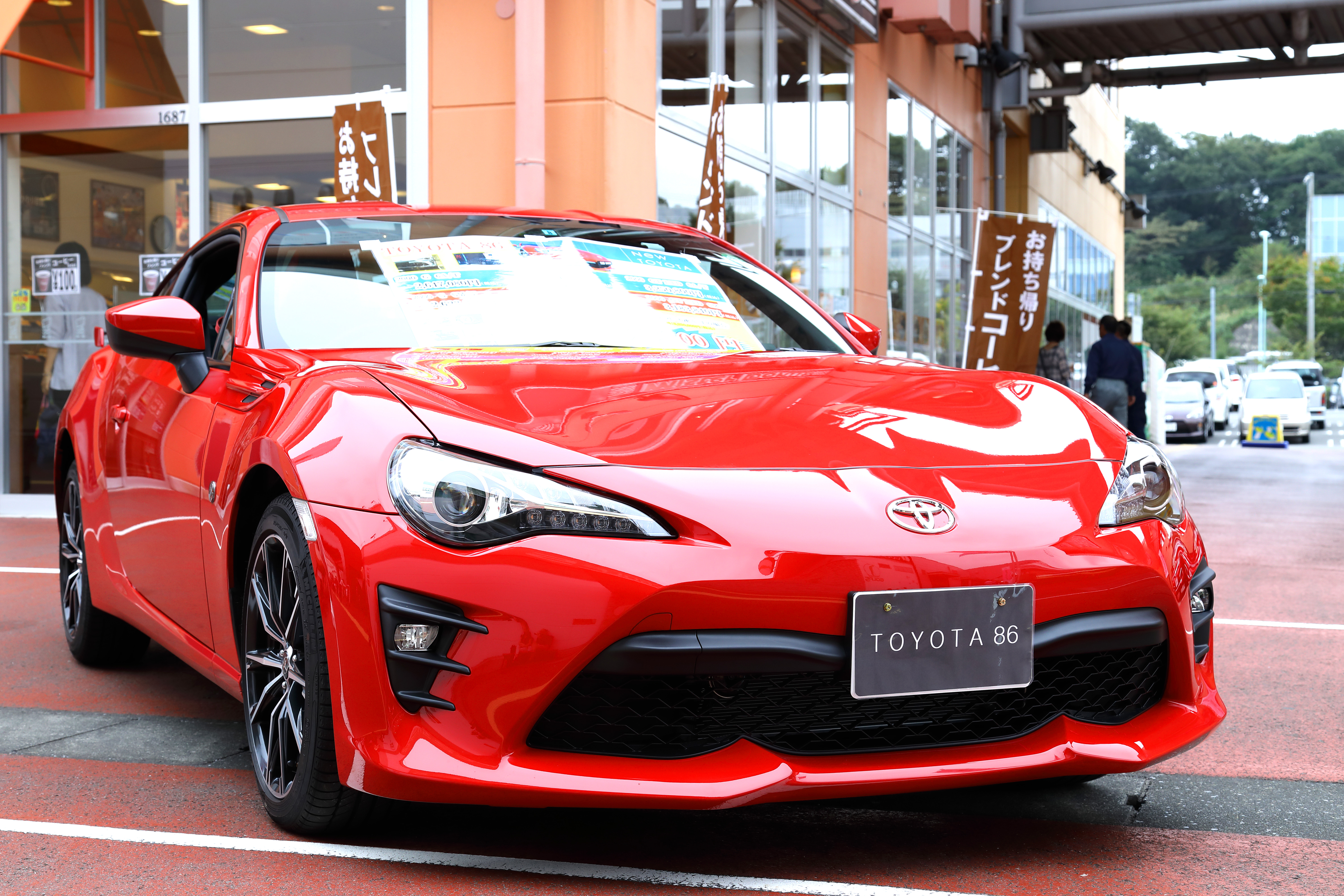
2016年モデル

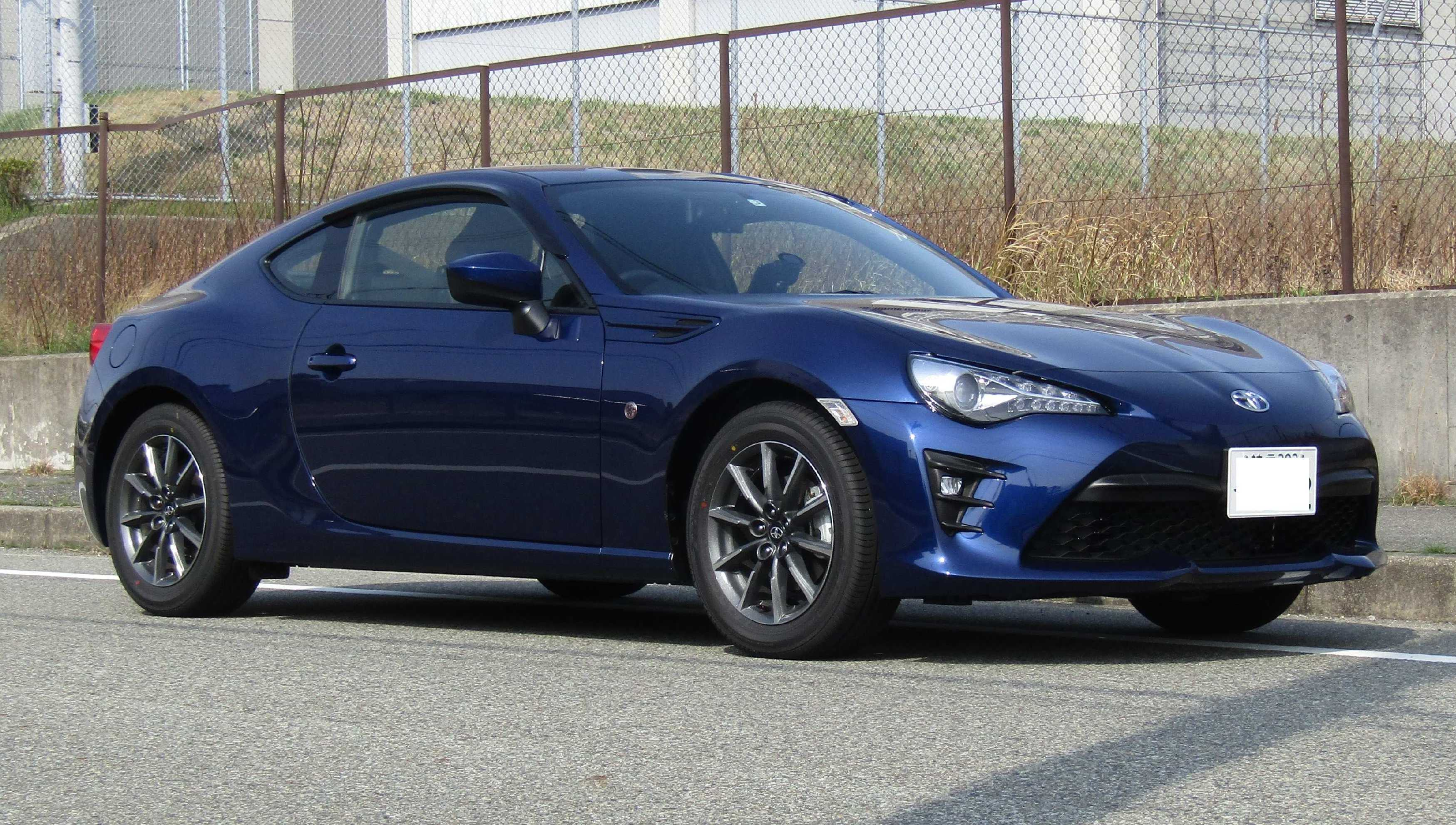
2017年モデル G
  - 7月5日 - マイナーチェンジを発表（8月1日販売開始）[76]。MT車においては動力性能を強化しインテークマニホールドやエキゾーストマニホールドなどの給・排気系部品の改良により、最高出力を5kW(7PS)、最大トルクを7N・m(0.7kgf・m)それぞれ向上。そのほか、リアピラーのスポット打点増し打ちによるボディ剛性強化やサスペンションなどの足周りの改良を行い、SACHSアブソーバーのオプション設定を追加した。外観は空力性能向上を軸としたアイテムの選定や改良を行い、「GT"Limited"」はウイングタイプのリアスポイラーを標準装備。フロントはノーズ先端を下げ、グリル開口を横に拡大したほか、Bi-Beam LEDヘッドランプを全車に、LEDフロントフォグランプを「GT」と「GT"Limited"」にそれぞれ標準装備した。17インチアルミホイールは切削光輝とガンメタリック塗装を施し、細いツイストスポークデザインとした。リアはバンパーの黒加飾部位の幅の拡大を行い、リアコンビネーションランプはヘッドランプ・フロントフォグランプ同様にLED化され、水平基調に配置されたデザインとなった。内装はトヨタ車では最小径となる362mmの真円ステアリングホイールを採用したほか、「GT」・「GT"Limited"」はタコメーターを最高出力付近の7,000回転がメーターの真上になるように変更され、4.2インチTFTのマルチインフォメーションディスプレイを搭載した。内装色はブラックで統一するとともに、「GT」・「GT"Limited"」はドアスイッチベースとヒーターコントロールパネルにTメッシュカーボン柄加飾を施し、さらに、「GT"Limited"」はインパネやドアトリムなどにセーレンが開発したスエード調の人工皮革「グランリュクス」を、シート表皮にパーフォレーション加工を施したアルカンターラをそれぞれ採用した。また、同日にトヨタテクノクラフトによる「TOYOTA GAZOO Racing 86/BRZ Race」参戦用のマイナーチェンジ版「86 Racing」を10月31日から発売すると発表[77]。ロールケージ、エンジンオイルクーラー、FRディスクブレーキダストカバー＆ブレーキダクト、フロアマット、牽引ストラップ、4点式シートベルトなどの専用装備を架装し、新たにスポーツドライブロガーをオプション設定した。ただし、本車両での「TOYOTA GAZOO Racing 86/BRZ Race」参戦は2017年度シリーズからのみとなる。
  - 11月14日 - 2017年3月10日発売予定の特別仕様車「GT"Solar Orange Limited"」と、2017年2月17日発売予定の「GT"Limited・High Performance Package"」の先行予約を開始したことを発表した。なお、「GT"Solar Orange Limited"」の注文受付は2017年1月31日までとなる[78]。
- 2017年
  - 9月4日 - 一部改良を発表（10月4日販売開始）[79]。ステアリングの支持剛性を強化し、サスペンションの再チューニングなどを行った。また、サイドミラー・リアスポイラー・アルミホイールをブラック塗装で統一し、Brembo社製ブレーキを標準装備した「GT"Limited・Black Package"」を新設定。併せて、既存グレードではBrembo社製ブレーキと専用アルミホイール&タイヤ（215/45/R17）とのセットオプションを設定した。「GT」と「GT"Limited"」のマニュアル車はシフトノブに本革を使用。ボディカラーはデビュー当初から設定されていたオレンジメタリックが廃止され、2018年2月生産分までの期間限定色となる「ソリッドグレー」を設定した。
  - 11月21日 - G'Sの後継シリーズとなるスポーティードレスアップシリーズ「GR」の追加ラインナップとして、「GR」が発表された（12月18日販売開始）[80]。
- 2018年
  - 3月13日 - 2018年2月生産分までの期間限定色となる「ソリッドグレー」が廃止され、新色「ブライトブルー」が追加された。
  - 7月2日 - 「GR SPORT」が追加発売された[81]。

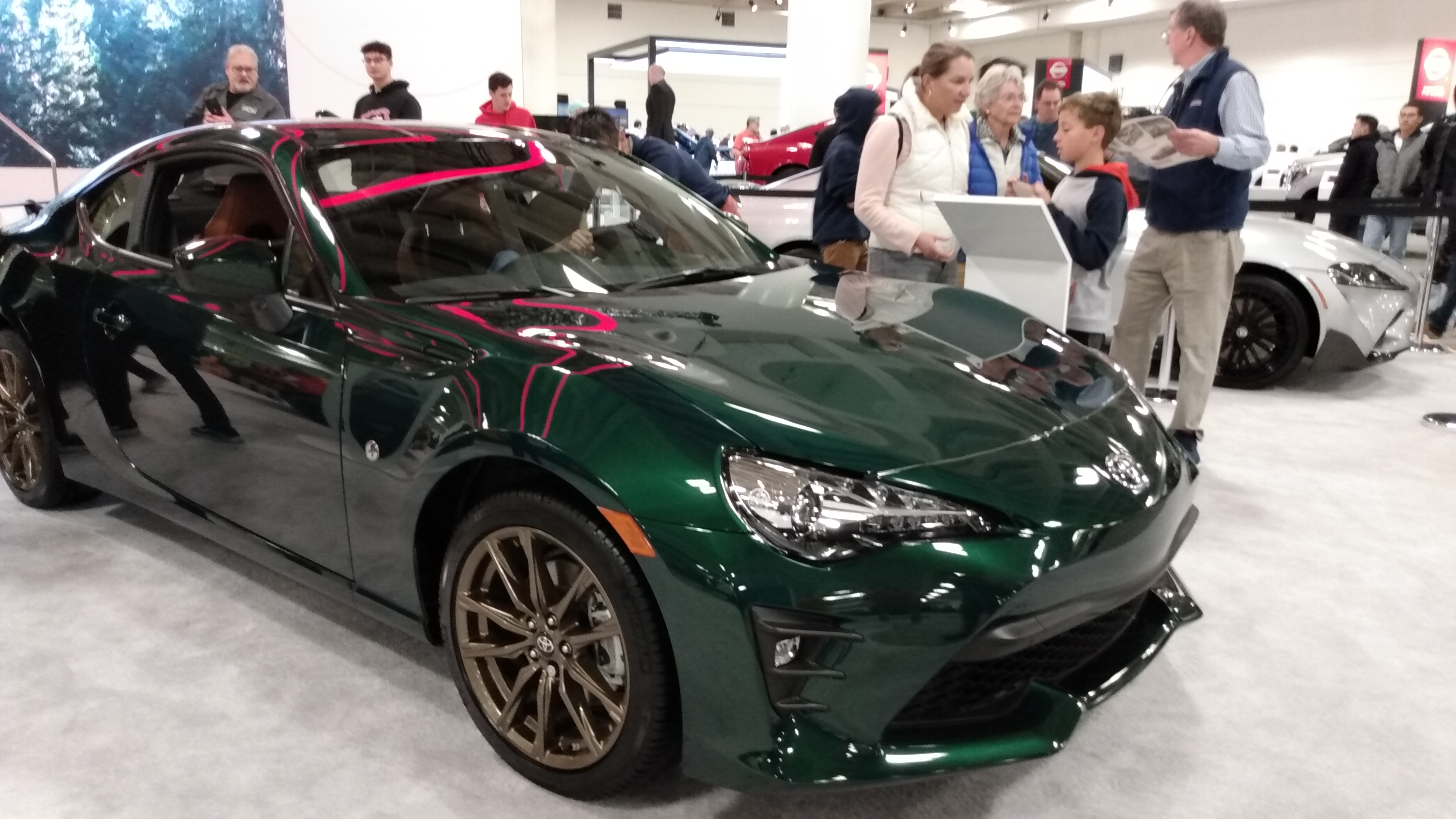
GT"British Green Limited"
- 2019年2月12日 - 特別仕様車「GT"British Green Limited"」が発表され、5月31日までの期間限定で注文受付が開始された（発売は7月下旬頃を予定）[82]。「GT」をベースに、ボディカラーに特別設定色の「ブリティッシュグリーン」を採用。内装は本革×アルカンターラのシート表皮を採用され、前席はシートヒーター付とした。そのほか、ステアリングホイールやシフトブーツなどの随所にタンステッチがあしなわれ、インストルメントパネルオーナメントやメーターバイザーなどにはセーレンのスエード調人工皮革「グランリュクス」を採用。さらに、シフトレバーやステアリングホイールのベゼルにはキャストブラック塗装（鋳物の質感を表現したブラック塗装）が採用された。また、Brembo社製高性能ブレーキ、専用17インチアルミホイール、SACHS（ザックス）アブソーバー、リアスポイラーなどをパッケージ化した「High Performance Package」をメーカーセットオプションとして設定した。なお、カタロググレードにおいても一部改良が発表され、ボディカラーの「ダークグレーメタリック」を新色の「マグネタイトグレーメタリック」へ変更。また、「平成30年排出ガス基準25%低減レベル（☆☆☆）」認定を取得した。（4月9日発売）。
- 2020年

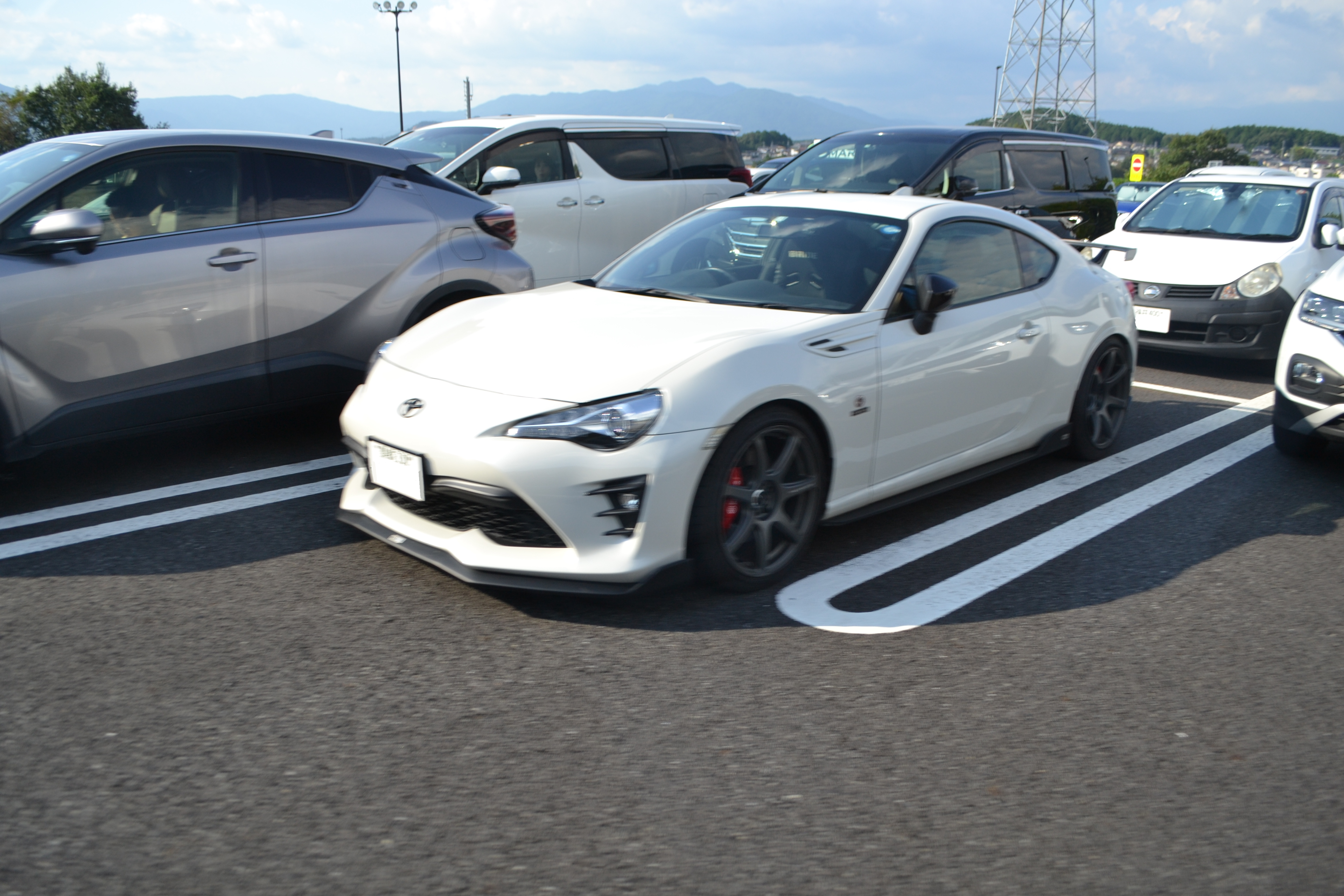
GT"BLACK LIMITED"
  - 3月12日 - 特別仕様車「GT"BLACK LIMITED"」が発表された[83]。歴代のトヨタスポーツモデルに設定された「"ブラックリミテッド"」シリーズの一つで、「GT」をベースに、外観はボディカラーにクリスタルブラックシリカを設定し、ブロンズ塗装を施した17インチ専用アルミホイールを特別装備。brembo製17インチベンチレーテッドディスクブレーキやSACHSアブソーバーが採用され、リアスポイラーやフロアアンダーカバー（フロア下・タンク下）にはブラック塗装が施された。内装はブラックに統一され、助手席前のインストルメントパネルには専用ロゴ"BLACK LIMITED"をあしらったブロンズカラーの刺繍が施されたほか、シート表皮には本革×アルカンターラ、インストルメントパネルオーナメントやメーターバイザーなどにスエード調の「グランリュクス」がそれぞれ採用され、前席シートヒーターが特別装備された。MT車・AT車各43台ずつ、計86台の台数限定での発売となるため、発表当日から4月16日までの期間、特設サイトで商談申込の受け付けを行い、抽選を経て、5月21日に発売される計画である。
  - 6月30日 - 86のGAZOOモデル「GR」・「GR SPORT」が販売終了。
- 2021年
  - 7月29日 - 2代目スバル・BRZの生産・販売開始に併せる形で生産終了。以後、流通在庫のみの販売となる。
  - 10月27日 - 販売終了。

### モータースポーツ
サーキット

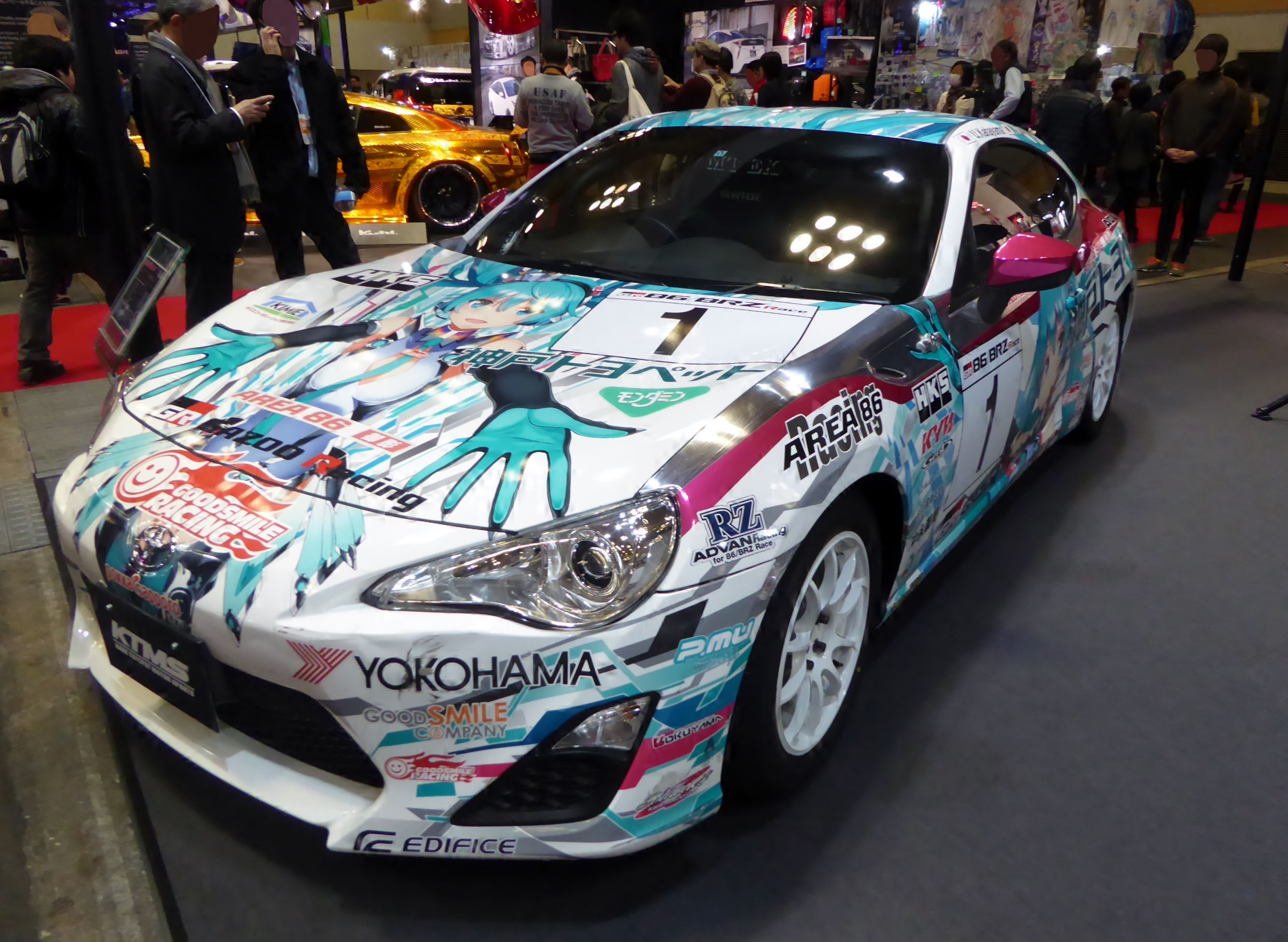
86/BRZレース仕様（GSR初音ミク神戸トヨペット 86）

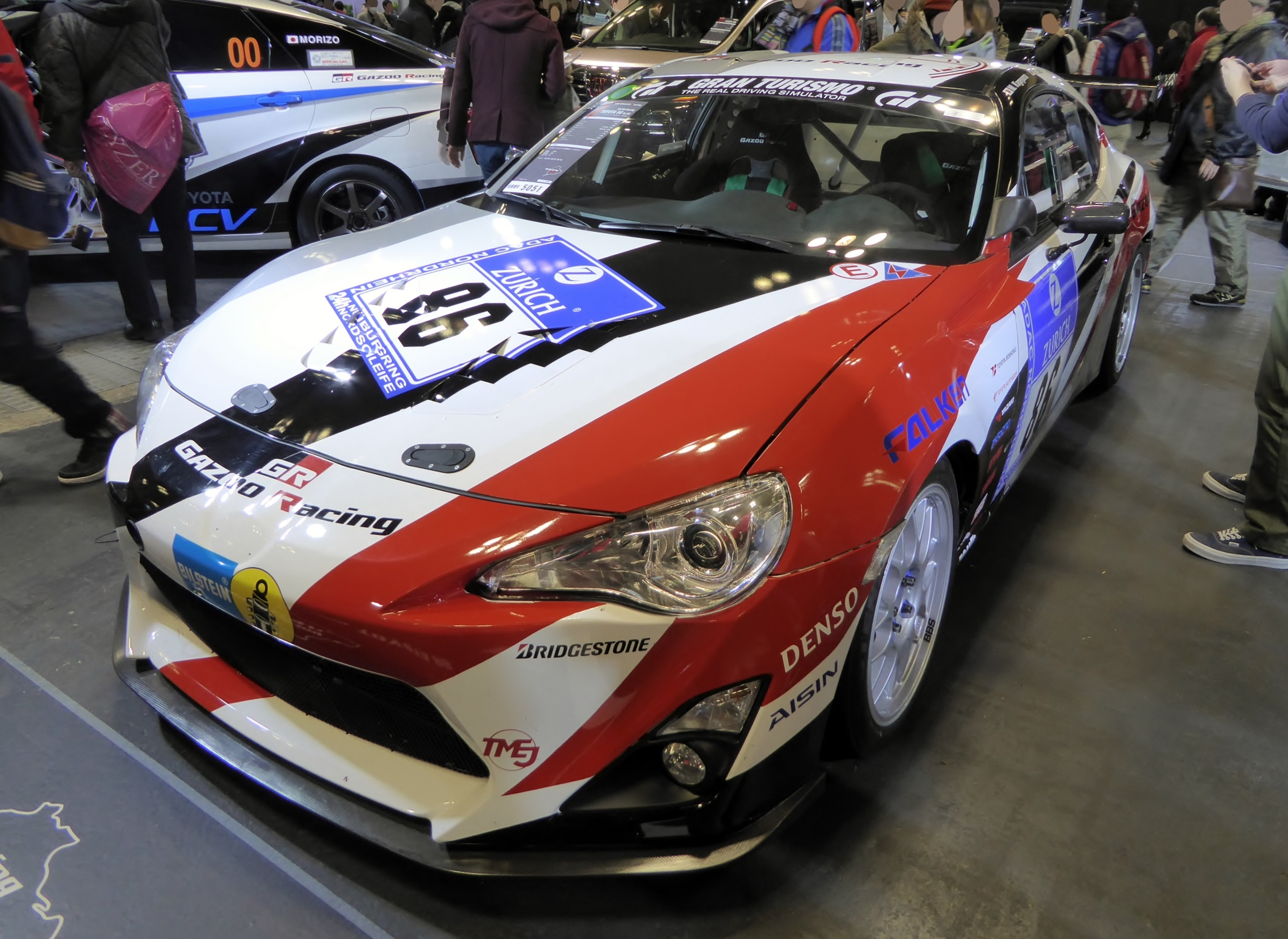
ニュル24時間仕様（GAZOO Racing TOYOTA 86）

2013年からワンメイクレースのTOYOTA GAZOO Racing GR86/BRZ Cup（2022年度から現名称。旧：GAZOO Racing 86/BRZ Race）が開催されている。扱いとしては既存のネッツカップ・ヴィッツレースの上位カテゴリーであるが、一方でブリヂストン、ダンロップ、グッドイヤー、ヨコハマといったタイヤメーカーがスーパーGT並の開発競争を繰り広げており、ドライバーも谷口信輝、織戸学、脇阪寿一などの一流選手が多数参戦する、非常にレベルが高いものにもなっている。
マルチメイクでは、ニュルブルクリンク24時間レースにGAZOO Racingから2012 - 2014年の間参戦。2012年と2014年にSP3クラスで優勝、2013年クラス2位と高いポテンシャルを示した。またニュルにはTMGの開発したワンメイクカップカー「GT86 CS-V3」も参戦しており、2012 - 2015年までトヨタ・スイス・レーシングが同車でV3クラスを連覇している。
スーパー耐久のST-4クラスでは86を用いるチームが多数存在する。ライバルのホンダ・S2000やインテグラ タイプRに比べると、エンジンの出力が劣るためストレートでのスピードは劣っているものの、コーナリングとブレーキの性能が非常に高いとされる。2015年に埼玉トヨペット Green Brave、2016年にエンドレス、2017・2018年にトムススピリット、2019年に林テレンプと、同クラスでは86が5年連続でチャンピオンを獲得している。
SUPER GTではGT300クラスの童夢製マザーシャシーの外装デザインに86が用いられており、2015年から本格的なデリバリーが開始。2016年に早くも土屋エンジニアリングがダブルタイトルを獲得した。
この他英国のコンストラクターであるGPRMがグループGT4規定の86を開発し、英国GT選手権に参戦している。
ラリー

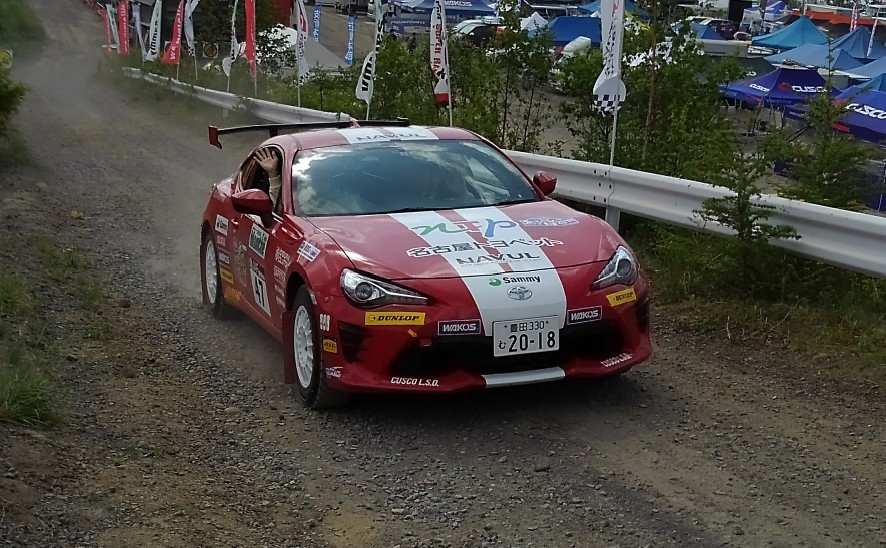
全日本ラリー仕様（名古屋トヨペットNAVUL86）

JRC（全日本ラリー選手権）には2012年の登場以来多くのエントラントが採用しており、2013年には横尾芳則/木村裕介組の手により初のクラス王者（JN3）となった。2016年・2017年にはJN4クラスで曽根崇仁/桝谷知彦組、JN2クラスで明治慎太郎/北田稔選手組がクラスタイトルをそれぞれ連覇している。
2014年のWRC 第8戦 ラリー・フィンランドにおいて「トミ・マキネン・レーシング製作のGT86 四輪駆動仕様」が公開された。この車両はトミ・マキネン・レーシングとGAZOO Racingが共同製作し、クルマの味づくりを担う人材の育成を目的としたラリー仕様の運転トレーニング用車両「GR 86×（クロス）」と発表され、日本国内では11月1日に新城ラリーのイベントにおいて一般公開しマキネン氏自らがデモンストレーション・ランを行った。
2015年にはTMGが開発した、R3規定で初の後輪駆動車である「GT86 CS-R3」のホモロゲーションが取得され、プライベーターへの販売が始まった。2016年から2021年現在までF1ウィナーのヘイキ・コバライネンが全日本ラリー選手権と日本スーパーラリーシリーズへの参戦に採用しているほか、2020年には中平勝也/行徳聡組の手により全日本ラリー選手権JN2クラスの王者となった。WRC3やERC3でもプライベーターに運用され、ラリー・ドイチェランドではWRC3で2位表彰台に登った。
ドリフト

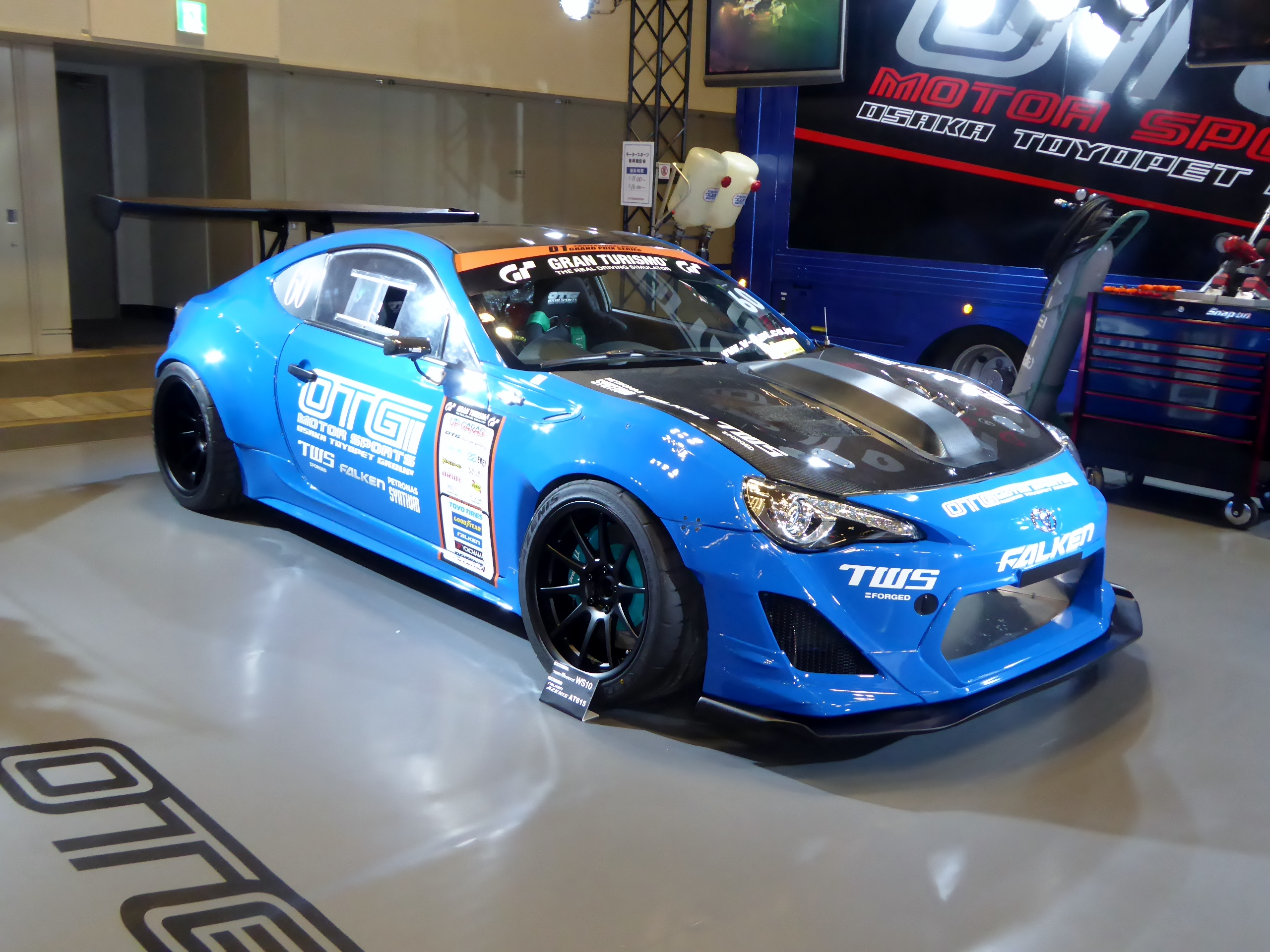
D1仕様（FALKEN PETRONAS OTG 86）

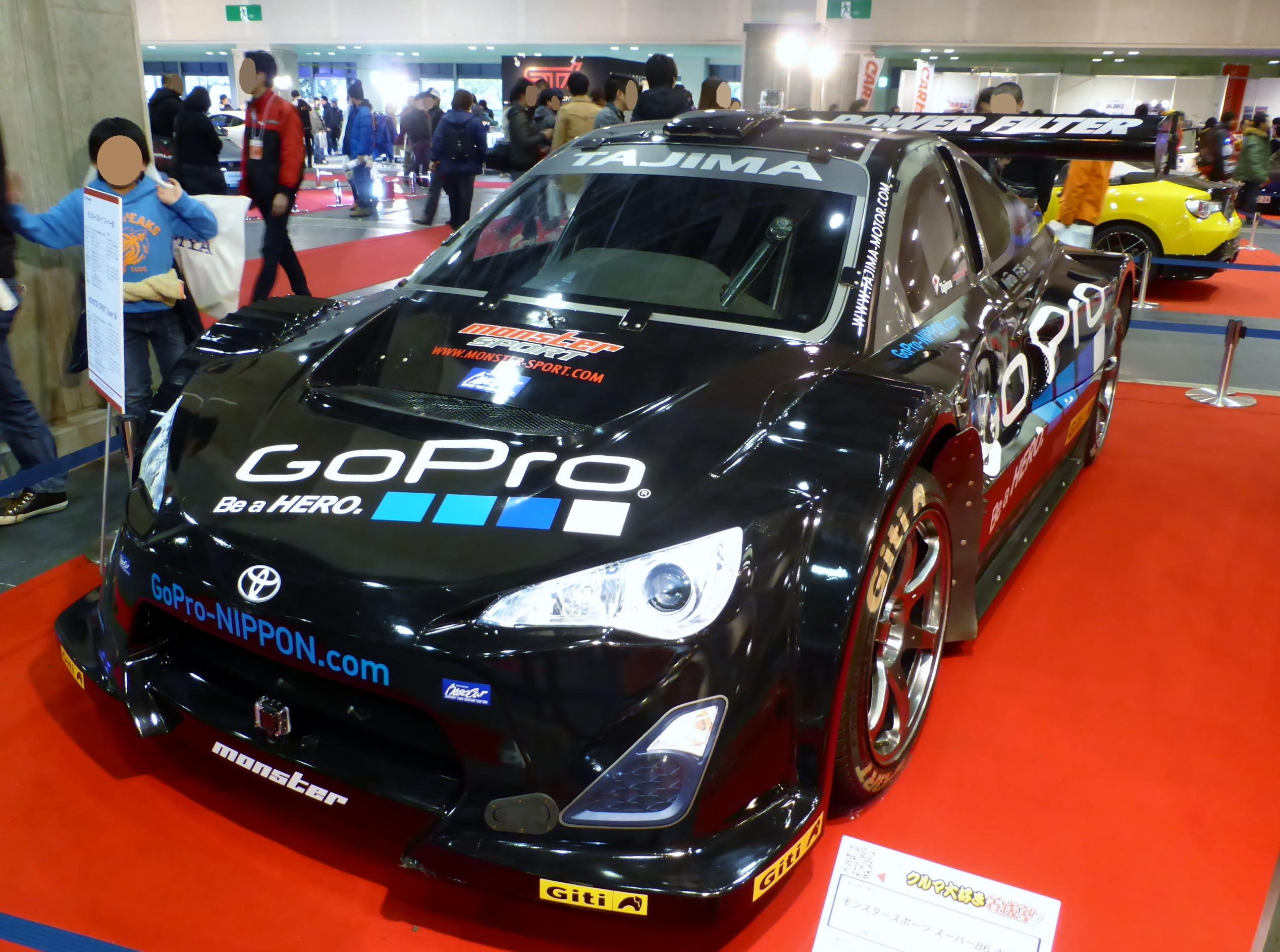
ダートラ仕様（MONSTER SPORT Super 86）

D1グランプリにも2012年開幕戦より日比野哲也と織戸学が使用して参戦し（発売前の段階から車両をデリバリーしてもらい製作したため、開幕戦までに車両が一応の完成が可能だった）、第2戦で谷口信輝が第4戦より野村謙が使用、2014年からは今村陽一も使用していた。なお4台の内HKSの車両である谷口車以外は全てエンジンがFA20から他のエンジンに換装されており（2014年の第3戦より同社が以前D1で使用していたアルテッツァに搭載していた2JZ-GTEに換装されたため、参戦している全車がFA20からエンジンを変更した車両のみとなっている）、織戸、野村の車両はシルビアのフロントサスペンションを移植、野村の車両以外の3台がカヤバ工業（現KYB）製のレース用電動パワーステアリングを使用している。2013年の第5戦で日比野哲也が86勢での初優勝を果たした。だが、現在のレギュレーションでは「S15＋2JZターボ」という王道パッケージが完成しており、86勢は目立った成績を残せず、シーズンに1台～2台エントリーしている所謂「珍車」という扱いに留まっている。だが、近年のベース車両の高騰により販売終了後に再度注目が集まり、ドリフトを得意とするチューニングショップ・パーツメーカー、とくにシルビア・180SX系で名を馳せたメーカーが開発に着手する例も少なくない。またその開発車両をデモカーとしてドリフトイベントに持ち込むことも多く、D1グランプリやD1LIGHTS、フォーミュラドリフト・ジャパン(FDJ)ではブースの展示車両として参戦台数は増えており、競技用としても本専用車両の2号機として登録しているチームもある。
『FR-S』名義で販売されているアメリカでは、フォーミュラ・ドリフトにサイオン（廃止後はトヨタ）ブランドとして参戦しており、2015年にノルウェー人のフレデリック・オズボーがアメリカチャンピオンとなっている。
その他
全日本ジムカーナ選手権では規則の関係もあり、PN3クラスはほぼ86/BRZが占めていた。全日本ダートトライアル選手権でもPN2クラスで人気を集めている他、四輪駆動で670馬力のV6エンジンツインターボを搭載するスピードD規定の「スーパー86」を田嶋伸博がドライブし、デビュー戦で総合優勝を挙げている。
またパイクスピーク・ヒルクライムのアンリミテッドクラスやタイムアタッククラスでも、ケン・グシ（具志健士郎）や吉岡稔記はじめ多くのFR-Sが参戦した。2020年にはアンリミテッドクラスで、3.4L化した2JZエンジンに換装した吉原大二郎の86が優勝（総合9位）を挙げている。

#### ギャラリー

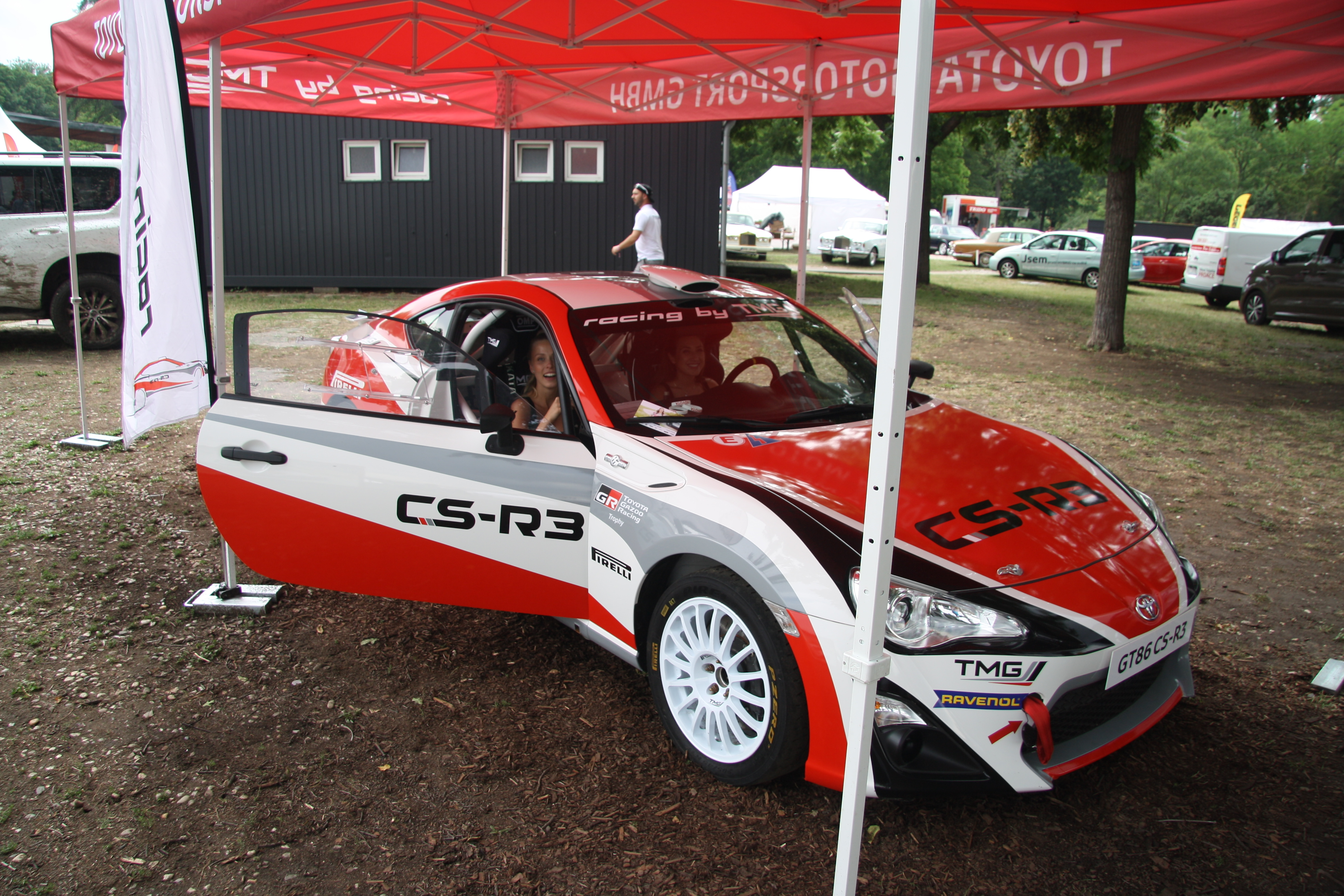
TMGが開発したグループR規定のGT86 CS-R3
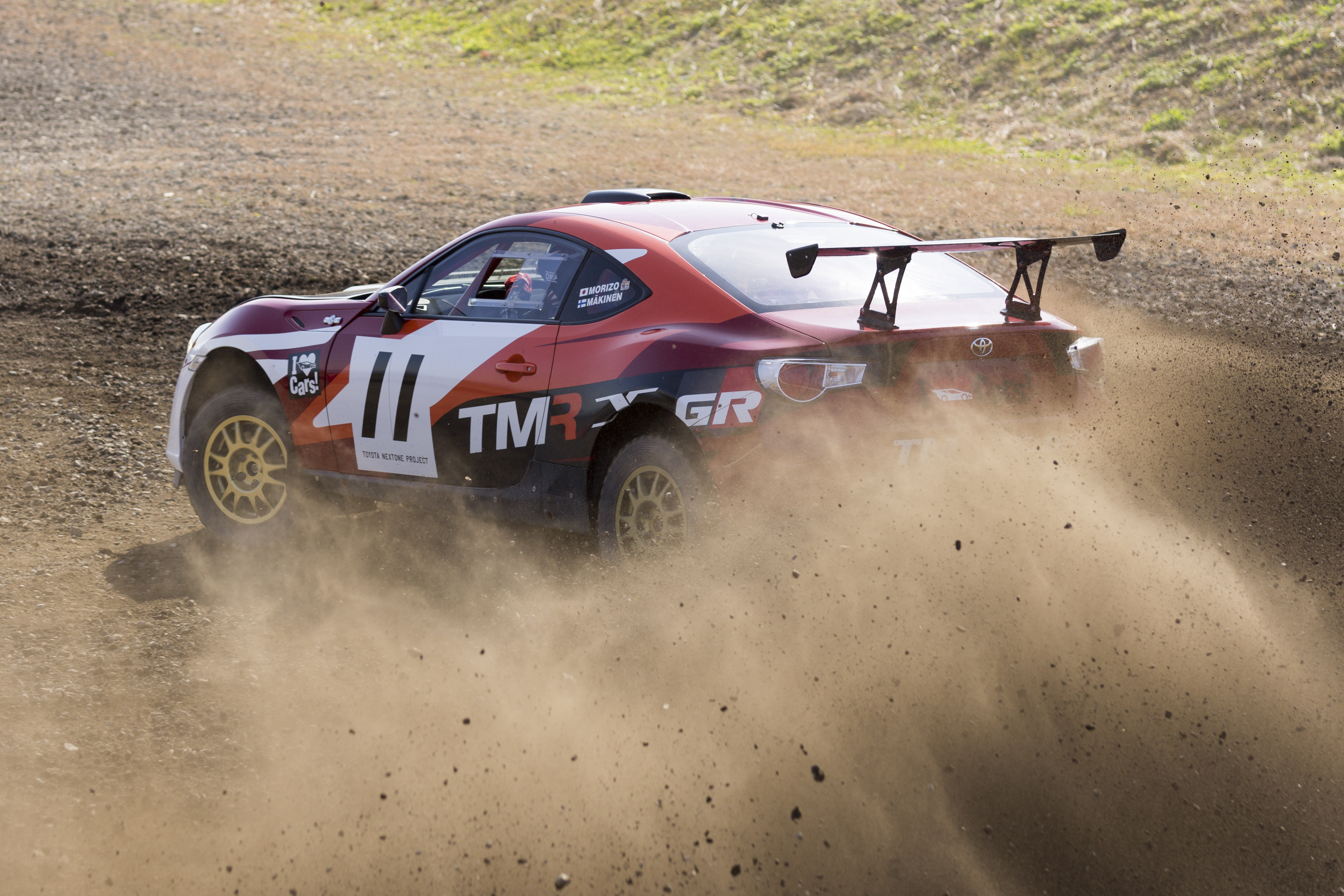
TMRが開発したGR86 X
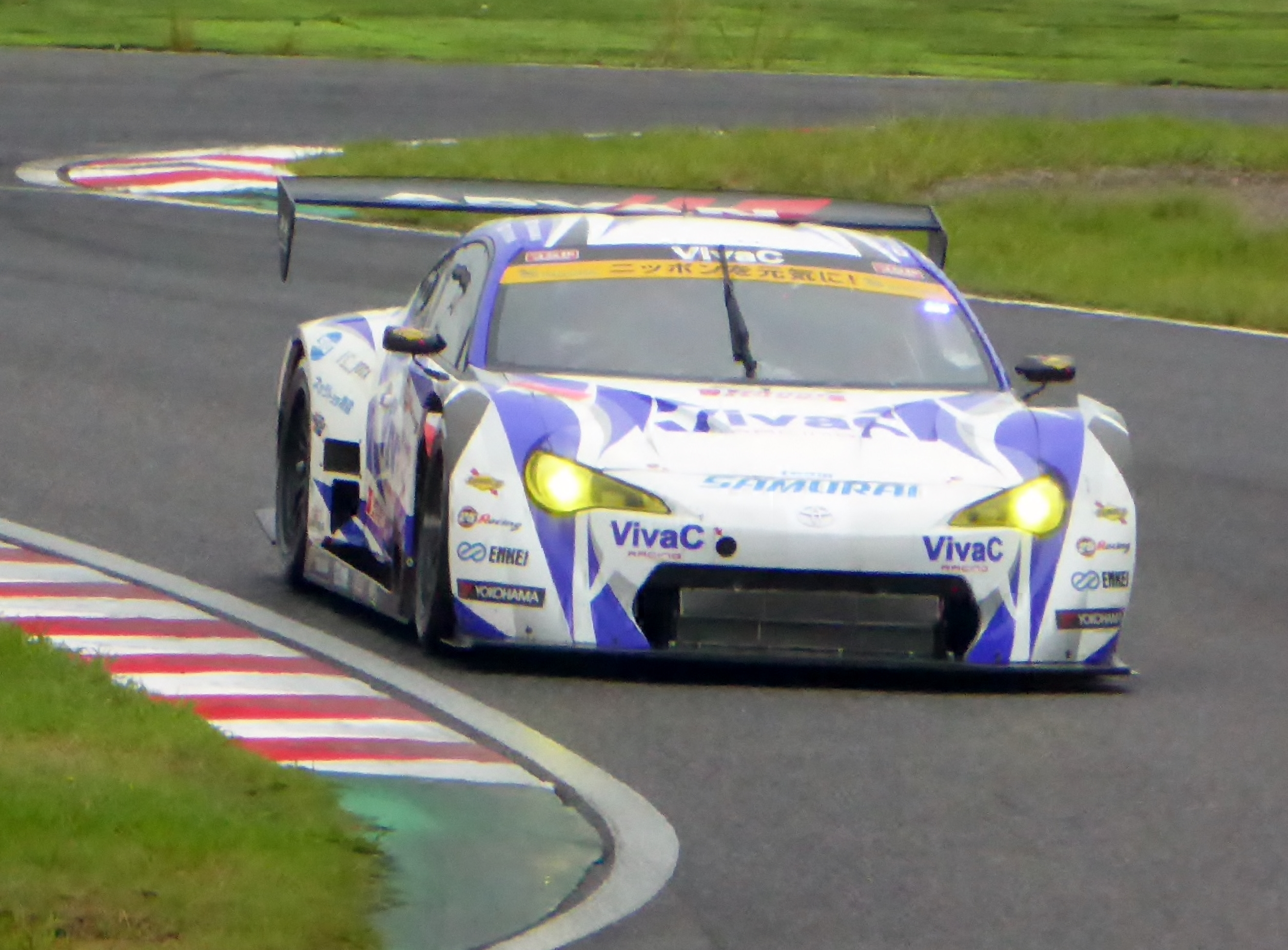
GT300仕様（VivaC 86 MC）
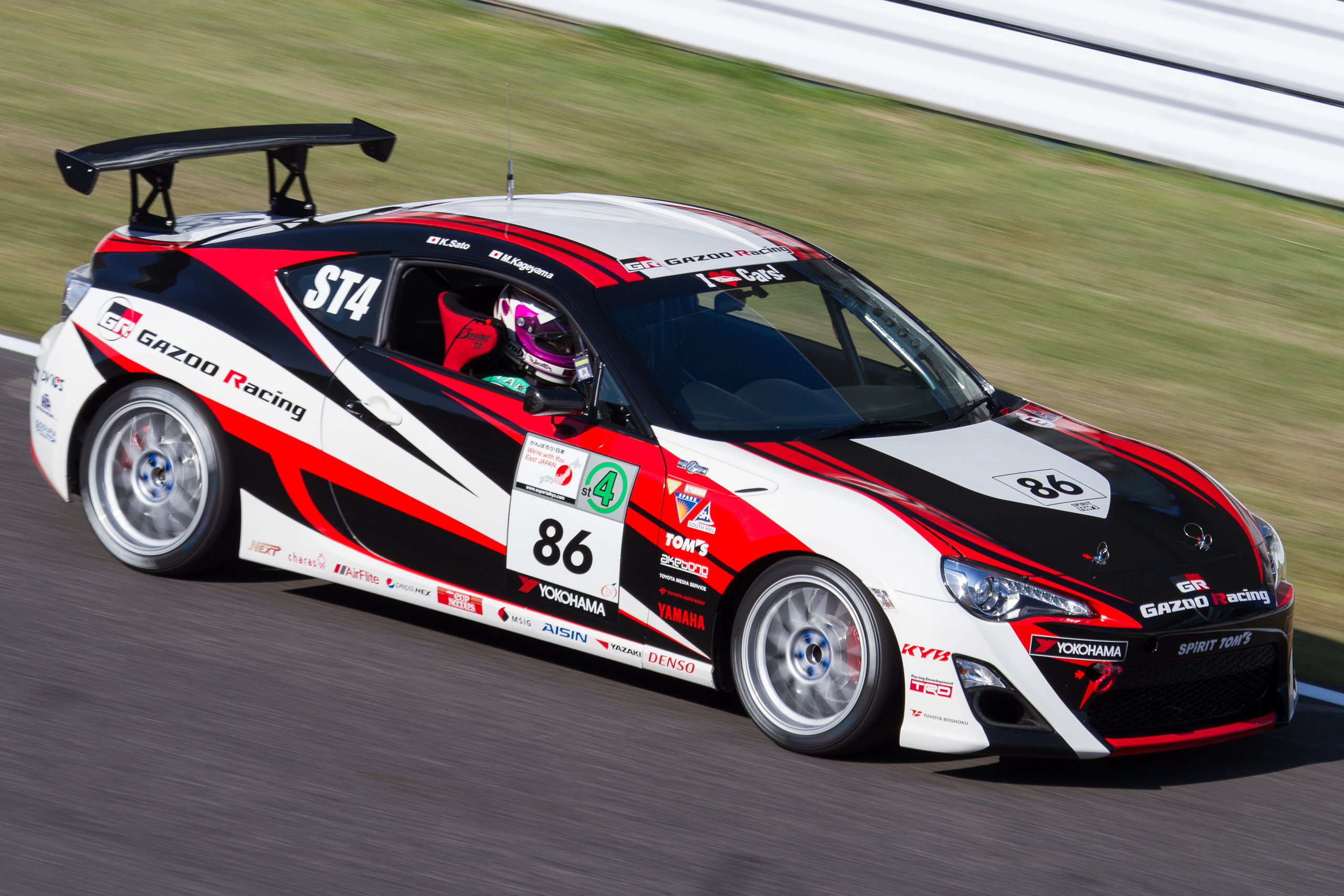
スーパー耐久仕様（GAZOO Racing TOYOTA 86）
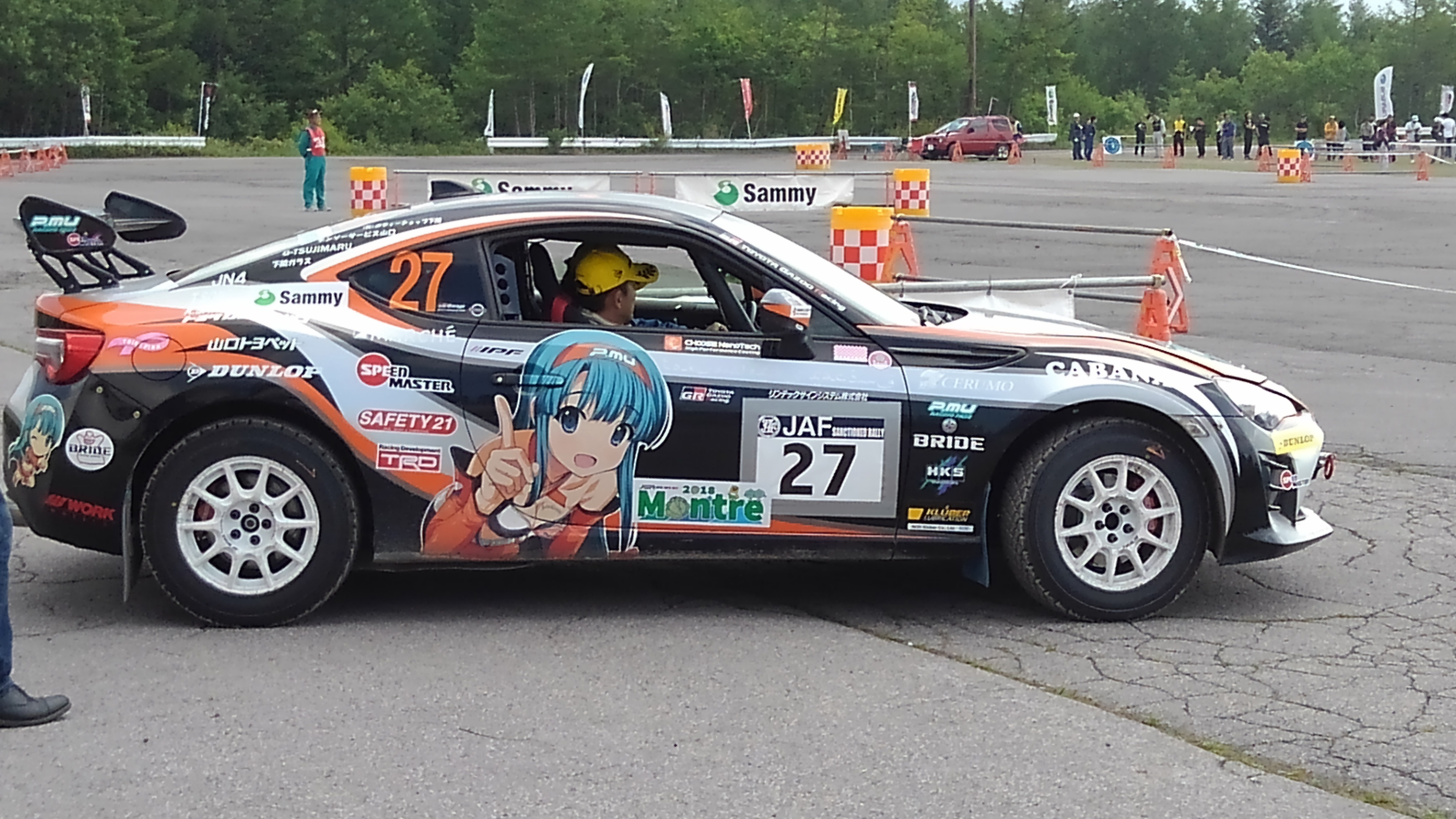
痛車のラリー仕様（INGING 86）

### パトカー仕様
2014年6月に「GT Limited」をベースにした警視庁仕様の車両が1台製作されている。これは、タカラトミー製ミニカーのトミカとのコラボレーションによるもので、同ブランドで発売されている大型情景商品「ビッグおかたづけパトカー トヨタ86」をモチーフにしたものとなっている。実車は赤色灯の点滅は可能ではあるがサイレンや無線類は装備されていないため警邏車両としての使用は想定されておらず、各種イベントでの広報、交通安全啓蒙用車両としての使用が予定されている。

### 他のトヨタ車との関係

#### AE86との関係
86は、AE86型カローラレビン/スプリンタートレノ（通称：ハチロク）のように、「お客様に愛され、育てていただきたい」という想いから命名されており、AE86のように走りのフットワークが軽快で、かつユーザーが「育てる楽しみ」を味わえるような車にしたい、という思いが込められている。また開発コードとして86番（086A）を採番するためにタイミングを図って申請が行われた。AE86の現代版というコンセプトやリバイバルとされるが、決してAE86を焼き直すという考えでは開発されておらず、ボディの寸法や排気量はAE86よりもサイズアップした全く新しい車である。
AE86が持っていた「比較的低価格でスポーツドライビングを楽しめるクルマ」「そこそこのパワーで、クルマ本来の運転する楽しさ」「ハイテクや制御に頼らないクルマ本来の気持ちよさ」といった部分を取り入れて開発しており、その背景から「ハチロク復活」や「新ハチロク」と表現された。

#### トヨタ・スポーツ800との関係
開発主査の多田が安価で小型なスポーツカーの開発を命じられて最初に見に行ったのは、水平対向エンジン搭載の小型FRスポーツカーのトヨタ・スポーツ800（通称：ヨタハチ）であり、同車の設計図が収蔵されている関東自動車工業（当時。現・トヨタ自動車東日本）まで出向いて研究を重ねた。そこで「水平対向エンジンとFR駆動」というパッケージングを採用することを決定した。つまりトヨタ・86のコンセプトの原点は、車名の由来ともなったAE86型「カローラ･レビン&スプリンター・トレノ」ではなく、トヨタ・スポーツ800であるともいえる。

#### トヨタ・2000GTとの関係
86のクレイモデルを製作するに当たってトヨタ・2000GTをデザイン部門の部屋に置いて作業を行った。サイドから見た86のウインドウラインや前後フェンダー形状、前面投影面積を減らし、空気抵抗の低減とボディ剛性を考慮したパゴダルーフの形状は2000GTを参考にしている。
また子会社でない他企業との共同開発・生産委託という点も共通している。
ただし2000GTは自動車製造のノウハウの全く無いヤマハ発動機がパートナーであったことと赤字覚悟で予算の縛りが緩かったことから、トヨタの主導で1年のうちに完成したのに対して、86は長年玄人好みの自動車メーカーとして生き残り続けてきた職人気質の富士重工との共同開発であったことに加えて、安価で利益も見込めるという縛りがあったため、2000GTほどすんなりと開発は進まなかった。

### 初代スバル・BRZとの違い
SUBARUからは兄弟車となる初代スバル・BRZが2012年3月28日から2020年11月30日まで販売されていた。エンジン含め車としての基本部分は同一だが、以下のような細かい相違点がある。
- 販売期間が異なる。
  - 86は2012年4月6日 - 2021年10月27日。
  - 初代BRZは2012年3月28日 - 2020年11月30日。
- フロント部の形状に違いがある。
- 設定カラー、内装、オプションに一部違いがある。
- 乗り味にも違いがあり、自動車評論家のレビューでは「86がリアを滑らせて楽しませる」志向なのに対して「BRZはグリップを重視した安定志向のセッティング」であると評されることが多い。しかし、これらの論調に対し86のCEである多田は、「86とBRZではドライバーへのインフォメーションやフィーリングのわずかな違いを演出しただけであり、リアのスタビリティの高さは両車同じである」と説明している[103][104]。なお2012年4月販売型を試乗したトップ・ギアのジェレミー・クラークソンとスティグは、86とBRZの乗り味の違いは全く分からなかったとしている[105]。
- WEB CAR TOPではコンプリートカーである86 GRとBRZ STI Sportを比較した結果、前者はサーキットでの速さ、後者は乗り心地を重視しているとしている[106]。
- 2012年4月販売型では車高を下げる改造（チューニング）を行う場合、ウィンカーとフォグランプの位置の関係で、86は20mm程度、BRZは30mm程度と、86のほうが許容範囲が狭い。道路運送車両の車両保安基準第41条2項、細目104条「方向指示器」の項で「指示部の上縁の高さが2.1m（側面は2.3m）以下、下縁の高さが0.35m以上」と定められており、ヘッドライトユニットから独立してバンパー下部にウィンカーが取り付けられている86は、ヘッドライトユニットとウィンカーが一体化しているBRZに比べて車高を落とせない。そのため、許容範囲を超えて車高を落とすチューニングを行う際は、ウィンカーの位置を変えるなどの加工が必要となる。ただし、後期型ではBRZ同様にウインカーがヘッドライトユニットと一体化したため、この制約は受けなくなった。

モータースポーツベースグレードにおける両者の違い
- ディスチャージヘッドランプ、およびカラードバンパーが標準装着ではない。（BRZ RAには標準装着である）
- 価格にも多少の差がある。
- メーカーオプションでエアコンの設定があるが、86 RCにはない[注釈 14]。

### ギャラリー
GT

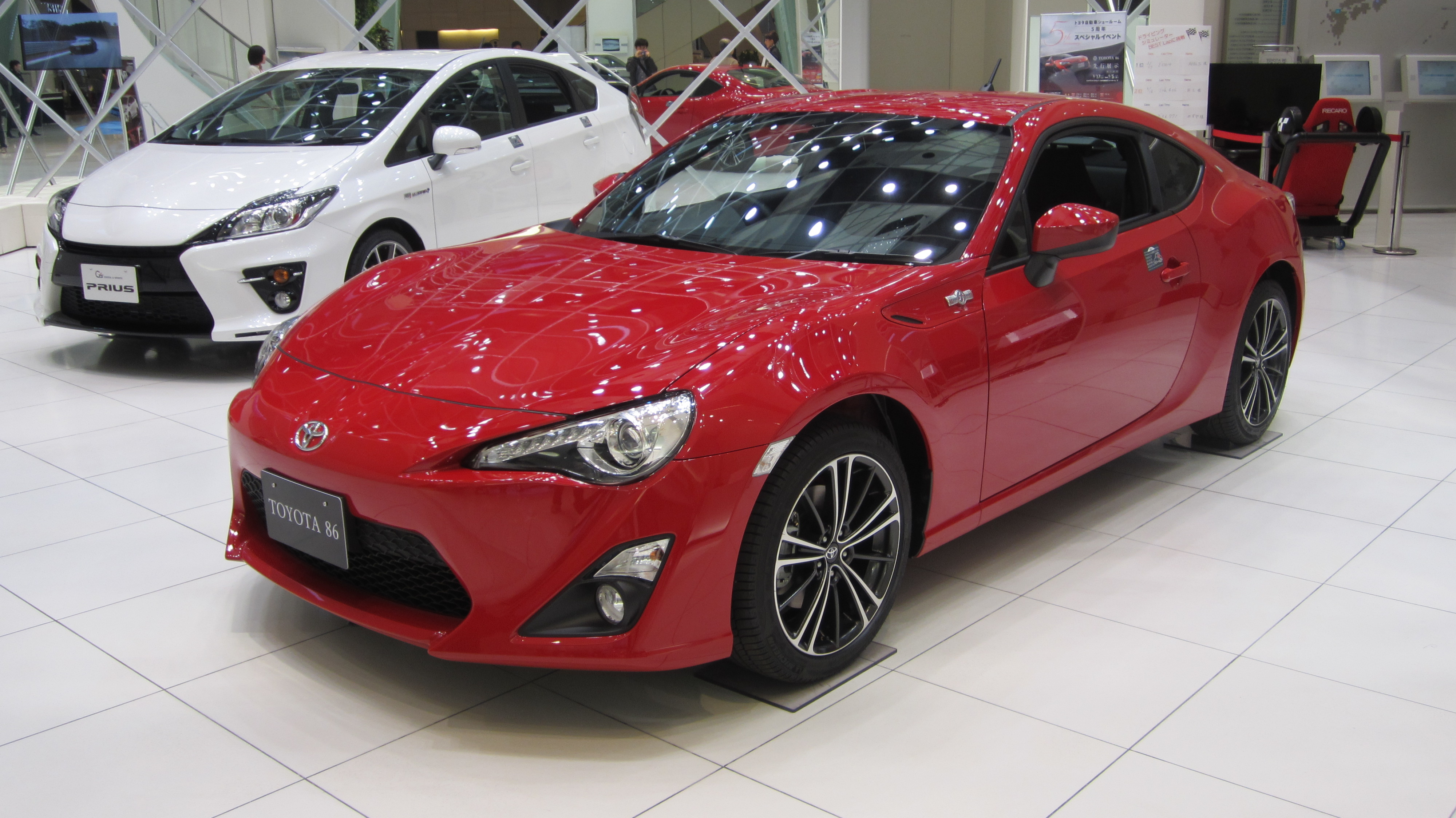
GT（2012年4月販売型）
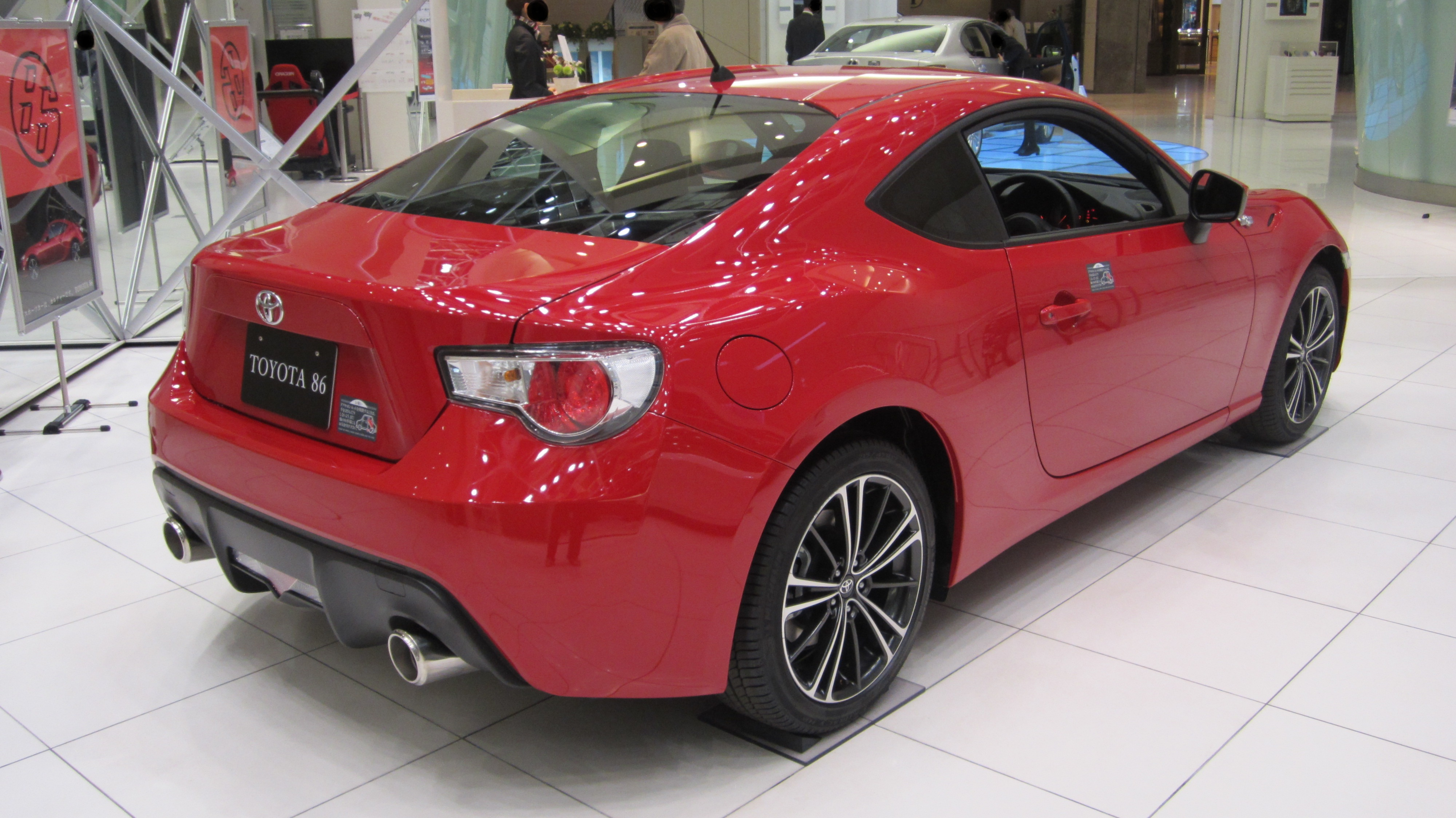
GT（2012年4月販売型、リア）
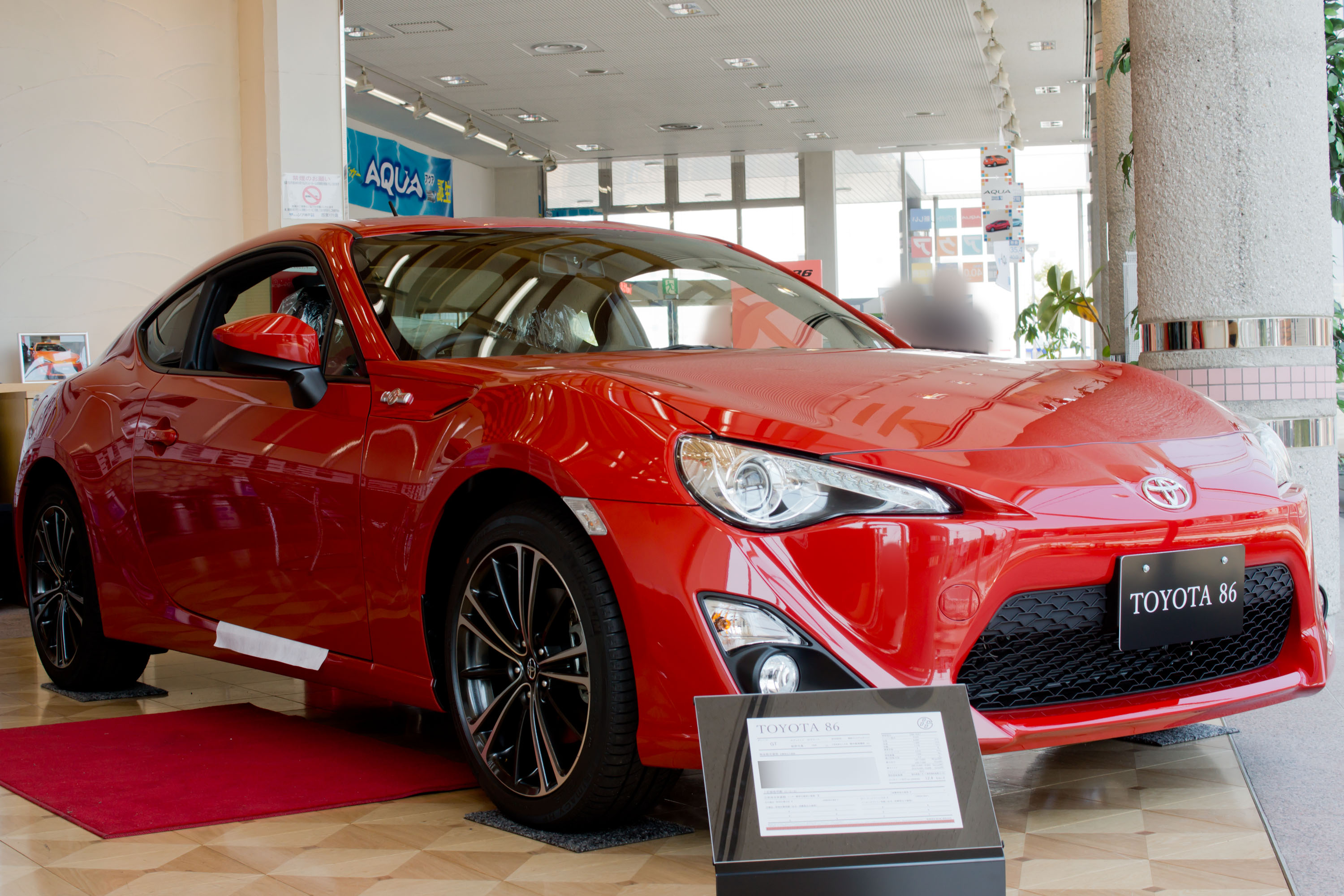
Toyota 86 GT（2012年4月販売型） 色：ライトニングレッド <C7P>
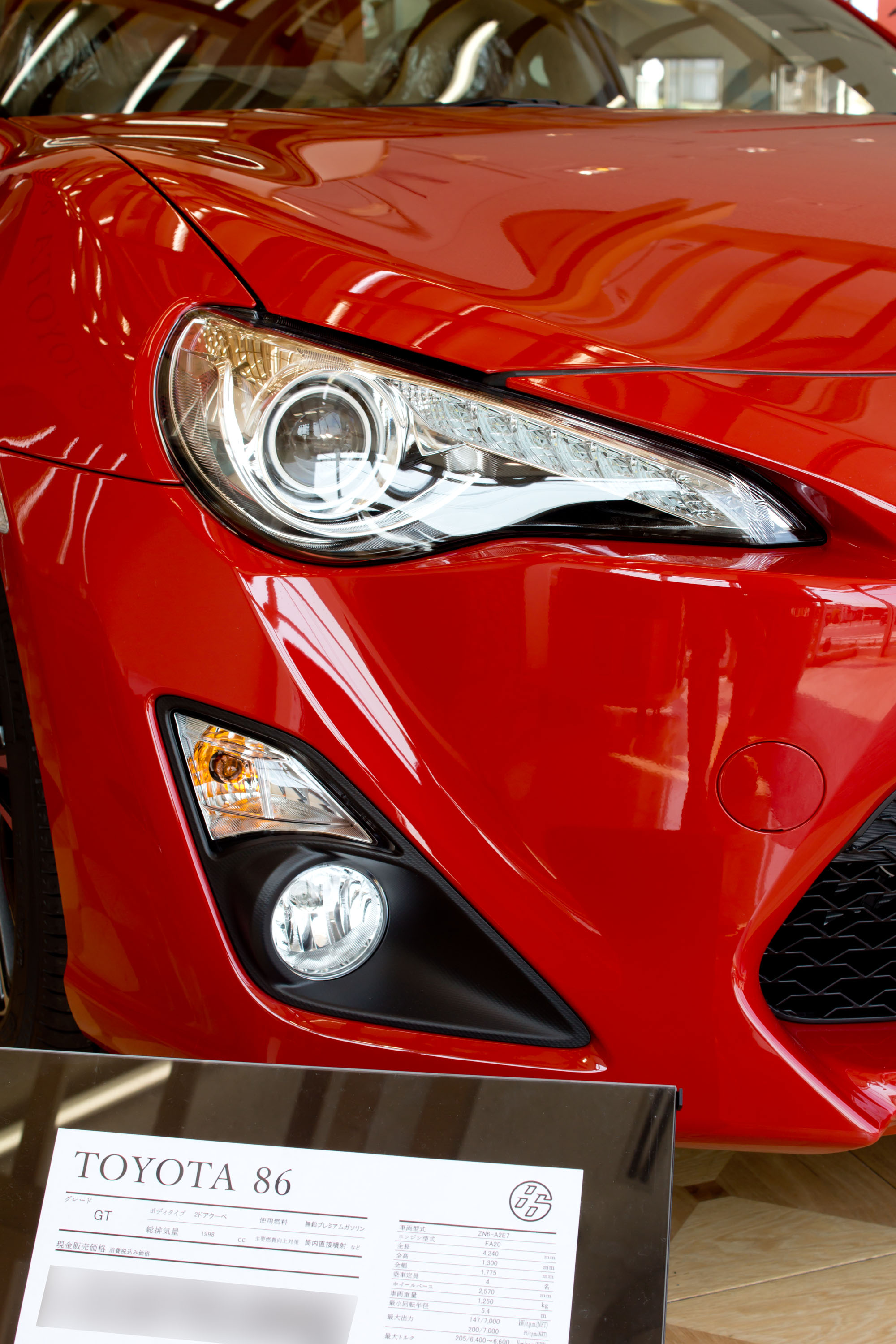
前部灯火類（2012年4月販売型）
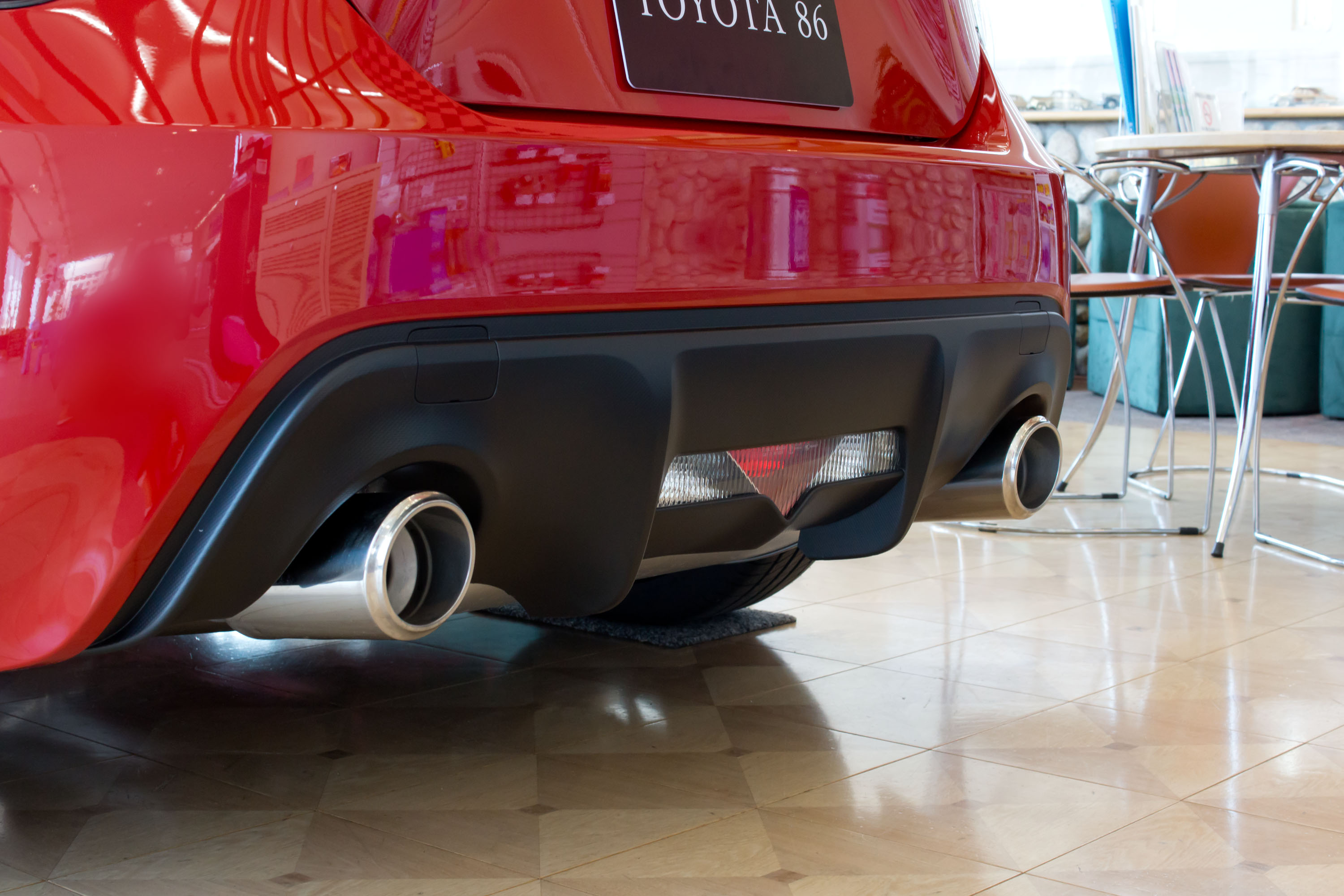
ディフューザー風カバー（2012年4月販売型） リアフォグランプ テールパイプ
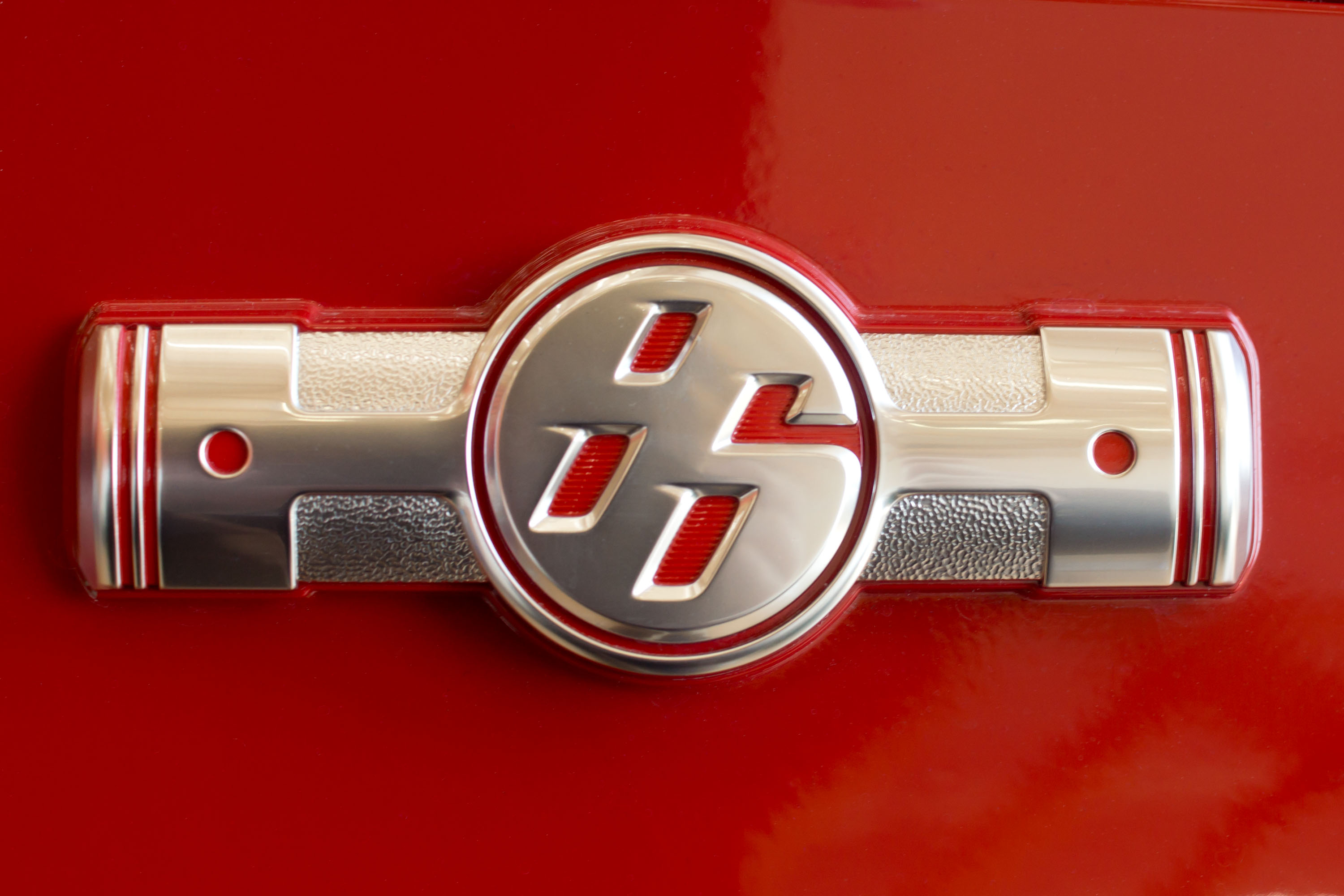
エンブレム（2012年4月販売型）
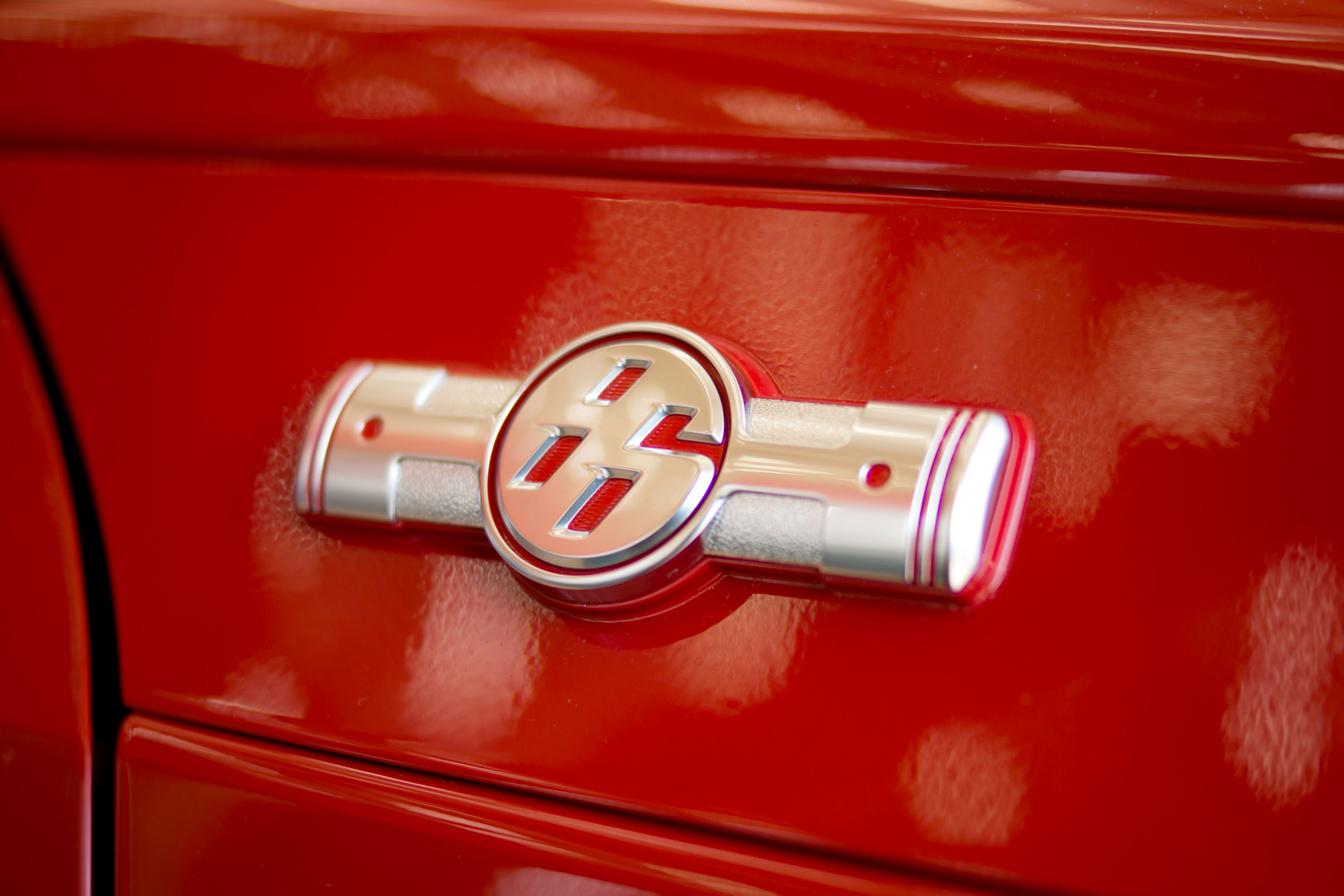
エンブレム（2012年4月販売型）
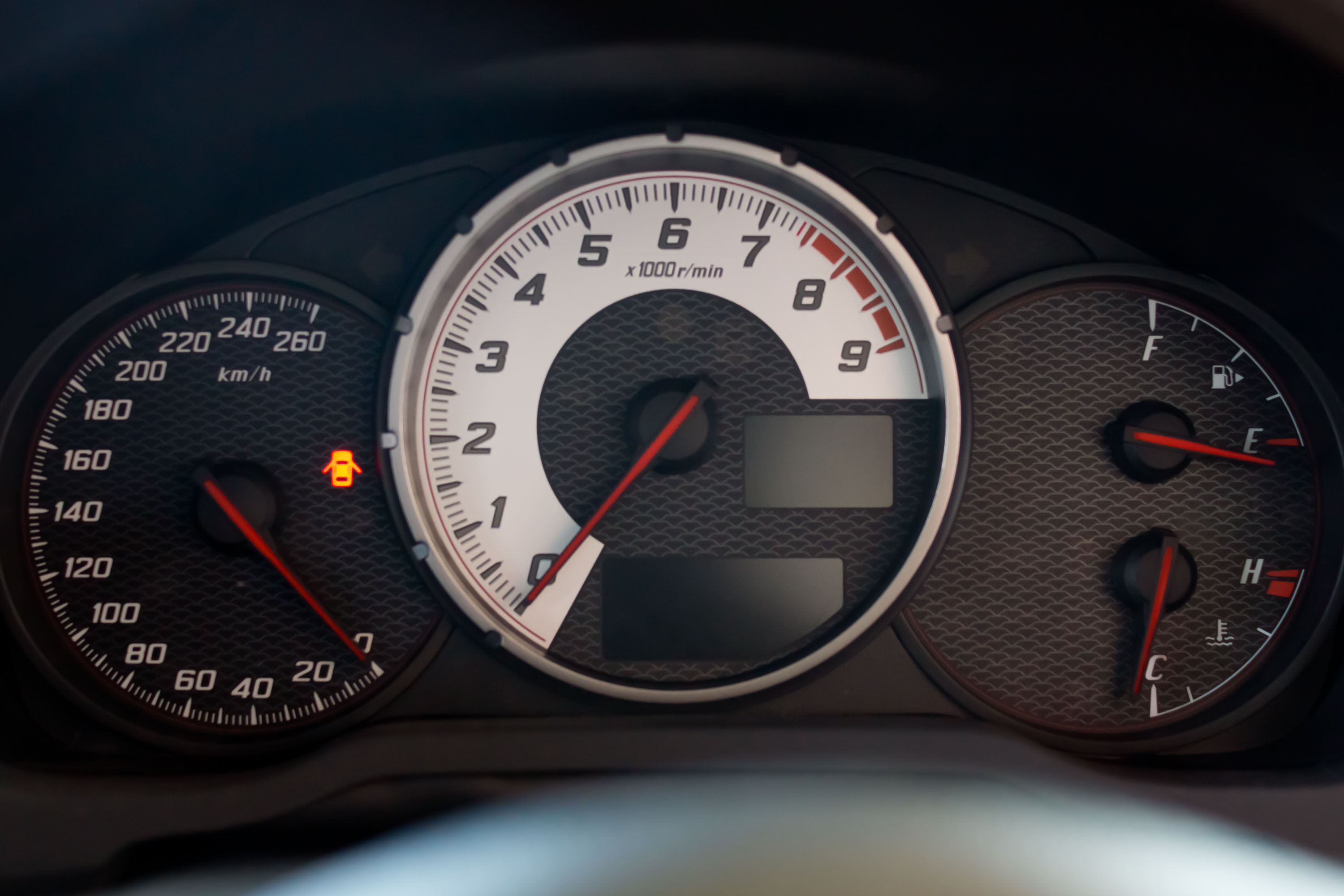
タコ&スピードメーター（2012年4月販売型）
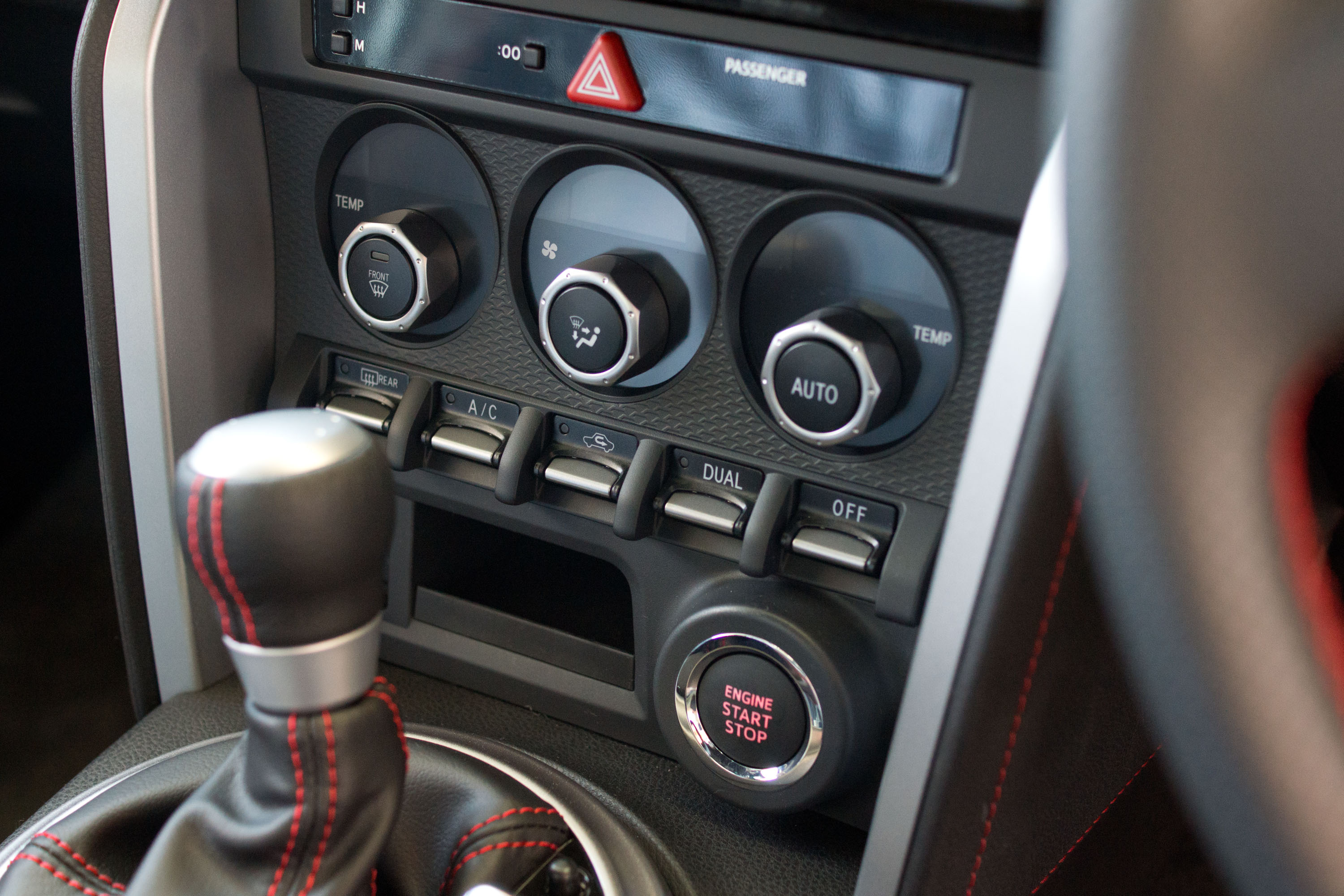
センターコンソール（2012年4月販売型）
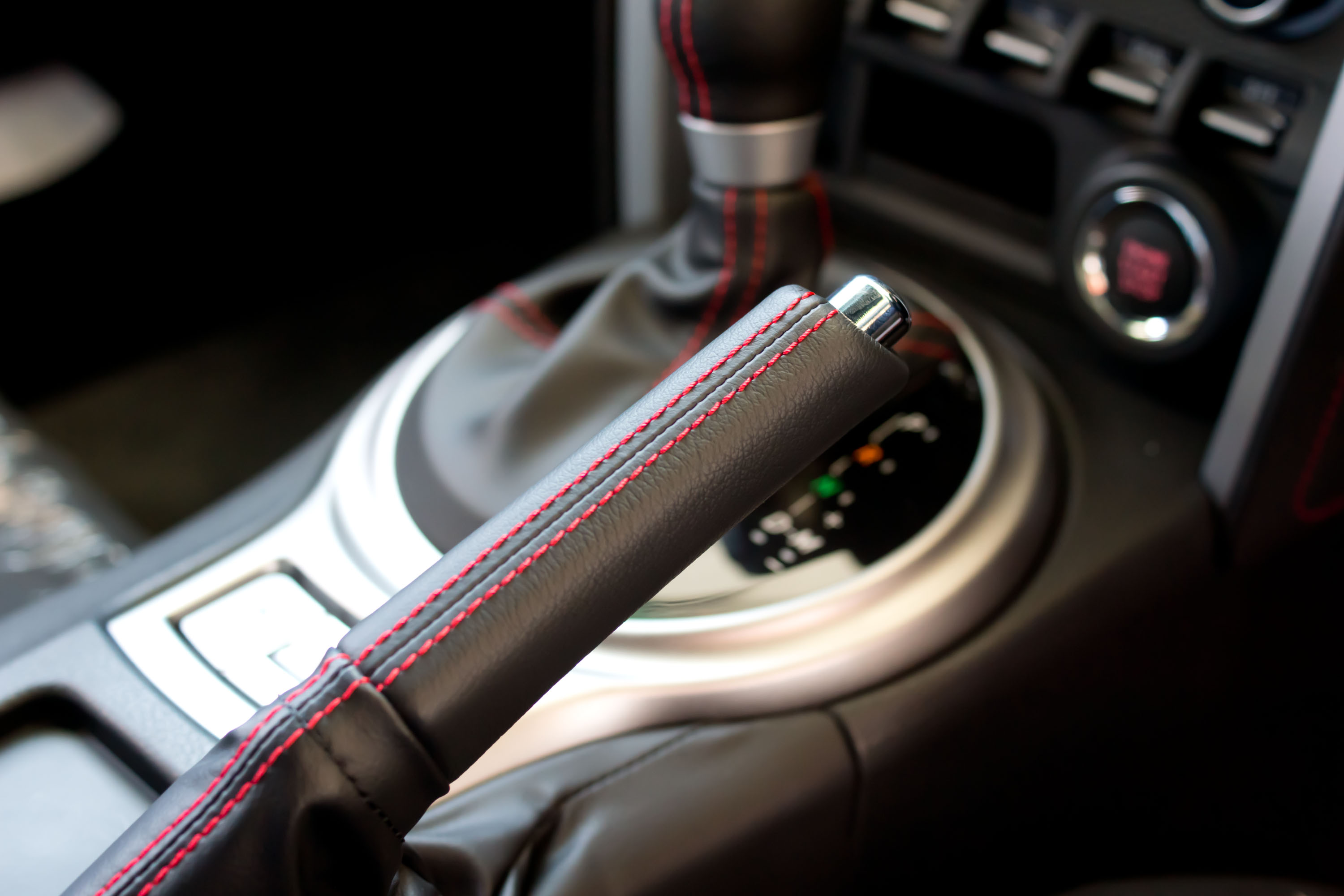
パーキングブレーキレバー（2012年4月販売型）
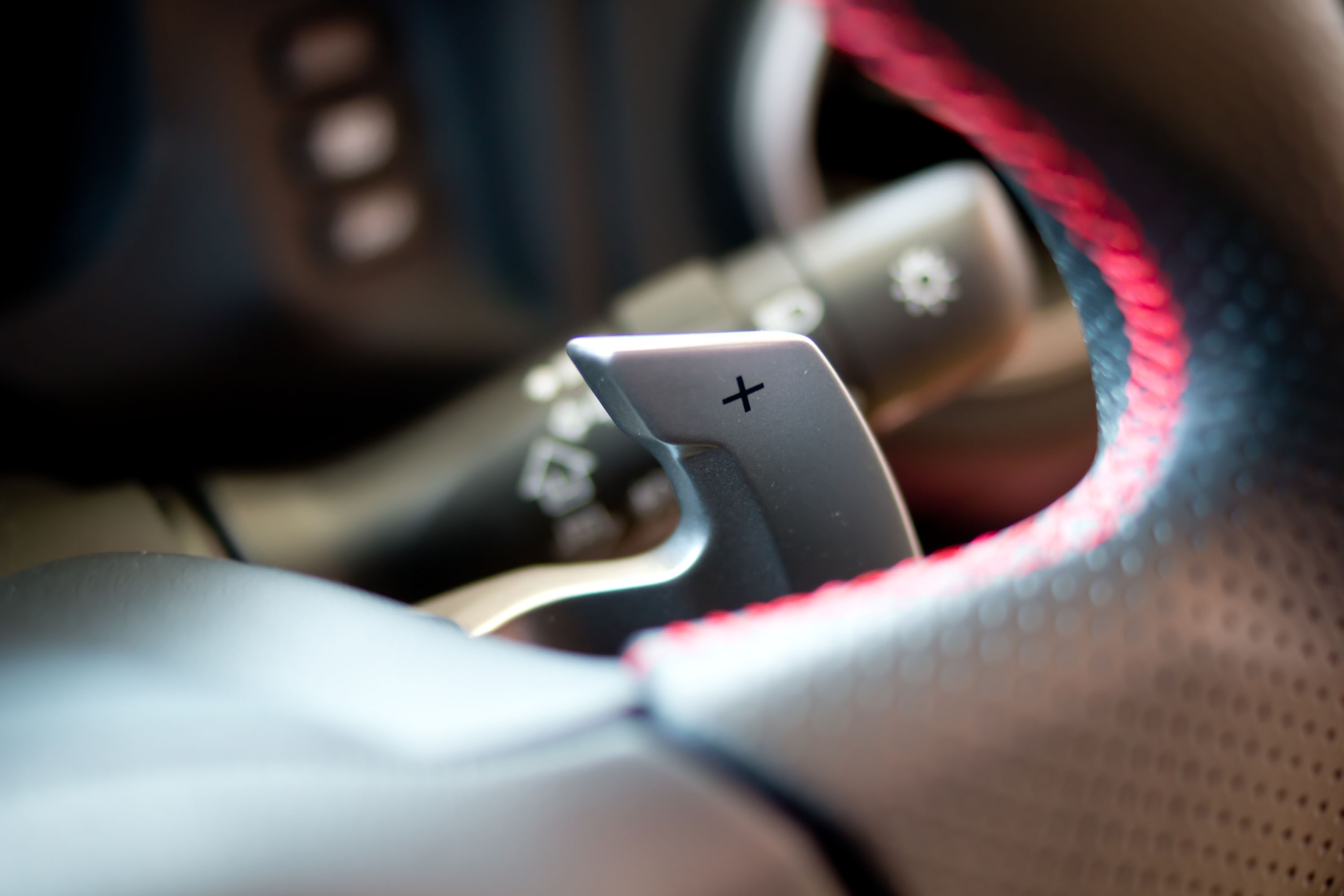
パドルシフター（AT、2012年4月販売型）
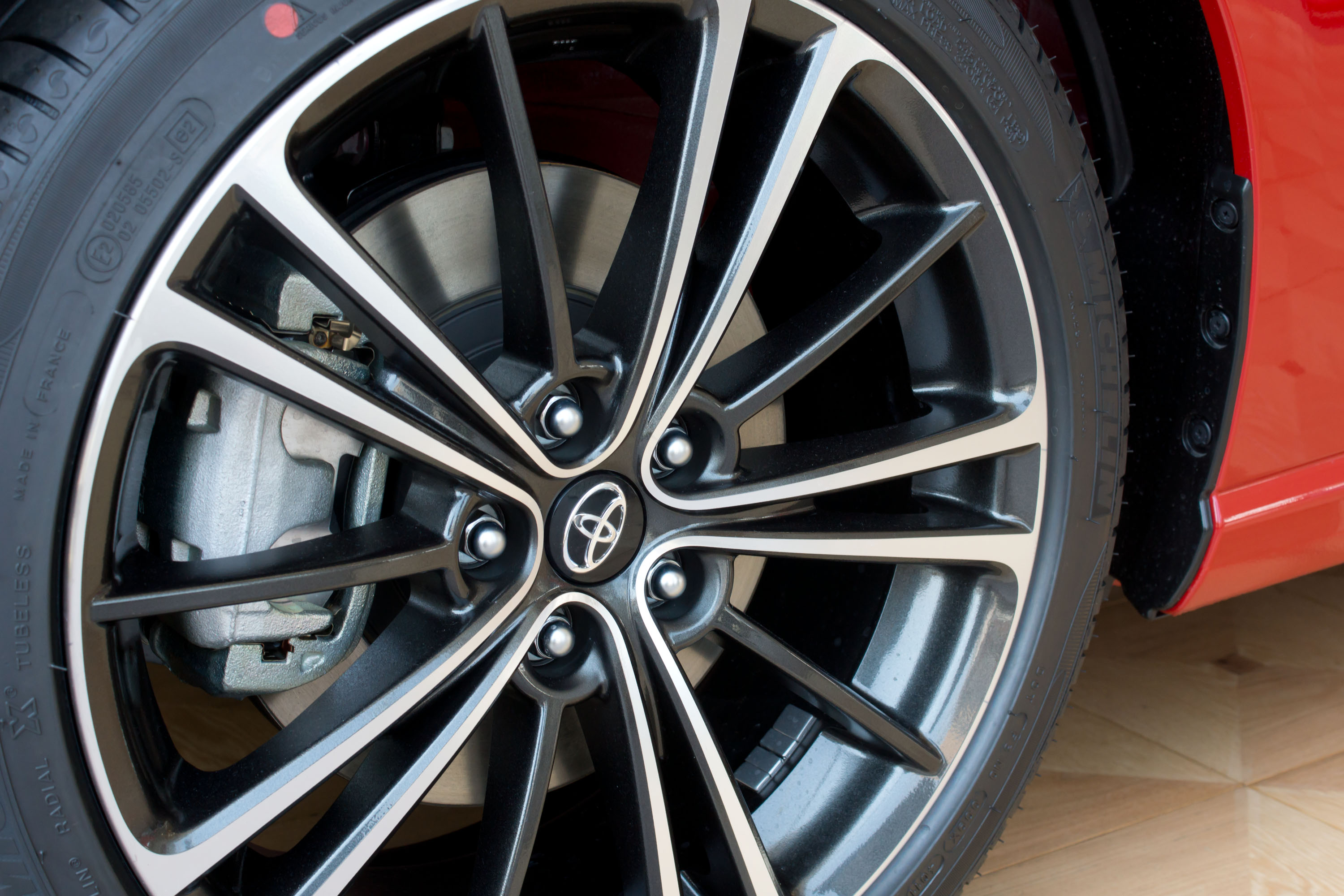
17inホイール フロントディスクブレーキ（2012年4月販売型）

## 2代目 GR86 ZN8型（2021年 - ）

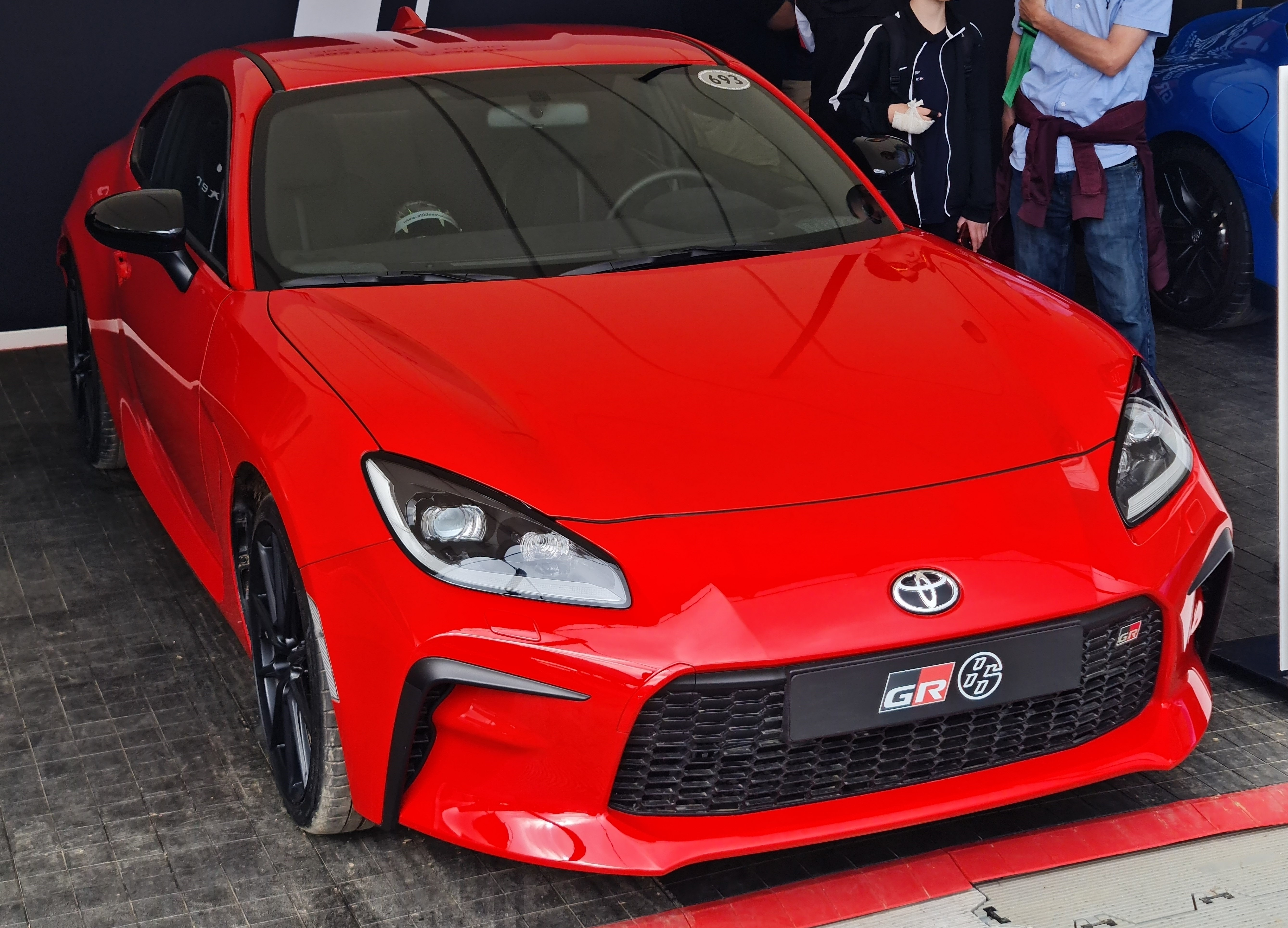
国外仕様プロトタイプ

### 概要
GRスープラ、GRヤリスに続く「GR」のグローバルモデル第3弾として発表され、車名も「GR 86」へと改められた。
エンジンは先代から引き続き水平対向4気筒ガソリン直噴エンジンが搭載されるが、排気量を2.4 LにアップしたFA24型に換装したことで、先代の課題であった中回転域の「トルクの谷」の改善を図り、加速性能やレスポンスが向上した。最大出力は235PS（173kW）、最大トルクは25.5kgf・m（250N・m）を発生する。
プラットフォームは初代86から継承されているが、スバル・グローバル・プラットフォーム（SGP）の知見を盛り込むことでねじり剛性を50%向上させたとしている。
トヨタ車初採用となるステレオカメラ方式の運転支援システム「アイサイト」を搭載（同様のシステムについては本来、トヨタ車では「Toyota Safety Sense」を名乗るが、SUBARUとの共同開発車種となるため、同社の「アイサイト」での採用となる）。プリクラッシュセーフティ、後退時ブレーキアシスト、AT誤発進抑制制御/AT誤後退抑制制御、全車速追従機能付クルーズコントロール、警報&お知らせ機能で構成されている。当初はAT車のみの搭載であったが、2023年9月の一部改良によりMT車にも搭載された。MT車の「アイサイト」はAT車と一部装備内容が異なり、AT誤発進抑制制御/AT誤後退抑制制御と後退時ブレーキアシストが非装備となり、クルーズコントロールは30km/h以上で走行中に追従し、25km/hを下回ると自動解除する追従機能付にグレードダウンされる。
BRZとの差別化を図るため、セットアップが見直されている。またフロントマスクもGRモデルの意匠である「FUNCTIONAL MATRIX GRILL（ファンクショナルマトリックスグリル）」を採り入れたバンパーとなる。

### グレード構成
グレード構成は初代86と同じ3グレード構成だが、グレード名称はすべて変更された。
RC
MT専用のエントリーグレード。「SZ」からフロアサイレンサー、エンジンルームカバー、マフラーカッター、定速クルーズコントロール、アクティブサウンドコントロール、ラゲージドアトリム、ラゲージルームランプが省かれ、スピーカーを2スピーカーにするなど、一部装備をグレードダウンし、オプションの設定範囲も販売店装着の純正ナビ・オーディオと工具（ジャッキ+ジャッキハンドル）に狭められる。
SZ
「G」の後継となる標準グレード。17インチタイヤ&アルミホイール、走行制御モード（スポーツモード・スノーモード）、ラゲージルームランプ等が装備され、MT車には定速クルーズコントロールが、AT車には全車速追従機能付クルーズコントロールを含むアイサイトコアテクノロジーがそれぞれ装備される。
RZ
「GT」の後継となる上級グレード。「SZ」に対して、タイヤ・アルミホイールが18インチにサイズアップ、シート表皮をウルトラスエード×本革、メーターバイザーをブランノーブ表皮巻き、スピーカーが8スピーカーにグレードアップされるとともに、フロントスポーツブレーキパッド（ハイμパッド）、リアフォグランプ、ステアリング連動ヘッドランプ、後側方警戒支援システム、スポーツアルミペダル、サンバイザー照明、ドアカーテシランプが追加される。
GR86 Cup Car Basic
ユーザーが交換することを前提としているため、一部の装備を簡略化している。マフラーにはマフラーカッターが装着されず、ホイールもアルミホイールではなく16インチのスチールホイールを装着する。競技用のシートベルトも先代の86 Racingでは4点式シートベルトが付属していたが、GR86 Cup Car Basicでは付属しない。競技用のシートベルトを装着するアンカーボルトは6点式のものを備えるため、ユーザーが好みをシートベルトを装着できるようになった。また、標準では水冷式のエンジンオイルクーラーを採用しているGR86だが、GR86 Cup Car Basicはエンジンオイルクーラーは空冷式のみとなる。
| グレード             | グレード   | RZ | SZ | RC |
| -------------------- | ---------- | --- | --- | --- |
| 変速機               | 変速機     | 6速AT (パドルシフト付) / 6速MT | 6速AT (パドルシフト付) / 6速MT | 6速MT |
| 外装・メカニズム     |            | - ベンチレーテッドディスクブレーキ - フロントスポーツブレーキパッド（ハイμパッド） - トルセンLSD - デュアルエキゾーストテールパイプ - マフラーカッター     | - ベンチレーテッドディスクブレーキ - トルセンLSD - デュアルエキゾーストテールパイプ - マフラーカッター                              | - ベンチレーテッドディスクブレーキ - トルセンLSD - デュアルエキゾーストテールパイプ                                                 |
| 外装・メカニズム     | 足回り     | - 215/40R18タイヤ - 18×7½Jアルミホイール （マットブラック塗装、センターオーナメント付）                                                                    | - 215/45R17タイヤ - 17×7½Jアルミホイール （切削光輝+ブラック塗装、センターオーナメント付）                                          | - 205/55R16タイヤ - 16×6½JJスチールホイール （センターキャップ付）                                                                  |
| 安全装備             |            | - アイサイトコアテクノロジー - ハイビームアシスト - ステアリング連動ヘッドランプ - 後側方警戒支援システム - VSC - EBD付ABS                                 | - アイサイトコアテクノロジー - ハイビームアシスト - VSC - EBD付ABS                                                                  | - アイサイトコアテクノロジー - ハイビームアシスト - VSC - EBD付ABS                                                                  |
| 安全装備             | 視界       | - Bi-Beam LEDヘッドランプ （加飾付） - リアフォグランプ - 電動格納式ヒーター付リモコンドアミラー - コンライト                                              | - Bi-Beam LEDヘッドランプ （加飾付） - 電動格納式ヒーター付リモコンドアミラー - コンライト                                          | - Bi-Beam LEDヘッドランプ - 電動格納式ヒーター付リモコンドアミラー - コンライト                                                     |
| 内装                 |            | - 本革巻き3本スポークステアリングホイール - 本革巻きシフトレバーノブ&パーキングブレーキレバー - スポーツアルミペダル - スマートエントリー&スタートシステム | - 本革巻き3本スポークステアリングホイール - 本革巻きシフトレバーノブ&パーキングブレーキレバー - スマートエントリー&スタートシステム | - 本革巻き3本スポークステアリングホイール - ウレタンシフトレバーノブ&パーキングブレーキレバー - スマートエントリー&スタートシステム |
| 内装                 | 計器盤     | BOXERメーター（7インチカラー+LCD液晶メーター） | BOXERメーター（7インチカラー+LCD液晶メーター）                                                                                      | BOXERメーター（7インチカラー+LCD液晶メーター）                                                                                      |
| 内装                 | シート表皮 | ウルトラスエード×本革 | ファブリック | ファブリック |
| 内装                 | 空調       | 左右独立温度コントロールフルオートエアコン | 左右独立温度コントロールフルオートエアコン                                                                                          | 左右独立温度コントロールフルオートエアコン                                                                                          |
| エンターテインメント | オーディオ | 8スピーカー | 6スピーカー | 2スピーカー |
| エンターテインメント | その他     | 充電用USB端子（2個）/アクセサリーソケット（DC12V・120W）/盗難防止システム                                                                                  | 充電用USB端子（2個）/アクセサリーソケット（DC12V・120W）/盗難防止システム                                                           | 充電用USB端子（2個）/アクセサリーソケット（DC12V・120W）/盗難防止システム                                                           |
| 価格                 |            | 351万8,000円 | 319万5,000円 | 293万6,000円 |
| 価格                 | AT         | 361万6,000円 | 329万3,000円 | - |

### 年表
- 2021年
  - 4月5日 - 姉妹車の2代目スバル・BRZと共にジャパンプレミアにおいて日本仕様車を発表。同年秋以降の発売を予定。
  - 6月6日 - 富士スピードウェイで開催された『86 Style with BRZ』にGR86を改造した「GR86 HKS CONCEPT」「クスコGR86コンセプト[110]」「BLITZ GR86 Concept」「TOM'S GR86 CONCEPT」が公開された[111]。また「TRD GRパーツコンセプト」「SaRD GR86コンセプト」「TRUST GR86コンセプト」「GR Cup Car CONCEPT」も公開された。
  - 6月28日 - 欧州仕様車を英国のグッドウッド・フェスティバル・オブ・スピードにて初公開した[112]。
  - 10月10日 - TRA京都が「PANDEM」のGR86ボディキットを発売した[113]。
  - 10月28日 - 発売（サブスクリプションサービス「KINTO」でも同日より取扱が開始され、同サービス初となるカスタマイズ対応車種となる）[114]。ボディカラーは初代86（2019年2月改良モデル）からクリスタルブラックシリカ、クリスタルホワイトパール（メーカーオプション）、ブライトブルー、アイスシルバーメタリック、マグネタイトグレーメタリックの5色を踏襲し、赤系はピュアレッドからスパークレッド（メーカーオプション）に、青系はアズライトブルーからサファイアブルーにそれぞれ入れ替えた。同日トムスが「TOM'S GR86」を発売した。
  - 11月21日 - FUJI 86 STYLE with BRZ 2021 PART2開催。「クスコGR86 フォーミュラD」「KYB GR86（ショックアブソーバー装着仕様）」「BLITZ GR86（タッチブレインプラス装着仕様）」が公開された。ARTISAN SPIRITS はGR86のCGを初公開した[115]。
  - 12月28日 ‐ HKSがHKS Racing Performer GR86での筑波サーキット2000でのタイムアタックを敢行[116]。タイムは1分1秒286でGR86（ZN8） / BRZ（ZD8）としては最速。
- 2022年
  - 1月14日 ‐ 「GR86MFGコンセプト」が東京オートサロンで発表[117]。また、アップガレージ主催の「JAPAN CAR AWARDS」新車部門（新型車）をスバル・BRZと共に授賞[118]。
  - 2月7日 - トヨタカスタマイジング&ディベロップメントから、GR86 Cup Car Basicが発表された。同日をもって、全国のトヨタ販売店で販売開始[119]。
  - 5月24日 - 一部改良（仕様変更扱い）。ランプスイッチの操作方法が変更となり、従来は同じポジションだったスモールランプ（車幅灯・尾灯・番号灯・インストルメントパネルランプ）常時点灯とOFF（消灯）が分離されたことで、1ポジションから2ポジションとなった。
  - 6月24日 - 初代モデル「86」の発売から10周年を記念した特別仕様車「RZ"10th Anniversary Edition"」が発表された[120]。
    - 「RZ」をベースに、ボディカラーに初代モデルを彷彿とさせる特別設定のフレイムオレンジが設定され、バックガラスに10周年記念ステッカーを装着。ドアトリム（運転席・助手席）のショルダーパッド部に10周年記念刺繡が施され、内装色はブラックを基調にオレンジアクセントとキャストブラック加飾が採用された。
    - 台数は限定しないものの、発表日から9月30日までの予約受注受付となり、2023年初頭の発売が予定されている。
- 2023年
  - 9月22日 - 一部改良並びに特別仕様車「RZ"40th Anniversary Limited"」が発表された[121]。
    - 一部改良では、「アイサイト」のMT車への拡大に加え、ステアリングスイッチにハンズフリーが追加され、ブラインドスポットモニターを「RZ」に標準装備、「SZ」に追加オプション設定。VSCの制御が最適化された。走行性能では電子スロットルの出力特性が変更となり、「SZ」・「RZ」はbrembo製ベンチレーテッドディスクブレーキとSACHS（AF）アブソーバーのメーカーオプション設定が追加された。同日より注文受付が開始され、11月1日に発売される。
    - 特別仕様車「RZ"40th Anniversary Limited"」はGR86の祖であるAE86の生誕40周年を記念したモデルで、「RZ」をベースに、外観はホイール色をダークグレーメタリック塗装、アウトサイドドアハンドルをクリスタルブラックシリカにそれぞれ変更。内装はシート表皮をパーフォレーション・アクセント共にブラックで統一され、フロントシートをブラック&レッドに、インストルメントパネルモール（助手席側）をキャストブラック塗装に、センターコンソール加飾を箇所に応じてキャストブラック塗装又はブラックに、ドアセンターオーナメントとステッチをレッドにそれぞれ変え、ドアトリムの運転席・助手席のショルダーパッド部に40周年記念刺繍が施され、brembo製ベンチレーテッドディスクブレーキとSACHS（AF）アブソーバーが特別装備となる。販売店装着オプションのGRトランクスポイラーはクリスタルブラックシリカに変更となり、40周年記念のサイドデカールとGRフロアマットが販売店装着オプションとして用意される。ボディカラーはスパークレッドとクリスタルホワイトパールの2色に限定される。200台の限定販売となるため、GR Garageを通じて9月25日から10月9日までの期間限定で商談予約の抽選受付を行い、同年10月25日に商談を開始。2024年2月頃から販売される予定となる。
- 2024年
  - 4月8日 - GR86 Cup Car Basicが一部改良。運転支援システム「アイサイト」などの安全装備を搭載したほか、ロールケージの形状が変更された[122]。
  - 7月12日 - 一部改良を発表し、同日より注文開始（発売は8月1日）[123]。タイヤ空気圧警報システムをRZ/SZに、デイタイムランニングライトをRZにそれぞれ標準装備した。アブソーバー減衰特性やEPS制御の改良（AT・MT共通）、MT車でのスロットル特性の変更、AT車のダウンシフト操作時における許容領域の拡大を行っている。MT車は更に、ブリッピング操作のしやすさのためにエンジントルク制御を変更。また、同日に特別仕様車「RZ“Ridge Green Limited”」を発売。7月12日から7月28日までの抽選申込み販売で限定数は200台。今回の改良から設定されたリッジグリーンのボディカラーを採用し、18インチアルミホイールにブロンズカラーを施し、ブレンボ製ベンチレーテッドディスクブレーキ、SACHS（ZF）アブソーバーを特別装備し、インテリアではブラック×タンの特別内装色にウルトラスエード×本革のコンビネーションシート、センターコンソール加飾、専用刺繍を施した。
- 2025年7月15日 - 一部改良が発表された（発売は8月1日）[124]。万が一、エンジンの点火系回路に故障が発生した場合でも問題のある気筒だけを停止させることで完全にエンジンが停止するリスクを低減し、安全な場所への退避走行が可能となった。

### モータースポーツ
ワンメイクレース

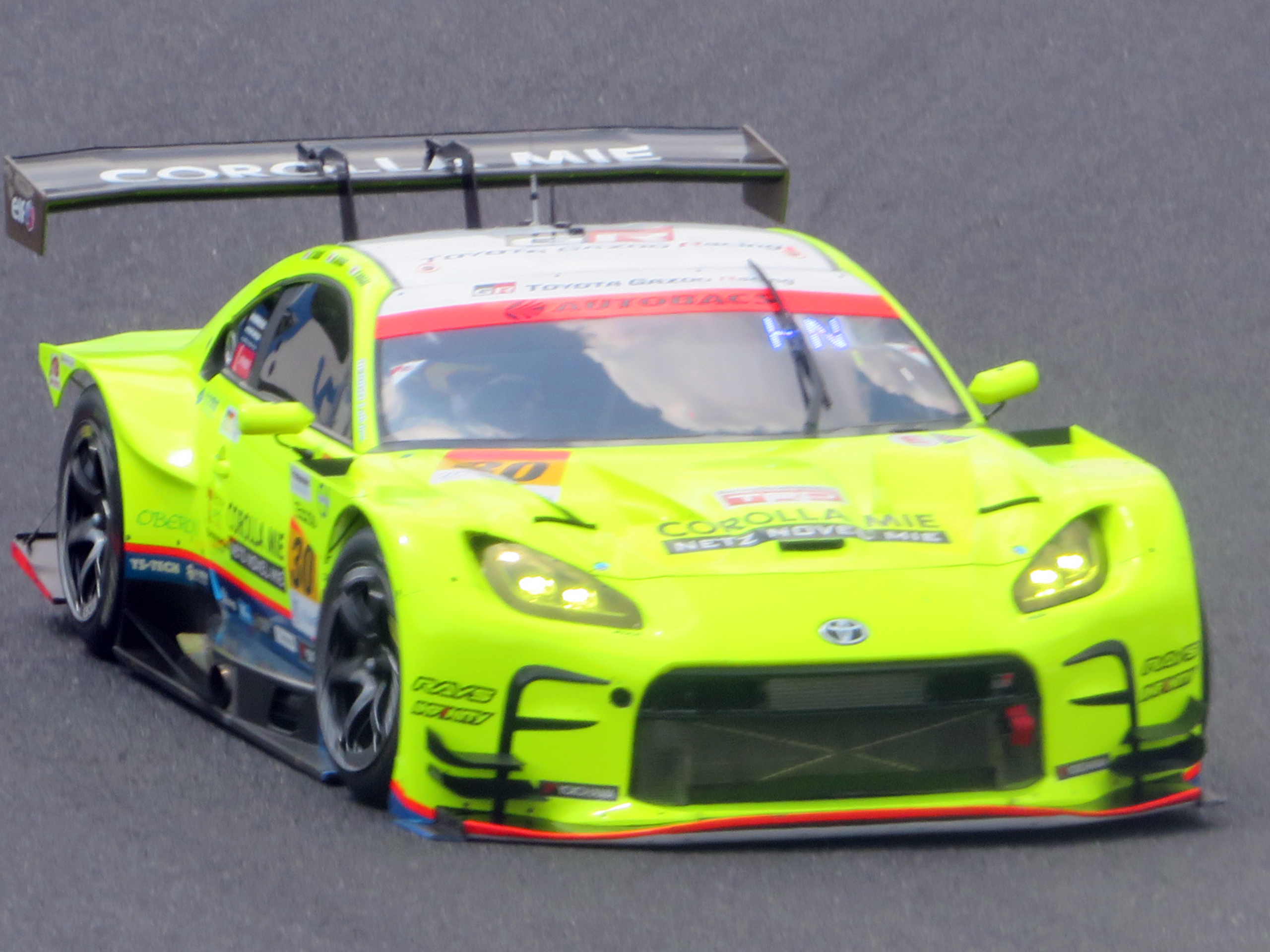
GT300仕様

2022年のTOYOTA GAZOO Racing GR86/BRZ Cup 2022のベース車両となることが決定している。ベース車両のGR86 Cup Car Basicは2022年2月7日に販売開始となっている。
SUPER GT
GT300クラスに2022年より参戦を開始。初代とは異なりaprがGT300規定にあわせて開発をし、初年度はapr、SHADE RACING、muta Racing INGINGの3チームが使用する。
ドリフト
2021年11月21日に開催された「FUJI 86 Style with BRZ 2021」にてクスコレーシングがFDJ仕様を発表し、FDJ2022年シーズンに草場佑介・金田義健の2人をドライバーに起用することを発表した。2022年4月23日に鈴鹿ツインで行われた第１戦で更にチームTMARより斎藤太吾・松山北斗の2人がGR86を使用、2022年6月18日にエビスサーキットで行われた第２戦でチームSHIBATAより蕎麦切広大が使用することとなった。
D1グランプリでは2022年4月23日の第１戦富士スピードウェイよりTeam TOYOTIRES Driftの川畑真人・藤野秀之の2人が使用。デビューイヤーでありながらも藤野3位、川畑1位と新車特有の苦悩もとくに無く好成績を収めた後、2023年の藤野の二度目のシリーズチャンピオン獲得により、WISTERIA制作による同車がチャンプマシンとなった。

### 2代目スバル・BRZとの違い
エンジン含め車としての基本部分は同一だが、以下のような細かい相違点がある。
- 販売開始日が異なる（BRZは2021年7月29日販売開始、GR86は同年10月28日販売開始）。
- フロントバンパー、ヘッドライト、フォグランプ等の形状に違いがある。
- 設定カラー、内装、オプションに一部違いがある（GR86専用色として「ブライトブルー」「スパークレッド」が設定され、BRZに設定される「イグニッションレッド」「WRブルーパール」は非設定。なお、他5色は2車共通）。
- BRZではフロントハウジング（ハブハウジング、ナックル）がアルミ製である（GR86は鋳鉄製）[125]。BRZのリアスタビライザーがリアサポートサブフレームを介してボディに直に取り付けられているのに対して、GR86のリアスタビライザーはサスペンションメンバーに取り付けられている[125]。
- モータースポーツでの使用を前提としたグレード「RC」がある（BRZには「RC」に相当するグレードがない代わりに、最上位グレードとして「STI Sport」(2023年9月の一部改良に合わせて追加)が設定される）。
- 6速ATはBRZのほうがより緻密にセッティングされている。

### プロモーション
- トヨタ自動車の米国法人がトヨタ「GR86」のキャンペーン「FasterClass」を実施。そのPVとして、「頭文字D」とコラボした映像が公開された[126]。 映像は主人公・藤原拓海がトヨタ・スプリンタートレノで走っていると、後ろから土屋圭市が操るGR86が登場するというものであった。